# Lisbonne
« Lisboa » redirige ici. Pour les autres significations, voir Lisboa (homonymie).
Pour les articles homonymes, voir Lisbonne (homonymie).
Lisbonne (en portugais : Lisboa /liʒˈboɐ/ ) est la capitale et la plus grande ville du Portugal. La ville est également le chef-lieu du district de Lisbonne, du Grand Lisbonne et de la zone métropolitaine de Lisbonne. Ses habitants sont habituellement appelés Lisboètes (du portugais lisboeta), mais on rencontre aussi les termes Lisbonnin et Lisbonnais.
Lisbonne est l’une des plus anciennes villes du monde et la deuxième plus ancienne capitale européenne (après Athènes), précédant de plusieurs siècles les autres capitales européennes modernes. Colonisée par des tribus pré-celtiques et plus tard fondée et civilisée par les Phéniciens, Jules César en a fait un municipium appelé Felicitas Julia ajoutant le terme au nom Olissipo. Après la chute de l’Empire romain, la ville a été gouvernée par une série de tribus germaniques à partir du Ve siècle, notamment les Wisigoths. Plus tard, elle a été prise par les Maures au VIIIe siècle. En 1147, Afonso Henriques reconquit la ville (une reconquête du point de vue de la chrétienté) et en 1255, elle devint la capitale officieuse du Portugal, remplaçant Coimbra. C’est depuis le centre politique, économique et culturel du pays.
En 2023, la municipalité compte 567 000 habitants, pour une superficie de 100 km2. L'agglomération de Lisbonne (Grand Lisbonne) compte une population légèrement supérieure à 2,100 millions d'habitants (NUTS III), ce qui en fait la 15e agglomération européenne en importance. Son aire urbaine (région de Lisbonne) compte, quant à elle, 2 987 876 habitants (NUTS II), représentant 28% de la population portugaise. C'est la ville la plus riche du Portugal, avec un PIB par habitant supérieur à la moyenne du PIB par habitant de l'Union européenne. Lisbonne est reconnue comme une ville mondiale de niveau alpha en raison de son importance dans la finance, le commerce, la mode, les médias, le divertissement, les arts, le commerce international, l’éducation et le tourisme,.
Située à l'embouchure du Tage (Tejo en portugais), la municipalité est divisée en 24 freguesias (paroisses civiles ou arrondissements). Elle est limitée par les communes de Odivelas et Loures au nord, Oeiras à l'ouest, Amadora au nord-ouest et l'estuaire du Tage (la mer de Paille) au sud-est, au travers duquel, la ville est au contact des municipalités de la rive sud : Almada, Seixal, Barreiro, Moita, Montijo et Alcochete.
Deux agences européennes ont leur siège à Lisbonne : l'Agence de l'Union européenne sur les drogues et l'Agence européenne pour la sécurité maritime, toutes les deux situées au bord du fleuve. L'organisation de la Communauté des pays de langue portugaise a également ses bureaux dans la capitale portugaise.

## Étymologie
D'après Samuel Bochart, le nom antique de Lisbonne (Olisipo en latin, Ολισσιπόνα / Olissipona en grec) est une désignation pré-romaine qui remonterait aux Phéniciens et dériverait du phénicien Allis Ubbo (« baie agréable » ou « port sûr »), une allusion à son magnifique port dans l'estuaire du Tage. Cependant, il n’existe aucune source corroborant cette théorie. Olisipo est attesté par Ptolémée sous la forme grecque Όλιος Ίππων, c'est-à-dire « qui fait périr les chevaux », car selon la tradition grecque, il s'agit de l'endroit d'extrême occident où chaque soir les chevaux du soleil s'abîmaient dans l'océan.
Une autre théorie fait d’Olisipo un nom d'origine tartessienne, le suffixe ipo étant fréquemment utilisé dans la région d'influence de cette langue. Le préfixe Oli(s) a été également utilisé dans le nom d’une autre ville de Lusitanie, de localisation inconnue, que Pomponius Mela mentionnait comme Olitingi.
La ville était nommée Ulishbona par les Wisigoths ; les Maures, qui ont conquis la ville lors de l’invasion de la péninsule Ibérique en 719, l'ont nommée, en arabe, اليكسبونا (al-Lixbûnâ) ou لشبونة (al-Ushbuna).

## Géographie

### Situation géographique

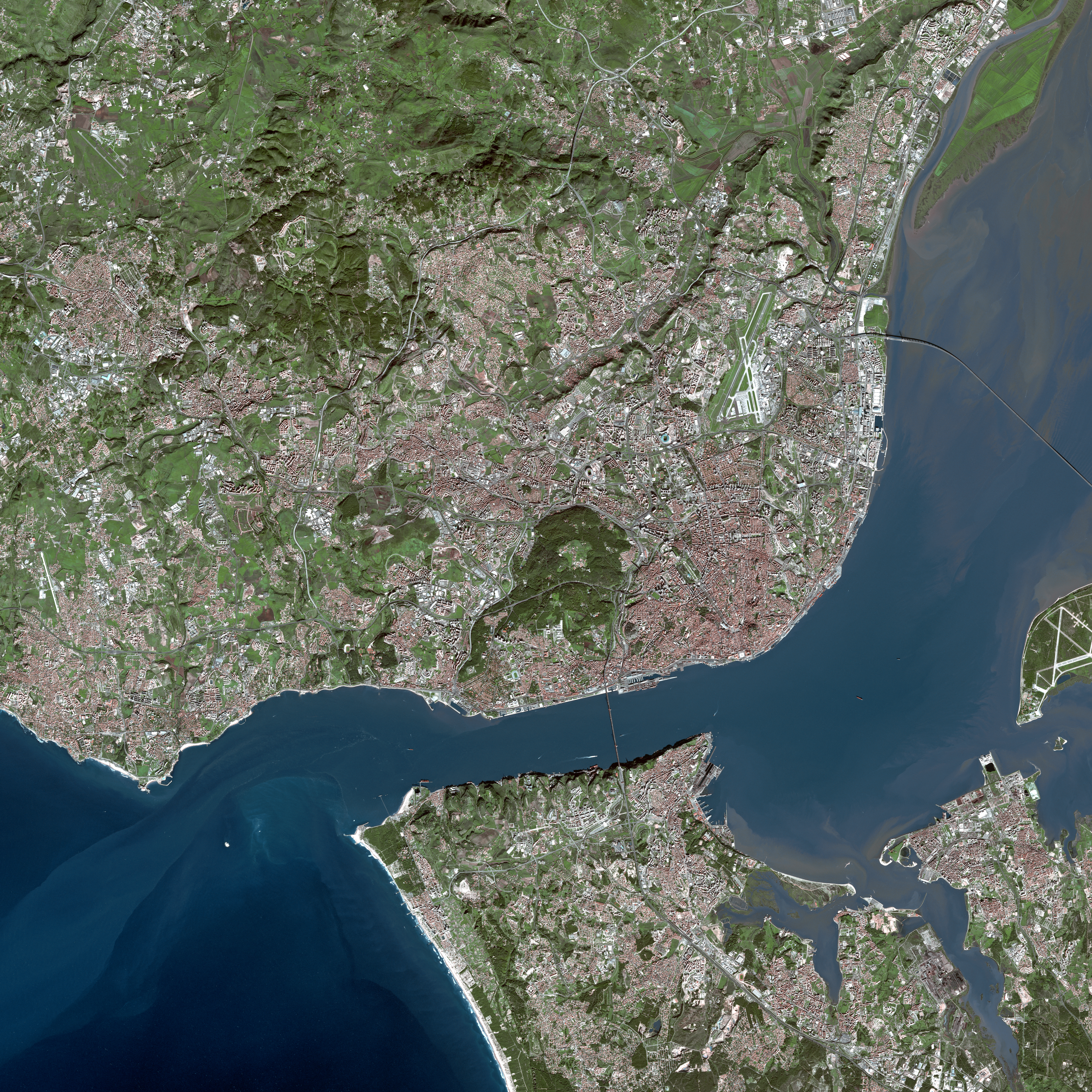
Lisbonne vu par le satellite Spot.

Lisbonne est la capitale la plus occidentale d'Europe continentale. Elle est située entre l'océan Atlantique à l'ouest et la mer de Paille à l'est (communiquant entre eux par un détroit) dans laquelle se jette le Tage. La ville occupe un territoire de 84,7 km2. Elle est située à 177 km au sud-sud-ouest de Coimbra, à 189 km au nord-nord-ouest de Faro, à 274 km au sud de Porto et à 502 km à l'ouest-sud-ouest de Madrid, la capitale espagnole.
Le centre historique de la ville est composé de sept petites collines (São Jorge, Estrela, Santa Catarina, São Pedro de Alcantra, Graça, Senhora do Monte et Penha de França) dont certaines sont dotées de rues trop pentues pour permettre la circulation automobile. En conséquence de ce relief accidenté, la ville compte un célèbre ascenseur, inauguré en 1902, ainsi que trois funiculaires.
La partie occidentale de la ville est occupée par le parc forestier de Monsanto, un des parcs urbains les plus grands d’Europe avec une surface approchant les 10 km2.
Lisbonne est située sur la rive droite de l'estuaire du Tage. Deux ponts relient la ville à la rive sud : le pont du 25 avril (anciennement pont Salazar) et le pont Vasco-de-Gama.
Au cours des siècles, l’estuaire s'est rétréci progressivement, libérant des terrains qui ont été urbanisés.

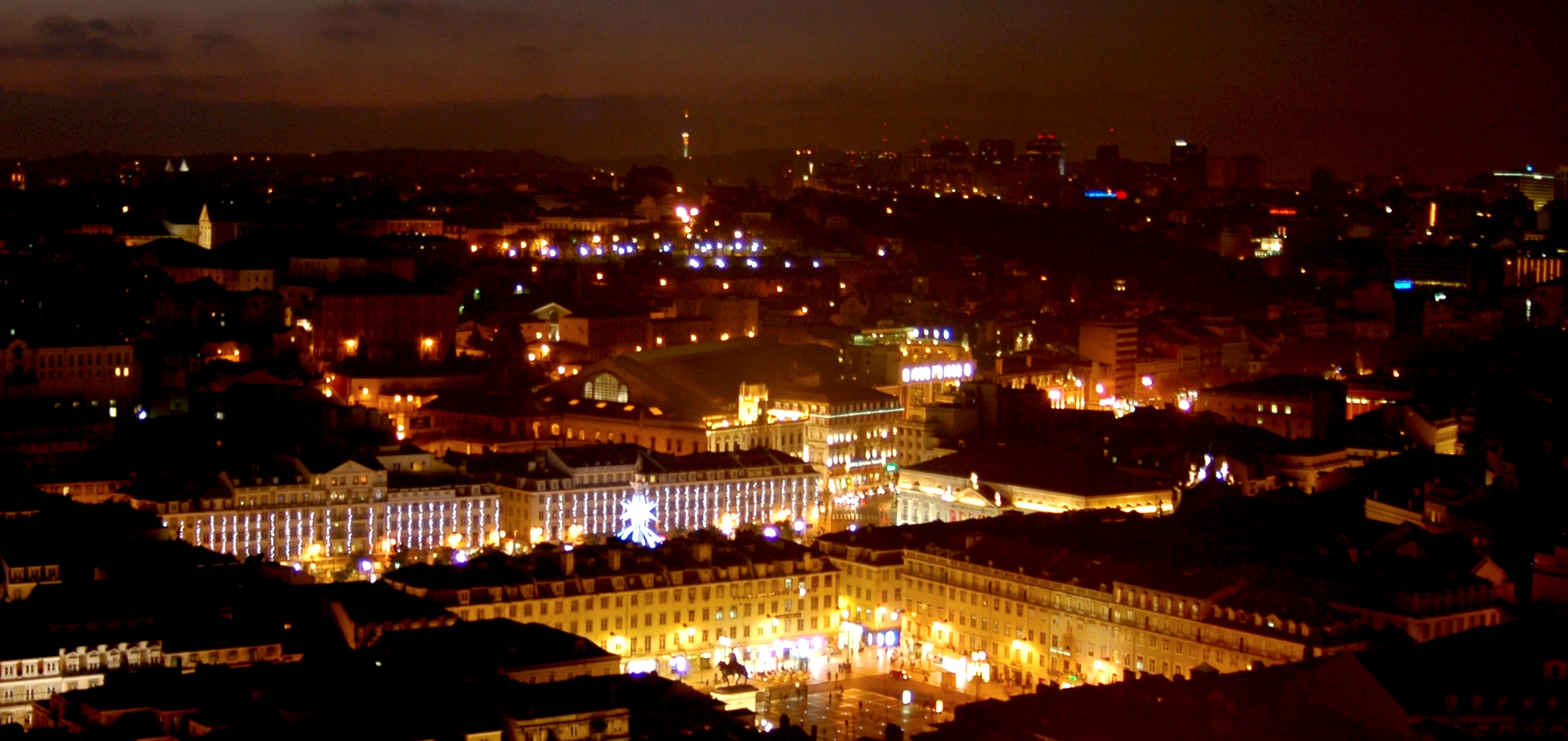
Vue nocturne de Lisbonne, depuis le château de Saint Georges.

### Subdivisions
La municipalité de Lisbonne est divisée depuis la réforme administrative de 2012 en 24 freguesias (arrondissements disposant d'un conseil élu), contre 53 jusqu'alors. Cette réforme a été réalisée par la municipalité de Lisbonne qui a fusionné plusieurs freguesias et réorganisé les centres historiques,. Ces 24 freguesias composent cinq quartiers fiscaux. Chaque freguesia est gouvernée par une Junta de freguesia, un exécutif élu par les membres de l'Assemblée de la freguesia, elle-même élue directement par les citoyens recensés sur son territoire[réf. souhaitée].
Une 54e freguesia, nommée Freguesia do Oriente, devait être créée à l'emplacement du Parque das Nações. Au-delà des divisions administratives, Lisbonne est également divisée en quartiers historiques aux limites imprécises tels que Amoreiras, Bairro Alto, Bica, Alfama, Mouraria, Avenidas Novas, Intendente, Chelas ou Lapa, noms qui sont cependant couramment employés par les Lisboètes ainsi que dans le tourisme.

### Climat
La ville de Lisbonne bénéficie d'un climat méditerranéen. Les étés sont chauds sans chaleur excessive grâce à l'influence océanique de l'océan Atlantique. Les précipitations atteignent en moyenne 6,1 mm en juillet et 6,8 mm en août ; l’ensoleillement à cette période est très fort. Les hivers sont doux et humides, la température moyenne en cette saison est de 16,7 °C, et passe rarement en dessous des 5 °C. L'ensoleillement dure de 2 900 à 3 300 heures en moyenne par an.
Si les précipitations annuelles atteignent environ 800 mm par an, on ne compte qu'une centaine de jours de pluie par an, pour la plupart entre octobre et avril. Proche de l'océan Atlantique, il était dit que le climat de Lisbonne était le meilleur et le plus tempéré de toute la péninsule Ibérique, avec peu de jours d'intense chaleur et peu de jours de gel.
| Mois                              | jan. | fév. | mars | avril | mai  | juin | jui. | août | sep. | oct. | nov.  | déc.  | année |
| --------------------------------- | ---- | ---- | ---- | ----- | ---- | ---- | ---- | ---- | ---- | ---- | ----- | ----- | ----- |
| Température minimale moyenne (°C) | 8,1  | 9,2  | 10,4 | 11,5  | 13,3 | 15,9 | 17,9 | 18,1 | 17,3 | 14,6 | 11,5  | 9,5   | 13,1  |
| Température maximale moyenne (°C) | 14,5 | 15,9 | 18,2 | 19,2  | 21,4 | 24,8 | 27,5 | 27,8 | 26,2 | 22,1 | 18    | 15,2  | 20,9  |
| Record de froid (°C)              | −0,4 | −1,2 | 2,9  | 5,5   | 6,9  | 10,3 | 13,1 | 13,8 | 10,7 | 8    | 3,9   | 2,4   | −1,2  |
| Record de chaleur (°C)            | 20,6 | 24,8 | 28,3 | 29,4  | 35   | 41,5 | 40,6 | 44   | 37,1 | 32,6 | 25    | 25,1  | 44    |
| Précipitations (mm)               | 96,8 | 90,2 | 51,2 | 64,7  | 55,6 | 17,2 | 6,1  | 6,8  | 28,5 | 79,8 | 107,1 | 121,8 | 725,8 |

#### Environnement
La ville de Lisbonne regroupe plusieurs espaces verts, de taille variée. Elle a vu naître le premier jardin botanique portugais : le jardin botanique d'Ajuda. La ville possède aussi le grand parc forestier de Monsanto, d'une superficie de 900 hectares sur sept freguesias (Benfica, São Domingos de Benfica, Campolide, Santa Maria de Belém, São Francisco Xavier, Ajuda et Alcântara).
Certains des jardins de la ville sont en cours de restauration. Quant à la qualité de l'air, la ville présente un niveau moyen de pollution atmosphérique, mais avec des niveaux d'exposition élevés aux particules en suspension (PM10) dans les grands axes routiers, réduisant l’espérance de vie des Lisboètes d’environ six mois. La pollution atmosphérique est plus élevée près des principales voies routières.

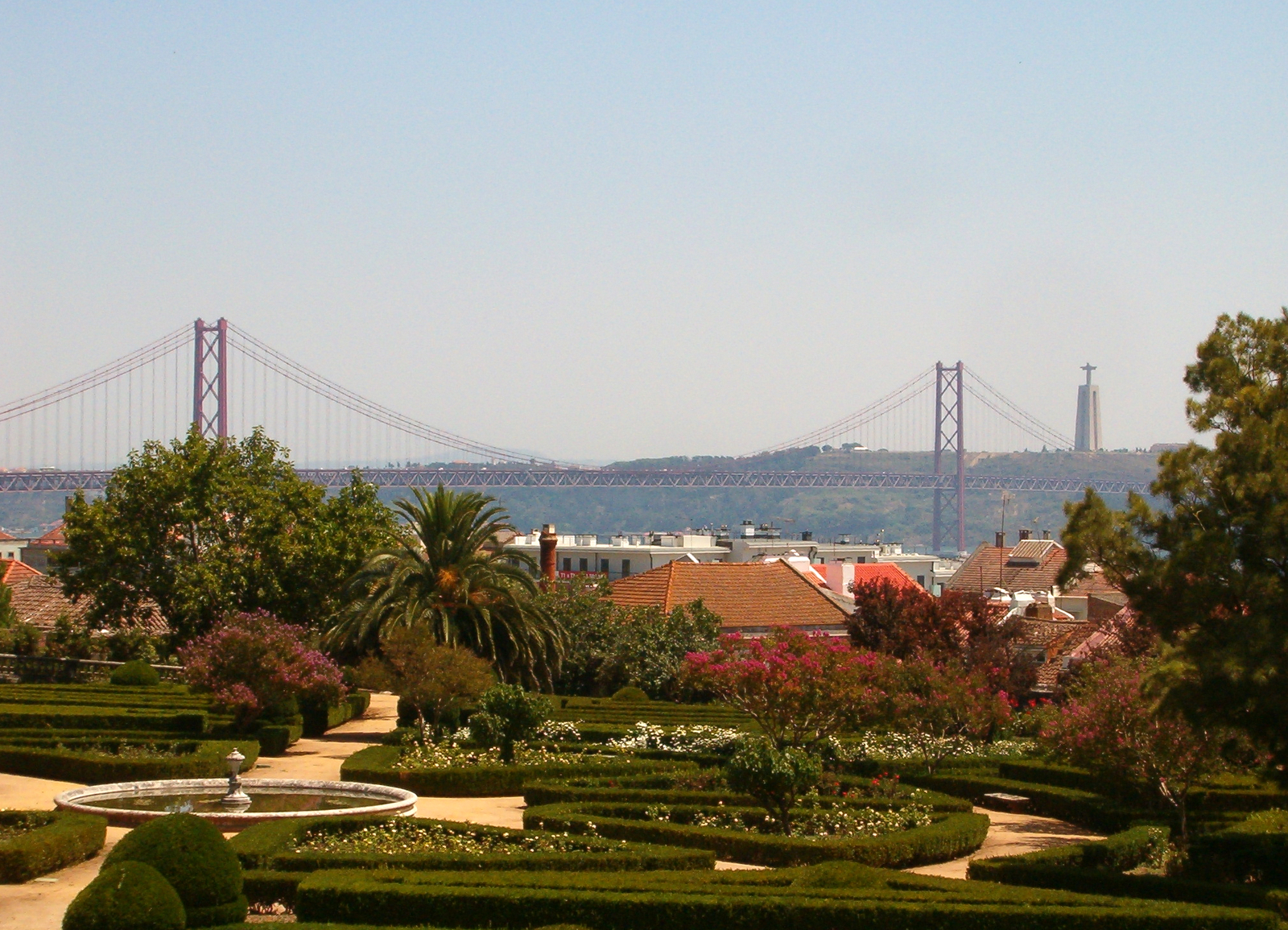
Vue partielle du jardin botanique d'Ajuda.
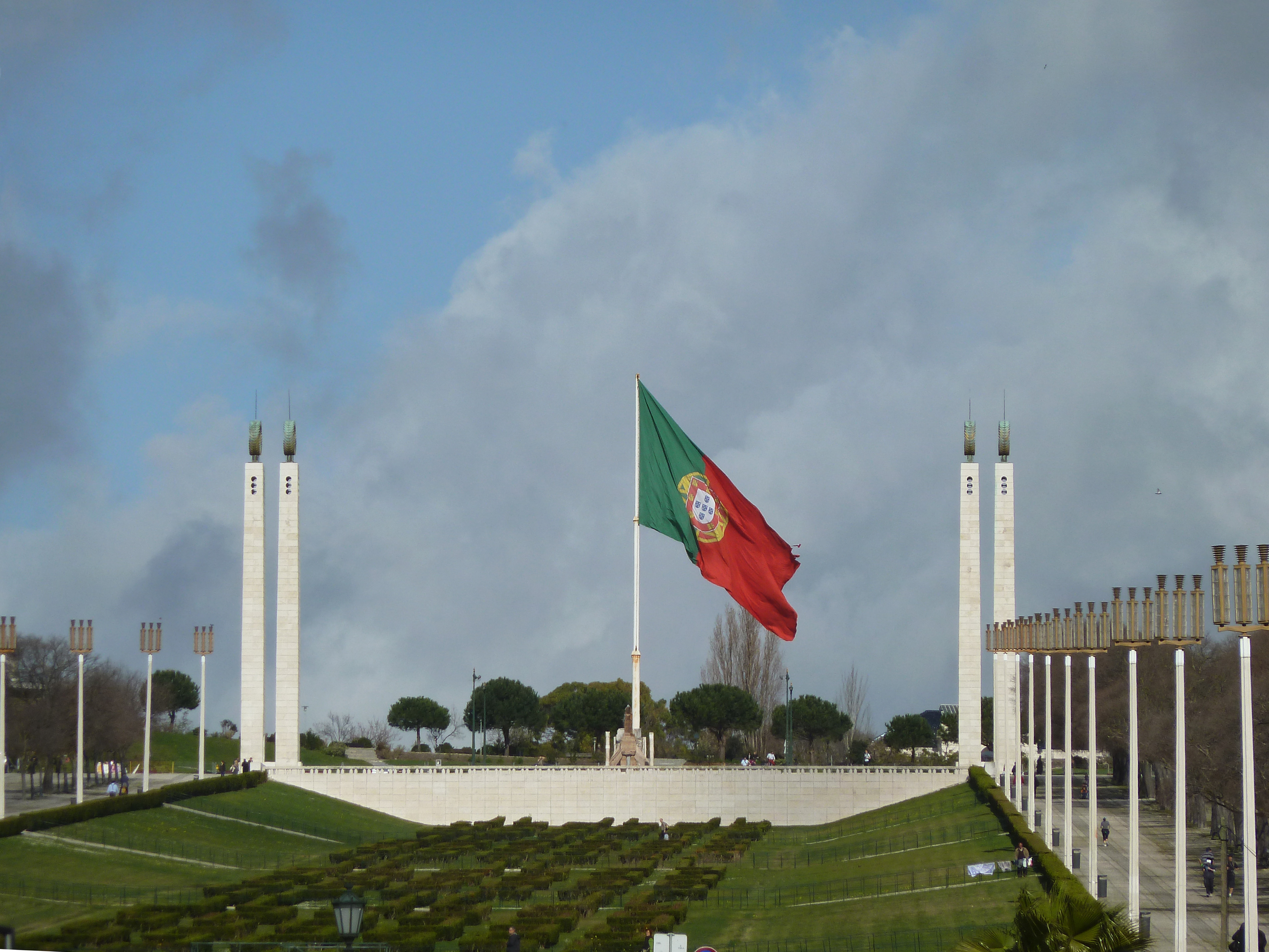
Parque Eduardo VII.
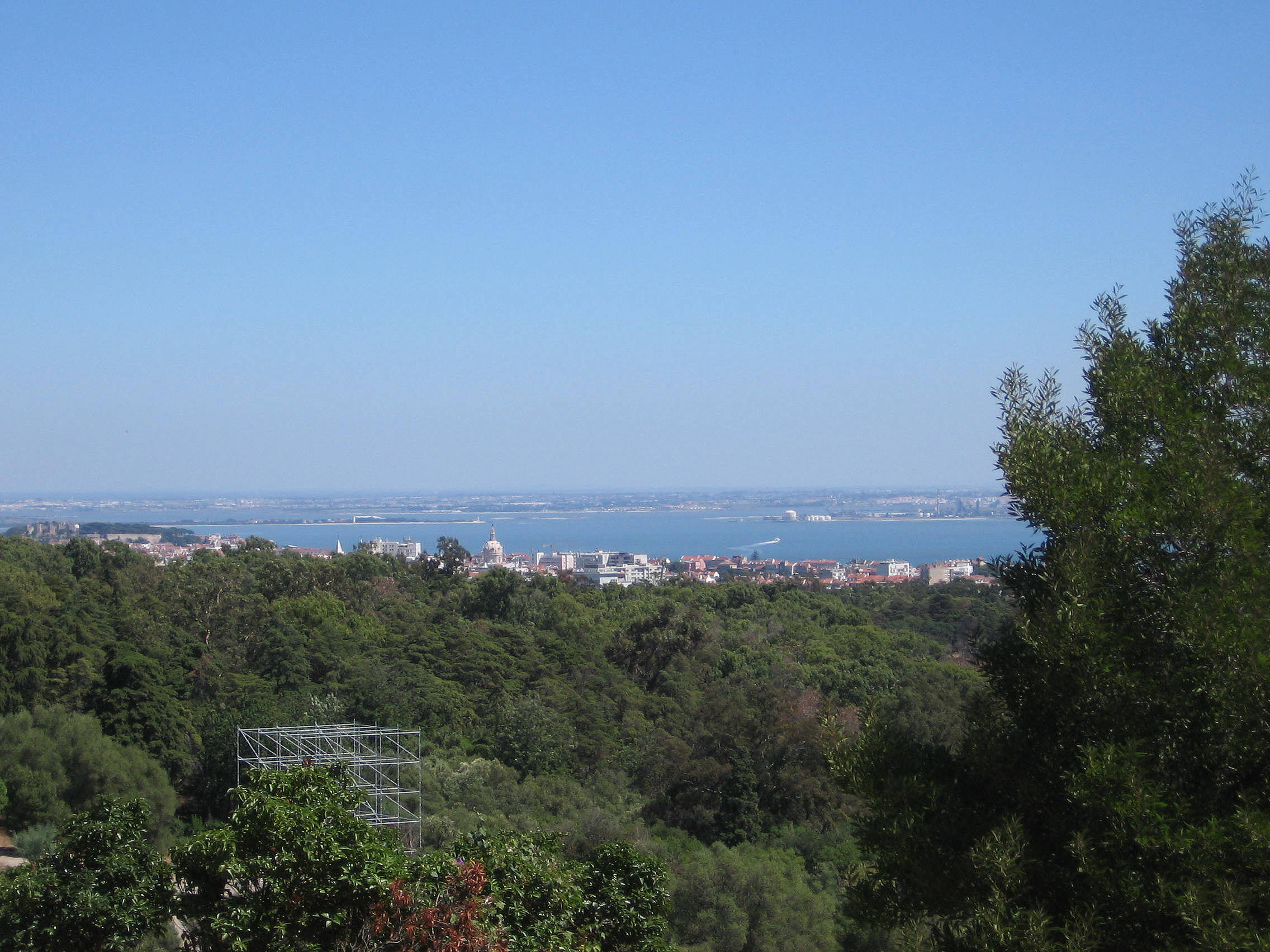
Parc forestier du Monsanto.
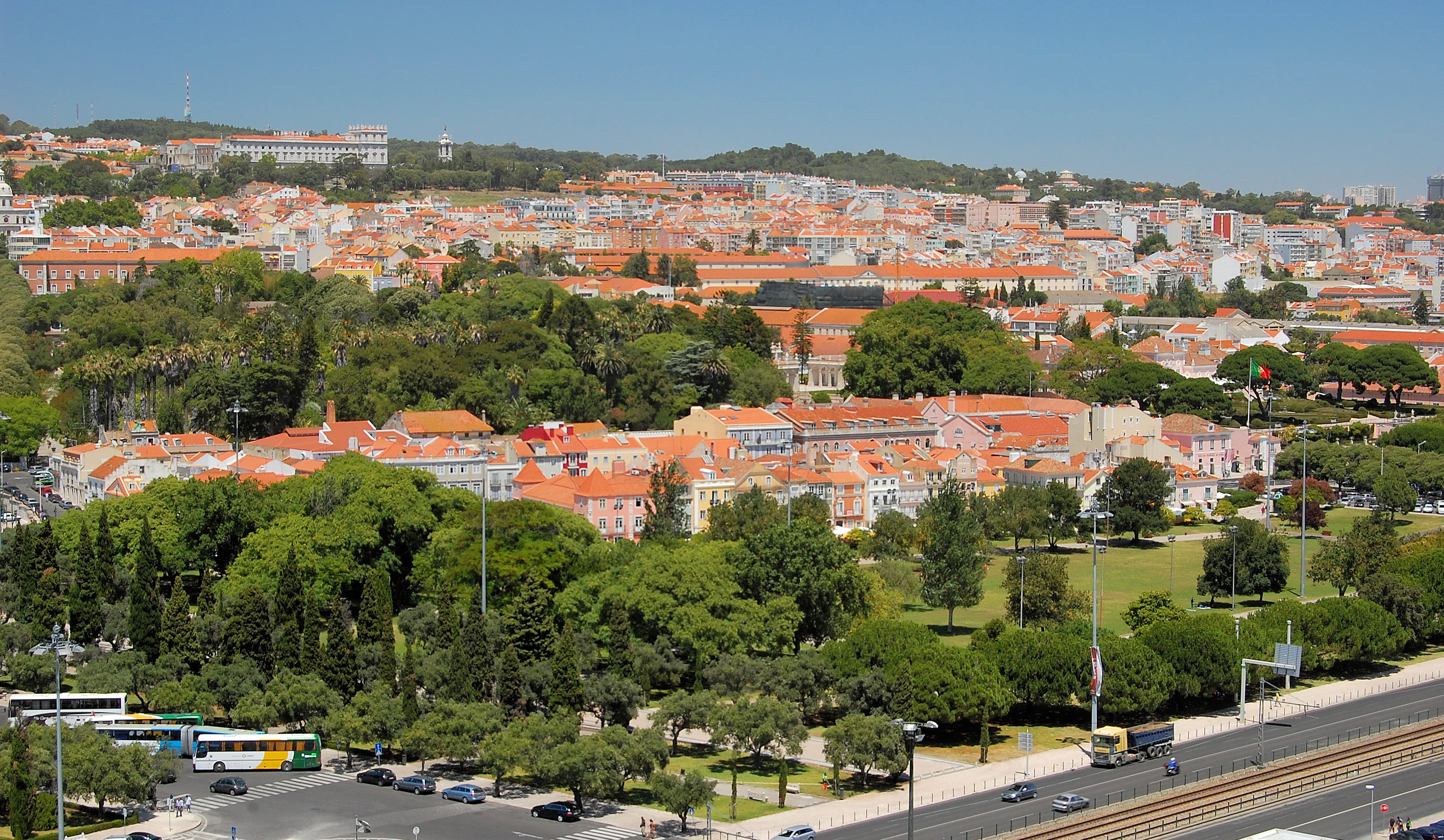
Le jardin Vasco de Gama, à Belém.

Jusqu'aux années 1960, la première préoccupation sanitaire de la ville était la pollution industrielle, avec des niveaux élevés de soufre et de particules. En janvier 1993, la ville a atteint un niveau de pollution atmosphérique très élevé aggravé par les conditions atmosphériques. Depuis quelques années, la qualité de l'air à Lisbonne s'est améliorée.
La ville est aussi menacée par la montée des eaux. Les plages de Lisbonne disparaissent, le sable est enlevé par les vagues, il est prévu une augmentation du niveau de la mer d'un mètre et dix centimètres.

## Histoire
(novembre 2010).
Si vous disposez d'ouvrages ou d'articles de référence ou si vous connaissez des sites web de qualité traitant du thème abordé ici, merci de compléter l'article en donnant les références utiles à sa vérifiabilité et en les liant à la section « Notes et références ».

### Du Néolithique à l'Empire romain

Le château de Saint-Georges a joué un rôle important dans l'histoire de Lisbonne tout au long des années, par exemple, en protégeant ses citoyens ou en servant de résidence de la famille royale.

Durant le Néolithique, la région est habitée par une branche de la population indo-européenne appelée pré-ibère. Comme ailleurs en Europe atlantique, cette population construit des monuments religieux tels que des mégalithes, des dolmens et des menhirs, encore visibles aujourd'hui aux alentours de la ville. Certains peuples celtes entrent en contact avec les pré-ibères et s’établissent dans la région plus de mille ans avant notre ère, aboutissant ainsi à l'apparition de tribus de langue celte comme les Conii et les Cempsi.
Pendant les Guerres puniques, après la mort d'Hannibal Barca (dont les troupes comprennent des Conii), les Romains décidèrent de priver Carthage de sa possession la plus précieuse : l'Hispanie, nom donné par les Romains à la péninsule Ibérique. Après la défaite carthaginoise face à Scipion l’Africain en Hispanie orientale, la pacification de l'ouest est menée à bien par le consul Decimus Junius Brutus Callaicus.
Il signa un accord avec Olissipo, ancien nom de Lisbonne, pour que celle-ci envoie ses habitants combattre avec les légions romaines contre les tribus celtibères du nord-ouest. En retour, Olissipo est intégrée à l'Empire sous le nom de Felicitas Julia, devenant un municipe de droit romain. L'autonomie politique lui est accordée sur un territoire de 50 km autour de la cité ; les habitants sont exemptés d'impôt et obtiennent la citoyenneté romaine. La ville fait alors partie de la province de Lusitanie dont la capitale est Emerita Augusta (aujourd'hui Mérida). Les attaques des Lusitaniens contre la ville pendant les fréquentes rébellions rendent nécessaire l’érection d'une muraille.
Sous le règne de l'empereur Auguste, les Romains y construisent plusieurs édifices : un grand théâtre, des thermes, situés dans l'actuelle rua da Prata, les temples de Jupiter, de Cybèle et de Téthys, des temples en l'honneur de l'empereur, une grande nécropole sous l'actuelle place de Figueira, un forum et d'autres bâtiments comme les insulae, une zone de logements située entre l'actuelle colline du château et le centre de la ville. Beaucoup de ces ruines sont mises au jour vers le milieu du XVIIIe siècle, avec la mode de l’archéologie née de la découverte de Pompéi.
Olissipo était connue pour son garum, exporté dans des amphores jusqu'à Rome. Le vin, le sel et ses chevaux réputés sont les principaux produits d'exportation de la ville. Elle prospère avec la disparition de la piraterie et les progrès techniques qui permettent l’expansion du commerce avec les nouvelles provinces romaines de Bretagne et de la région du Rhin, ainsi qu’avec les populations de la vallée du Tage. La cité est régie par une oligarchie dominée par deux familles, les Julii et les Cassii.
Le plus célèbre Romain ayant résidé à Lisbonne est Sertorius, ancien partisan de Marius et en lutte contre le dictateur Sylla. La majorité des habitants parle le latin, avec des minorités de commerçants grecs et d'esclaves. La ville est reliée par la route à deux autres villes, Bracara Augusta (aujourd'hui Braga) et Emerita Augusta (aujourd'hui Mérida).

### Conquête musulmane

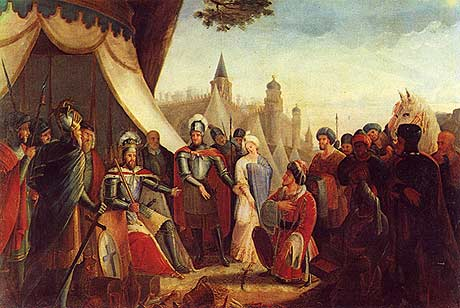
Les musulmans se rendent après l'encerclement de Lisbonne.

Lisbonne est prise par les Maures vers 719 et est rebaptisée al-ʾIšbūnah, الأشبونة en arabe, sous le gouvernement desquels la ville prospère. Les Maures, qui étaient des musulmans du nord de l'Afrique et du Proche-Orient, construisent plusieurs mosquées, des habitations et les murailles de la ville, actuellement appelées Cerca Moura. La ville abrite une population mélangée de chrétiens, de berbères, d’arabes, de juifs et de saqālibas.
L'arabe est imposé comme langue officielle. Le mozarabe reste parlé par la population chrétienne. L'islam est la religion officielle, pratiquée par les Maures et les muladís, alors que chrétiens et juifs peuvent pratiquer leur religion, en qualité de dhimmis, à condition d’acquitter la djizîa, impôt différent de la zakât à laquelle est soumise la population musulmane.

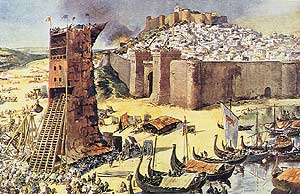
Cerca Moura de Al-Usbuna.

Le nom de l'Alfama, le quartier le plus ancien de Lisbonne, dérive de l'arabe al-hamma.
En 844, Lisbonne est assiégée par les Vikings. La ville, bien protégée, aurait résisté aux assaillants, mais en 858, de nouveau attaquée par les pirates scandinaves, elle est prise et pillée par le chef viking Hasting. En 966, vingt-huit navires vikings attaqueront une nouvelle fois Lisbonne, sans succès.
Pendant la période dite des taïfas, Lisbonne appartient à la taïfa de Badajoz, et est dirigée par Sabur al-Saqlabi.
En 1147, pendant la Reconquista, un groupe de chevaliers français, anglais, allemands, et portugais, conduits par Alphonse Ier, assiègent et prennent Lisbonne. La reconquête du Portugal et le rétablissement du christianisme forment un des événements les plus significatifs de l'histoire lisboète.
L'arabe ayant perdu son statut de langue officielle cesse peu à peu d'être utilisé dans la vie quotidienne. La population musulmane est expulsée, tandis que les mosquées sont transformées en églises. Seul le quartier de la Mouraria, qui tire son nom des Maures, conserve une population musulmane jusqu’au XVIe siècle.

### Du Moyen Âge à l'Empire portugais
Lisbonne reçoit son premier for, statut juridique de protection royale (en portugais aforamento) en 1179. Elle devient la capitale du Portugal en 1255, remplaçant Coimbra grâce à sa situation centrale sur le territoire portugais. Pendant les derniers siècles du Moyen Âge, la ville connaît un fort développement et devient un centre économique important.
En 1290, Denis Ier fonde une école universitaire appelée Estudo Geral (Étude Générale), devenue l’université de Coimbra, transférée à plusieurs reprises dans cette dernière ville pour s'y fixer de manière définitive au XVIe siècle.
Les expéditions maritimes portugaises des Grandes Découvertes partirent pour la plupart de Lisbonne entre le XVe et le XVIIe siècle, y compris l'expédition de Vasco de Gama vers les Indes, en 1497. Le XVIe siècle est l’âge d'or de Lisbonne. La ville s'impose comme centre du commerce européen avec l'Extrême-Orient, tout en recevant l’or du Brésil. Les Portugais se révèlent maîtres dans l'art de la navigation et de la cartographie, activité importante de Lisbonne (six ateliers employant dix-huit personnes en 1552).
Après l'intégration du Portugal à la Couronne de Philippe II d'Espagne en 1580, il est envisagé d'installer la cour royale à Lisbonne, mais c'est finalement à Madrid que se fixe la capitale. Les principaux troubles de la restauration de 1640, qui aboutissent à l'indépendance du Portugal, sont observés à Lisbonne. Le 26 janvier 1531, la ville subit un violent séisme qui fait des milliers de victimes. Au début du XVIIIe siècle, pendant le règne de Jean V, la ville se dote d'une infrastructure remarquable pour l'époque, l'aqueduc des Eaux libres.

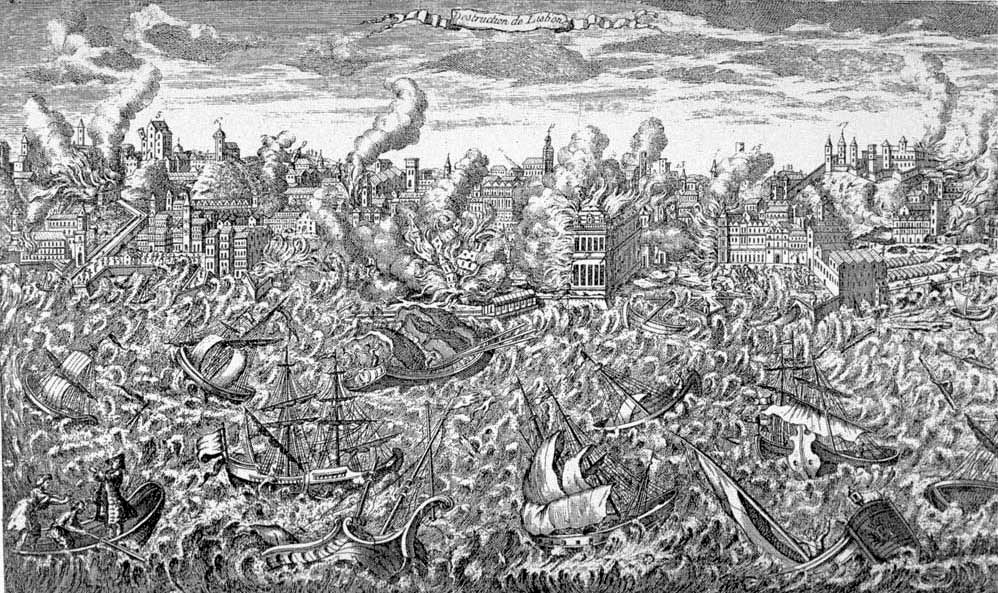
Gravure représentant la scène de 1755 : les ruines de Lisbonne dans les flammes et le raz-de-marée accablant les bateaux dans le port.

Le 1er novembre 1755, Lisbonne est détruite par un tremblement de terre, suivi d'un raz-de-marée et d'incendies, qui tuent entre 60 000 et 90 000 habitants et détruisent 85 % de la ville. Voltaire écrit le Poème sur le désastre de Lisbonne après cette catastrophe et mentionne le séisme dans son roman Candide, en 1759 ; sa critique de l'optimisme pourrait avoir été inspirée par cet événement[réf. souhaitée].
Après le séisme de 1755, la ville est reconstruite selon les plans du marquis de Pombal, d'où le nom de Baixa Pombalina donné au centre de la ville. Au lieu de reconstruire la cité médiévale, le marquis de Pombal décide de détruire ce qui a résisté au séisme et de rebâtir la ville selon les principes de l'urbanisme de l'époque. Le quadrillage adopté sur les plans de reconstruction permit de concevoir les places de Rossio et de Terreiro do Paço, cette dernière avec une très belle arcade ouverte sur le Tage.

### XIXeetXXesiècles

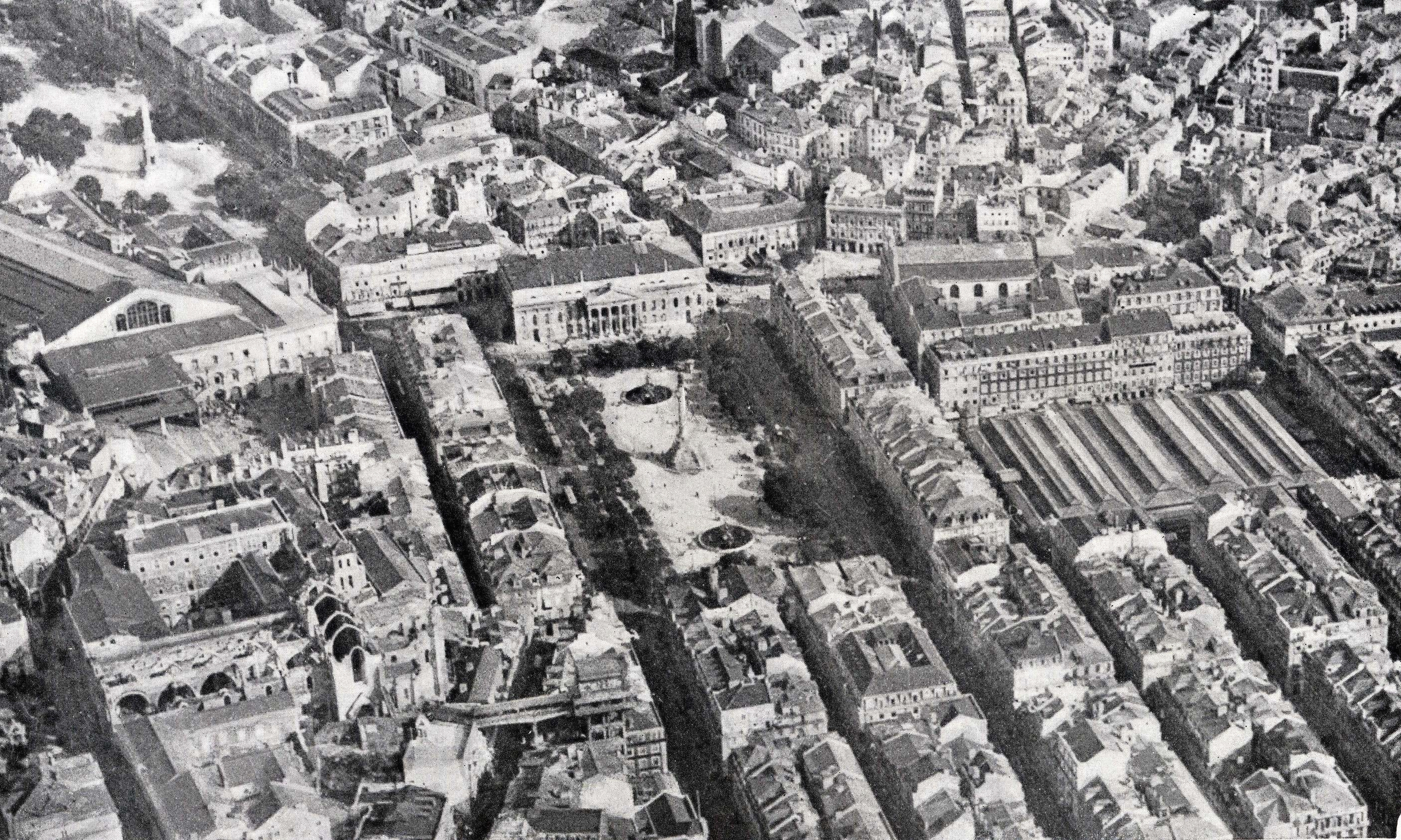
Vue sur Lisbonne en septembre 1919.

Au début du XIXe siècle, le Portugal est envahi par les troupes françaises de Napoléon Ier, obligeant le roi Jean VI à s'enfuir dans la colonie du Brésil. Lisbonne souffre particulièrement de cette invasion au cours de laquelle de nombreuses propriétés sont pillées par les Français. Durant la guerre civile portugaise, de 1828 à 1834, la ville vit intensément les luttes libérales et l’ouverture des premiers cafés et théâtres. En 1879 est créée l’Avenida da Liberdade qui permet à la métropole portugaise de s’étendre au-delà de la Baixa.
Le 1er février 1908, la Praça do Comércio est la scène d'un régicide : deux membres de la famille royale sont tués, le roi Charles Ier et son fils et héritier Louis-Philippe de Bragance, auxquels s'ajoute un blessé, Manuel de Bragance qui devient par la suite roi de Portugal. En 1909, les ouvriers de Lisbonne organisent de grandes grèves. En 1910, les Lisbonnais se soulèvent contre la monarchie, la population forme des barricades dans les rues et distribue des armes. Le reste du pays suit la révolte, bien que le pays reste profondément agricole, catholique et conservateur. Le 5 octobre est proclamée la première République portugaise.
Pendant la Seconde Guerre mondiale, Lisbonne est un des rares ports neutres de l'Europe atlantique et la ville devient une porte de sortie pour les réfugiés vers les États-Unis ainsi qu'un nid d'espions. En 1940, la ville est choisie par l'Estado Novo pour recevoir l'Exposition du monde portugais, du 23 mai au 2 juin 1940.
C'est à Lisbonne qu’est déclenchée, en 1974, la révolution des Œillets qui met fin au régime dictatorial de Salazar, instauré en 1928. En 1985 est signé le Traité d'Adhésion à la Communauté économique européenne, dans le monastère dos Jeronimos. Le 25 août 1988, un violent incendie ravage le centre historique de Lisbonne, plus exactement le quartier du Chiado, fait 72 blessés et bouleverse la vie quotidienne et économique dans ce secteur pendant dix années. Lisbonne est Capitale européenne de la culture en 1994.
L'Expo '98 coïncide avec la célébration du 500e anniversaire du voyage sur la Route des Indes de Vasco de Gama. Cet événement est l’occasion d'une restructuration profonde de la ville, avec la suppression d'une friche industrielle pour laisser la place à l'exposition internationale.

### Lisbonne contemporaine

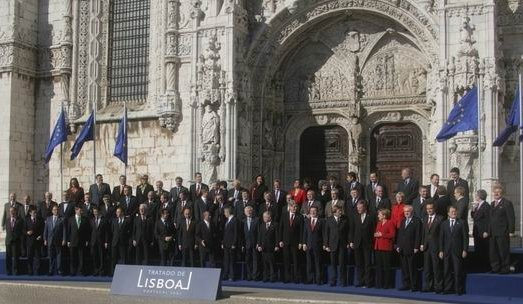
Les 27 chefs d'État de l'Union européenne.

Lisbonne est considérée comme une « ville mondiale » selon le classement 2010 du Réseau d’étude sur la mondialisation et les villes mondiales (GaWC), à l'image de Taipei, Miami, Varsovie et Munich.
Du 28 décembre 2004 au 1er janvier 2005, Lisbonne accueille la 27e rencontre annuelle de la communauté de Taizé, un événement qui rassemble 40 000 jeunes.
La stratégie de Lisbonne est un accord de l'Union européenne sur des mesures de revitalisation de l'économie de l'Union, signée à Lisbonne en mars 2000. En octobre 2007, la capitale accueille, dans le monastère des Hiéronymites, le sommet 2007 de l'Union européenne, où est conclu un accord concernant un nouveau modèle de gouvernement de l'union. Le traité de Lisbonne est signé le 13 décembre 2007 et entre en vigueur le 1er décembre 2009.
Le 3 novembre 2005, Lisbonne accueille, dans le Pavilhão Atlântico, les récompenses européennes de musique de MTV. La ville est deux fois, en 2006 et 2007, le point de départ du rallye Dakar et l'épreuve de 2008 doit avoir pour départ Lisbonne une fois de plus, mais à la suite de l'annulation du rallye, aucune compétition n'a lieu. Le festival Rock in Rio choisit la capitale portugaise pour accueillir les éditions 2004, 2006, 2008 et 2010, d'autres éditions étant prévues à Lisbonne bien que l'édition de 2011 ait lieu à Rio de Janeiro.
Le 7 juillet 2007, la capitale est le lieu du dévoilement des Sept nouvelles merveilles du monde, dans le Estádio da Luz ; l'événement est diffusé dans le monde entier avec des millions de téléspectateurs. Au même moment, sont dévoilées les Sept merveilles du Portugal.
Du 1er au 6 août 2023, Lisbonne accueille la 37e édition des Journées mondiales de la jeunesse (JMJ) autour du pape François. Les JMJ rassemblent environ un million de jeunes du monde entier.

## Démographie

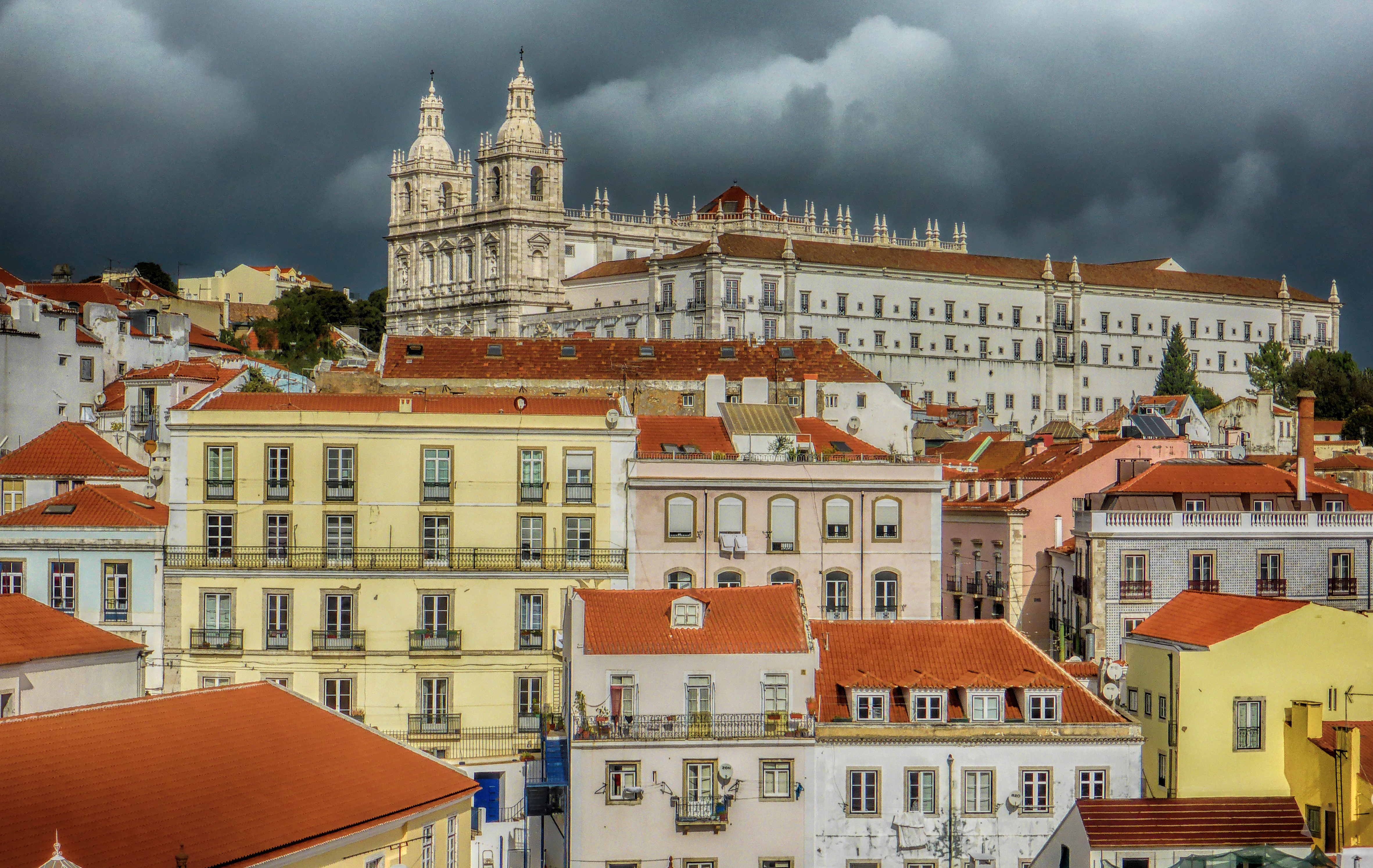
Monastère São Vicente de Fora dans le centre-ville de Lisbonne.

Selon l’INE, la population de la ville de Lisbonne était en 2011 de 545 245 habitants pour une superficie de 8 470 hectares, soit une densité de 5 723 habitants par kilomètre carré. En 2011, le Grand Lisbonne défini par l'INE ne comprenait que neuf communes et totalisait 2 244 984 habitants. L'évolution de la population de la capitale est caractérisée par diverses variations au cours de son histoire. En 2019 l'agglomération frôle les 3 millions d'habitants mais Lisbonne est redescendue sous les 520000,.
De 900 jusqu'en 1981, la population de la ville a progressivement augmenté et atteint son apogée avec 807 937 habitants. Depuis 1981, la population de la capitale est en baisse constante, et a été quasiment divisée par deux, pour arriver à une population de 484 723 habitants en 2009. En 2011 cependant, la courbe s'inverse pour atteindre une population de 547 733 habitants. Depuis 2011 la population de Lisbonne augmente fortement, en 2011 la population de l'agglomération était de deux millions d'habitants, en 2013 elle est devenue supérieure à 2,8 millions d'habitants. La ville de Lisbonne devrait donc atteindre le million d'habitants début 2014.
Le taux de natalité de la municipalité était de 12,8 % en 2009, alors que le taux de mortalité était plus élevé durant la même année (15,1 %). Le taux de nuptialité, en 2009, était de 6,2 % et avec un taux de divorce, en 2008, de 2,6 %. Le taux de fécondité de la municipalité était de 58,9 % en 2009. Toujours en 2009, selon l'INE, 35,6 % des mariages réalisés à Lisbonne sont de confession catholique.
La spéculation immobilière a détruit, durant les dernières années, des milliers de bâtiments de style ancien, mais non classés dans la liste de l'Institut portugais du Patrimoine Architectural, pour satisfaire la recherche croissante d'habitations modernes. Exemple de ce phénomène, la maison d'Almeida Garrett fut démolie en août 2006.

### Pyramide des âges
La municipalité de Lisbonne se caractérise par une forte concentration de population âgée ainsi que la présence nettement supérieure d’habitants de vingt-cinq à soixante-quatre ans. Il est remarqué le même phénomène dans le Grand Lisbonne, un déficit de résidents de moins de vingt-quatre ans. La population de Lisbonne reflète le vieillissement de la population portugaise.
| Hommes | Classe d’âge | Femmes |
| ------ | ------------ | ------ |
| 8,8    | 65 ou +      | 15,4   |
| 25     | 25 à 64 ans  | 27,7   |
| 4,3    | 15 à 24 ans  | 4,3    |
| 7,3    | 0 à 14 ans   | 7,2    |

| Hommes | Classe d’âge | Femmes |
| ------ | ------------ | ------ |
| 10,5   | 65 ou +      | 10,5   |
| 27     | 25 à 64 ans  | 29     |
| 5,1    | 15 à 24 ans  | 5      |
| 8,2    | 0 à 14 ans   | 7,8    |

### Déclin démographique du Vieux-Centre
En trente ans, la capitale a perdu près de 300 000 habitants. Le centre de Lisbonne compte plus de 4 000 immeubles désaffectés. Dans la plupart des cas est en cause l'impossibilité pour les propriétaires de rénover les bâtiments en raison de la réforme de Salazar datant des années 1950, qui maintient les loyers très bas. Entre le moment de l'annonce de sa revitalisation au début de 2009 et le 11 octobre de la même année, le quartier de la Baixa, qui avait été reconstruit après le tremblement de terre de 1755, n'avait connu que soixante-dix permis de rénovations.
Selon une estimation de la municipalité, 700 millions d'euros sont nécessaires d'ici 2020 pour rénover et redonner vie au quartier de la Baixa qui est particulièrement dégradé. En 1988, la ville est touchée par un grand incendie qui détruit une partie du quartier historique du Chiado, dont la reconstruction est actuellement terminée, permettant la réhabilitation du quartier. Grâce au titre de capitale européenne de la culture en 1994, les quartiers de l'Alfama et de Mouraria ont connu l'assainissement de plusieurs logements insalubres et ainsi que la rénovation de nombreux palais et musées

### Galerie

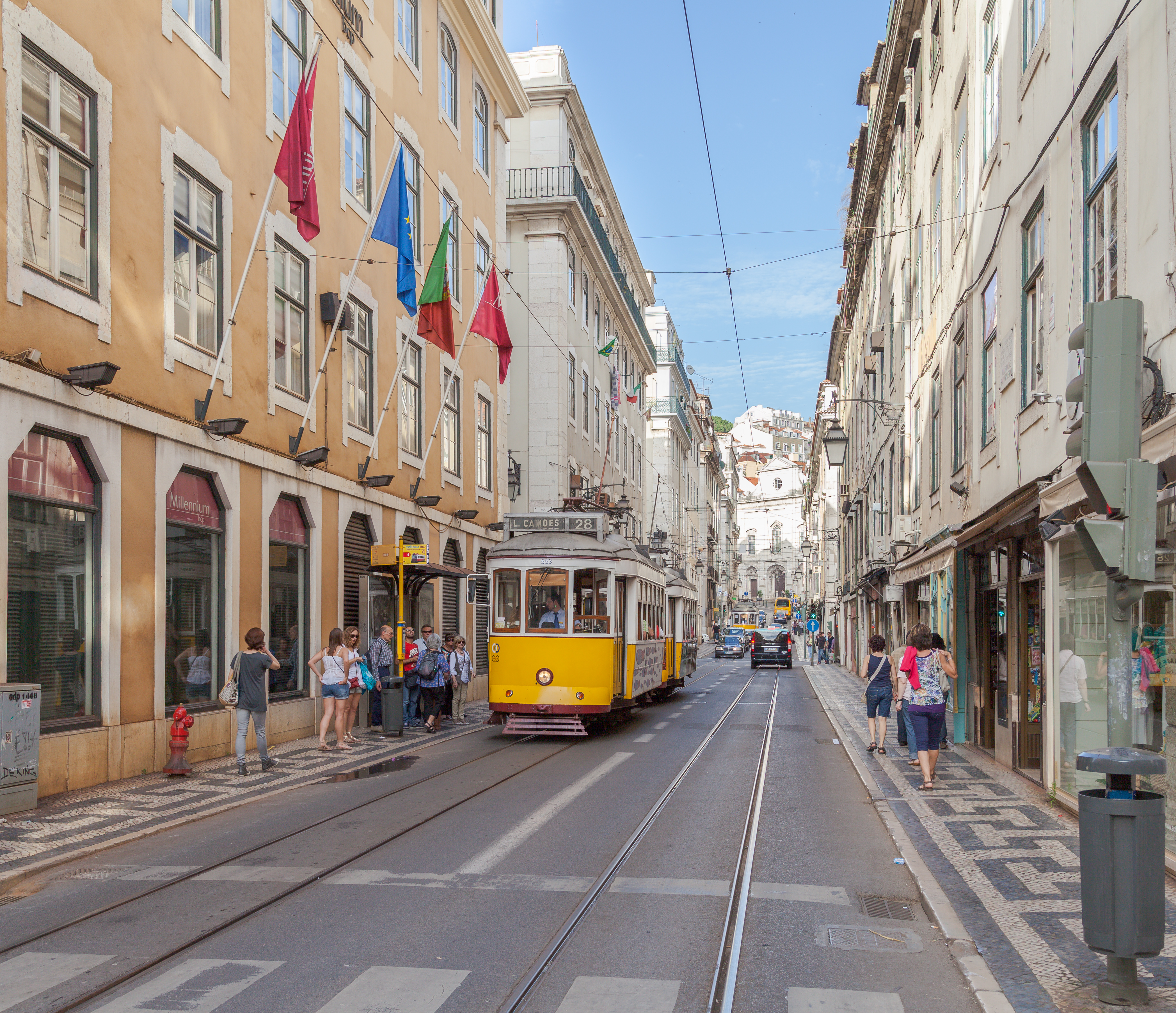
Ruelle du centre-ville lisboète.
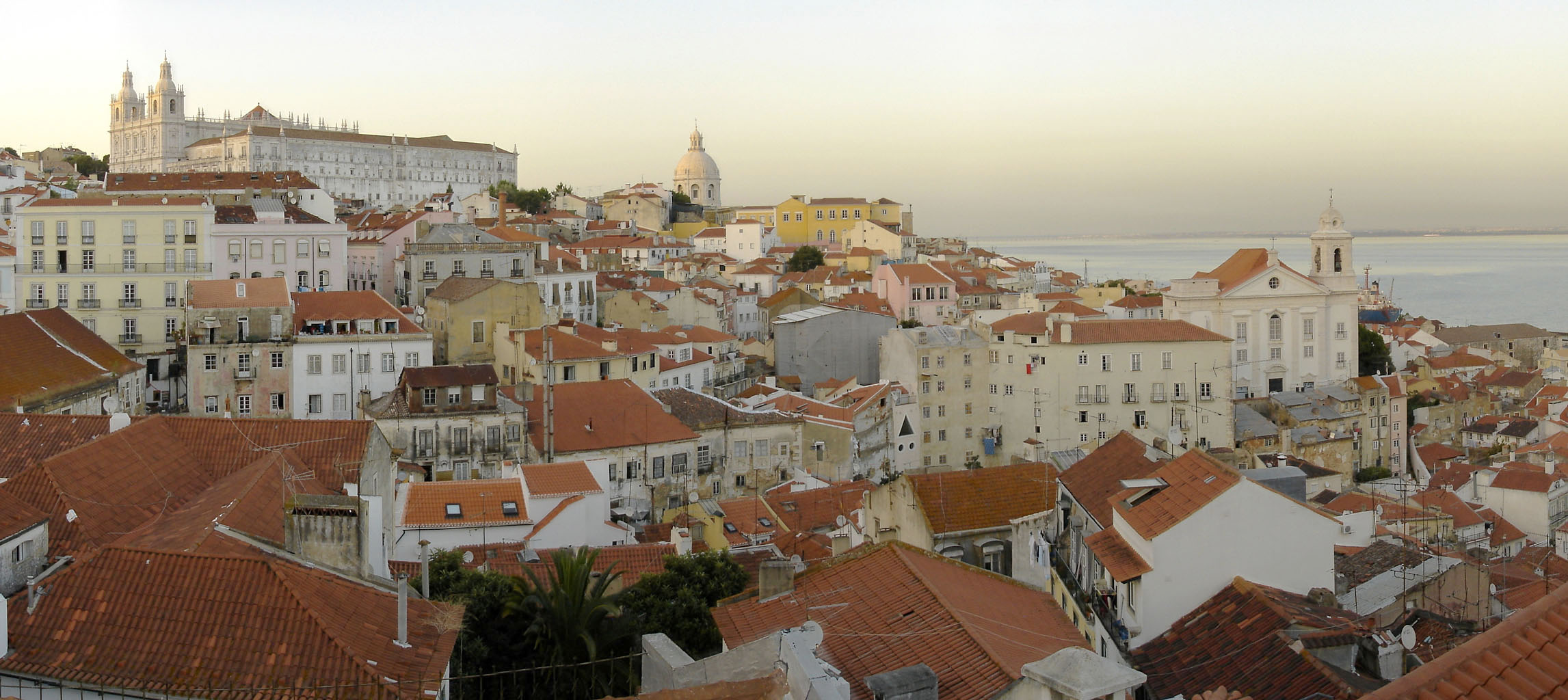
L'Alfama.
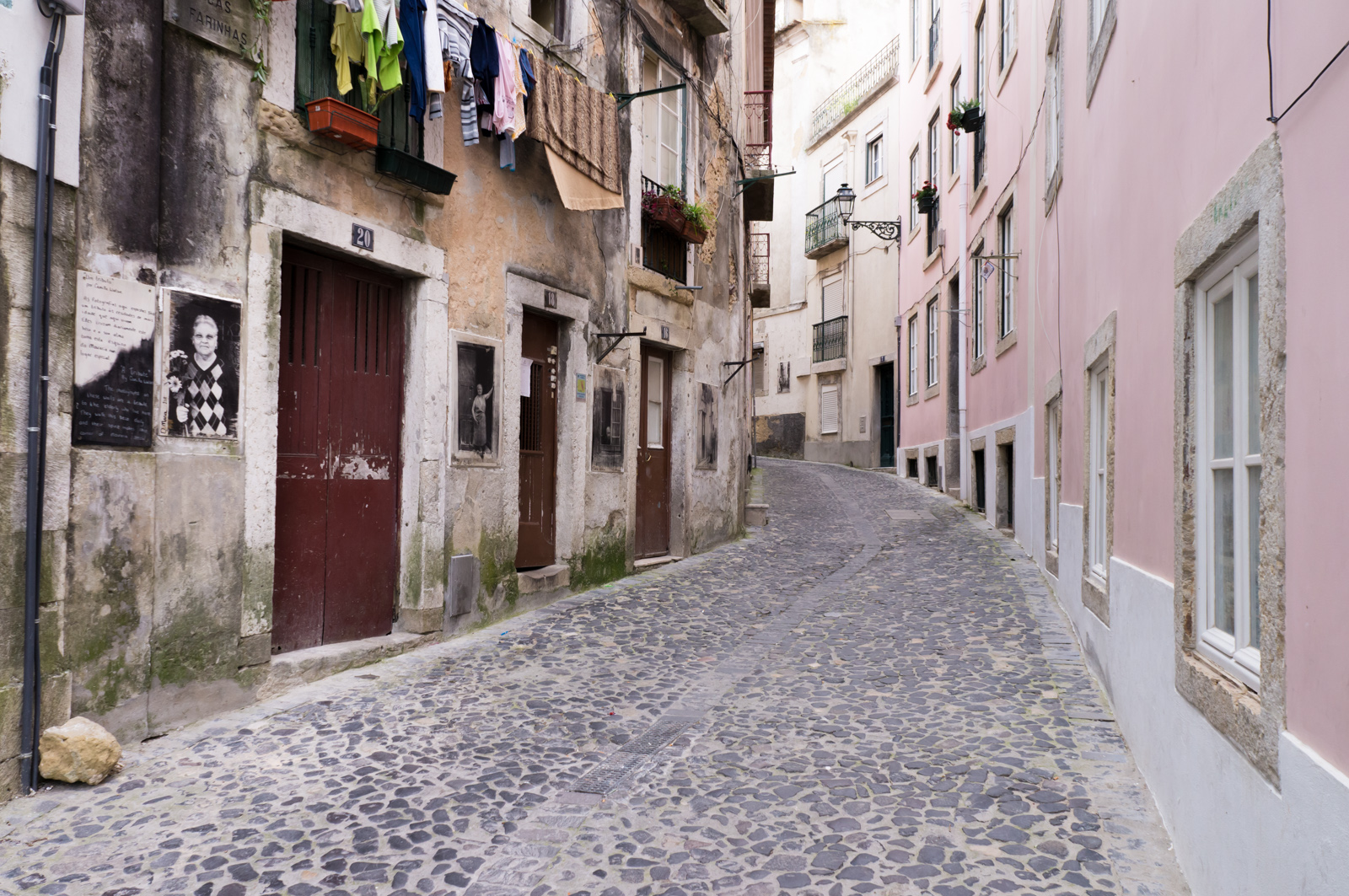
Ruelle du quartier de la Mouraria.
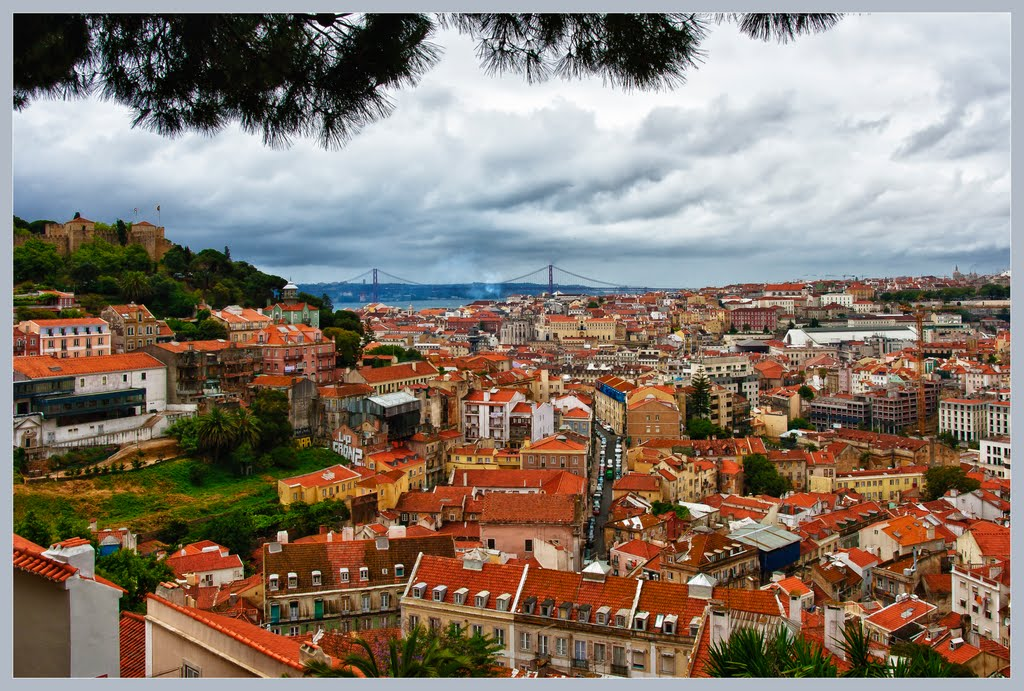
Vue sur Lisbonne.
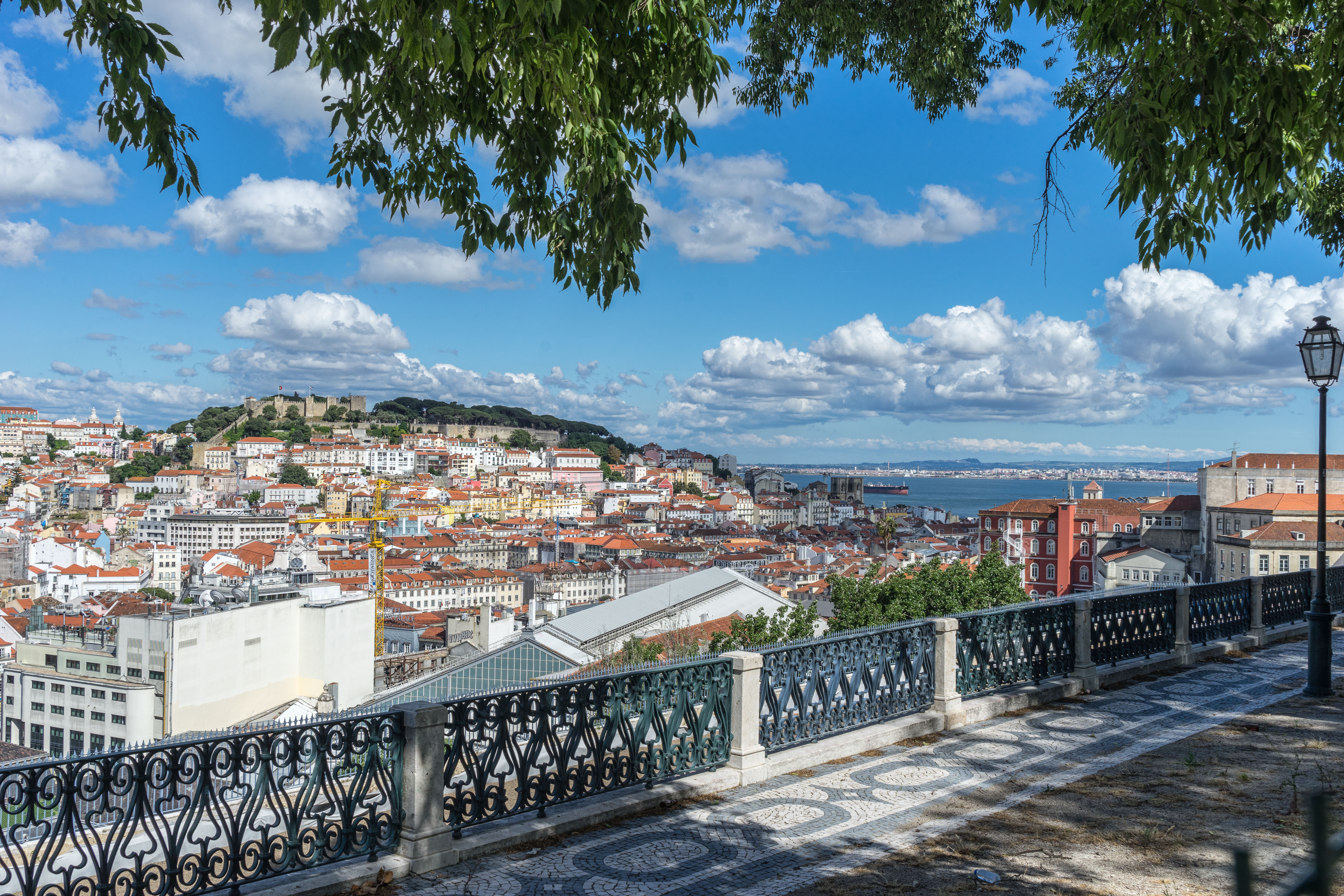
Vue du Miradouro de São Pedro de Alcântara.
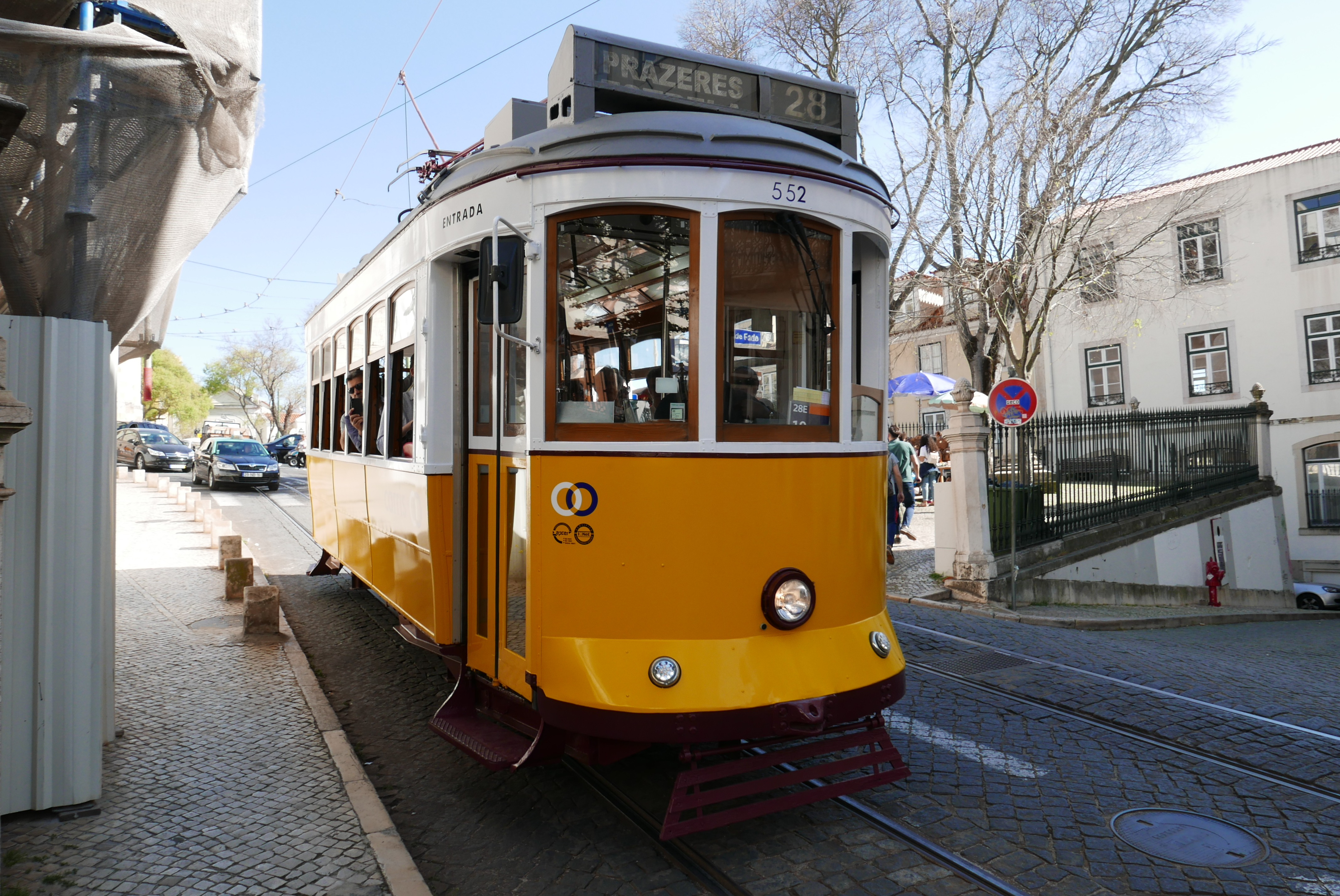
Le célèbre tram 28.
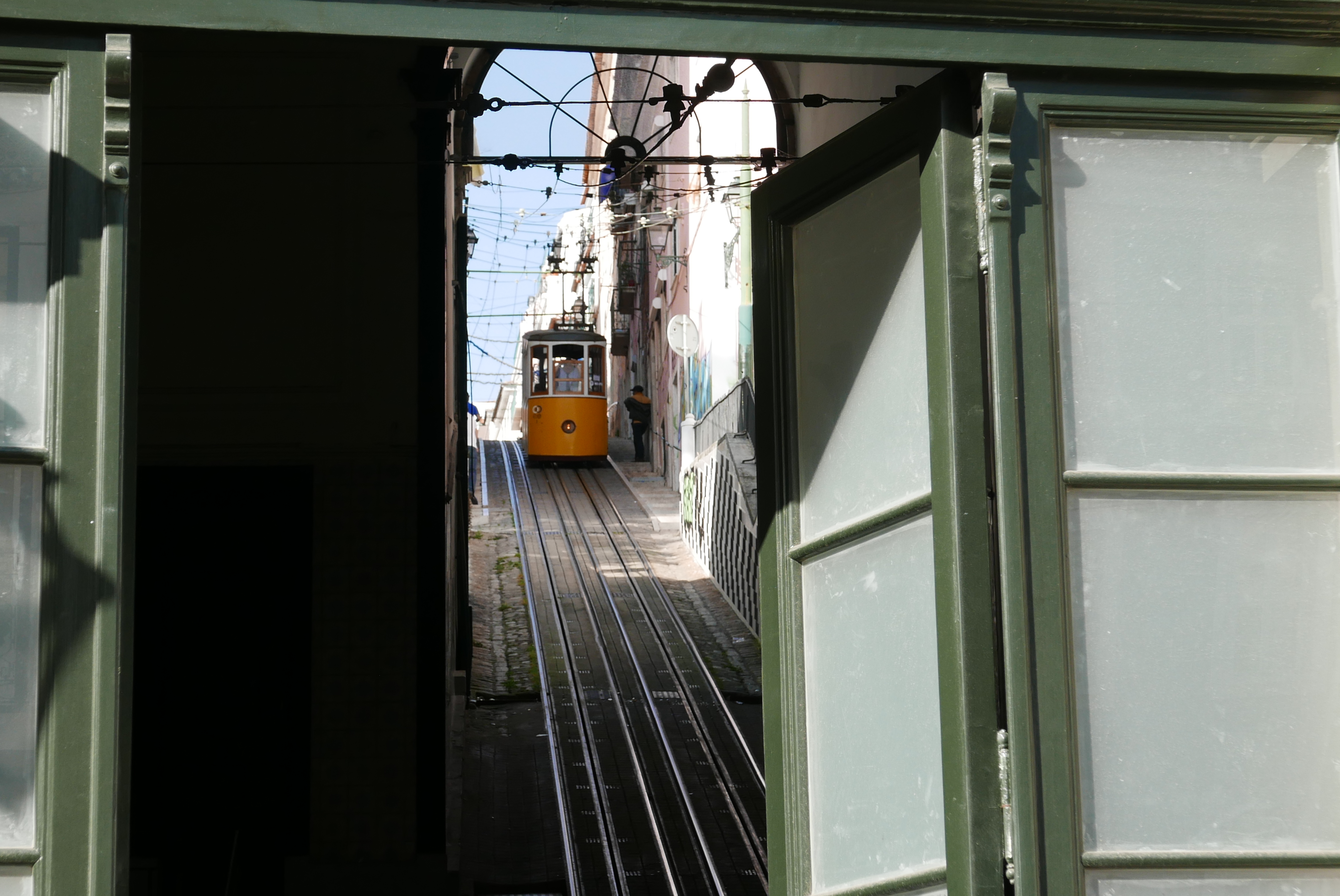
Funiculaire Da Bica.
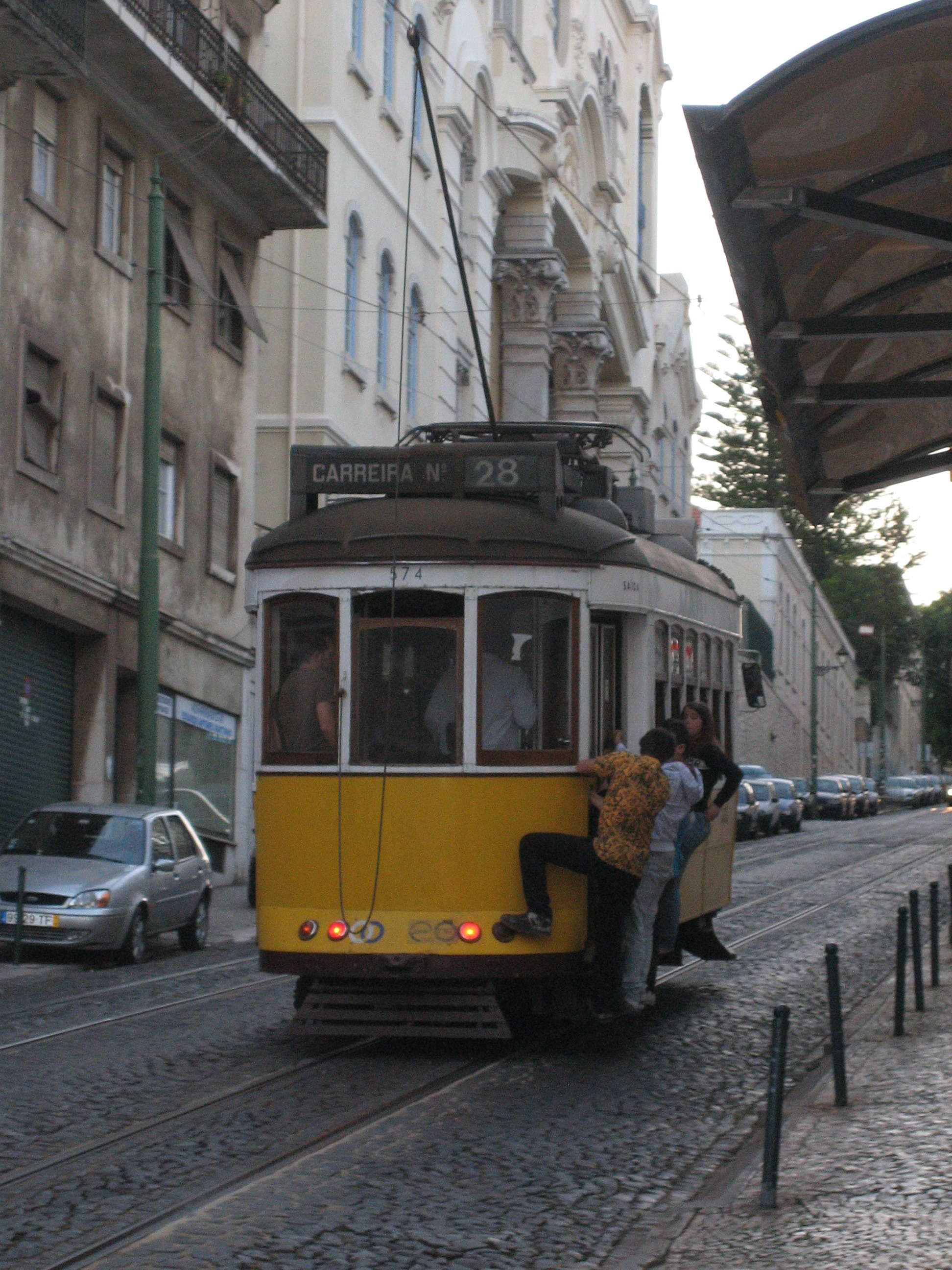
Passagers impromptus sur la ligne 28 de l'eléctrico de Lisbonne

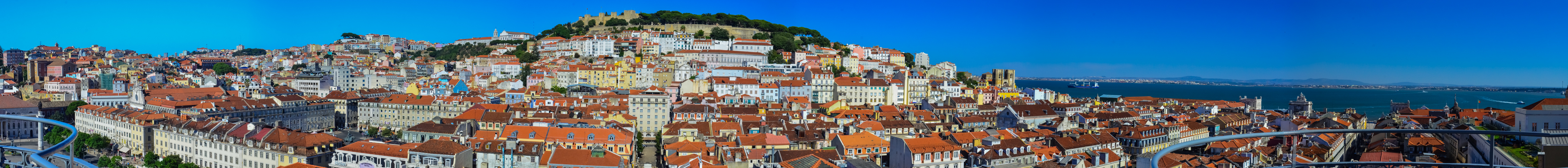
Panorama du centre de Lisbonne avec en arrière-plan le château Saint-Georges depuis le haut de l'ascenseur de Santa Justa.

### Immigration et cosmopolitisme
Contrairement au reste du pays, Lisbonne a une tradition ancienne d'immigration, et sa population est habituée à cohabiter depuis le XVe siècle avec diverses communautés étrangères,. Après le tremblement de terre de 1530, la capitale est agrandie du quartier du Bairro Alto, dit « quartier des Andrades », destiné à accueillir les nombreux marchands génois, néerlandais et anglais venus faire du négoce. Au début du XVIe siècle, on estime que 10% de la population de la capitale est composée d'esclaves noirs africains, auxquels s'ajoutent de nombreux contingents d'esclaves ou de domestiques asiatiques,,,. Le plus connu d'entre eux est sans doute l'esclave javanais Jau, ramené d'Orient par le poète-soldat Luis de Camões, qui sillonne la capitale pour trouver des ressources à son maître, et auquel est dédié une rue dans le quartier d'Alcântara. Tout au long de la période Moderne et Contemporaine, la capitale voit défiler les délégations et ambassades étrangères. Ainsi, Lisbonne est la première capitale d'Europe à recevoir une ambassade japonaise à la fin du XVIe siècle. Si l'on excepte la communauté marchande anglaise de Porto, et les colonies d'immigrés français aux Açores, jusqu'au milieu des années 1970, le reste du pays compte peu d'étrangers. La croissance de la population étrangère au Portugal n'est régulière qu'à partir du début des années 1970, et elle continue à se concentrer essentiellement dans la région de Lisbonne.
Du fait de sa neutralité pendant la Guerre d'Espagne et Seconde Guerre mondiale, le Portugal devient une terre d'immigration entre 1936 et 1945, avec un pic d'immigration en 1943. La capitale portugaise devient alors un refuge pour les grandes fortunes, comme le multi-milliardaire Calouste Gulbenkian. Elle est également l'un des grands points de concentration de l'espionnage international, et l'un des principaux ports de transit de l'Europe vers l'Amérique pour les réfugiés. Le solde migratoire redevient ensuite négatif jusqu'à la révolution de 1974, ce qui entraîne une baisse générale de la population par l'émigration de masse portugaise entre 1964 et 1973. Mais contrairement au reste du pays, la population de Lisbonne ne cesse de croître pendant cette période, par l'immigration intérieur liée à l'exode rural. Du fait des liens historiques qui lient les deux pays, et du « Statut d'Égalité » (Estatuto de Igualdade (pt)) en vigueur depuis 1971, la communauté brésilienne est la communauté étrangère la plus ancienne et la plus concentrée dans la capitale.
Le pays est devenu attirant à son entrée dans la Communauté européenne en 1986, et se situe au 3e rang des pays européens, avec 2,2 % d'immigrés. Il y a une importante population originaire d'Europe de l'Est, employée dans le secteur du bâtiment. Les Ukrainiens constituent la principale communauté étrangère. Ils sont arrivés en deux vagues : la première avant l’exposition universelle de 1998, la deuxième avant l’Euro 2004 de football. Leur présence a poussé une banque ukrainienne, la PrivatBank, à s'implanter à Lisbonne,.
Lisbonne est aussi l'une des villes européennes à la plus forte influence culturelle africaine. Elle est couramment qualifiée par la presse de « capitale la plus africaine d'Europe », par l' héritage de son ancien empire colonial : le Cap Vert, le Mozambique, l'Angola et Sao Tomé-et-Principe,. Lisbonne et sa banlieue comptent de nombreux immigrants africains, d'enracinement ancien. Les immigrés de Guinée-Bissau et du Mozambique constituent la majorité de la communauté musulmane de Lisbonne, estimée à 36 480 personnes au recensement de 2021, soit 0,42% de la population du Portugal, qui fréquente la Mosquée centrale de la ville, construite en 1979.
Depuis la mise en place de la politique de « visas dorés », dans les années 2010, l'immigration européenne s'est accrue, avec l'arrivée en grand nombre de retraités venus de France, d'Allemagne, du Royaume-Uni et des Etats-Unis. Lisbonne attire également un nombre important de nomades numériques, estimés à 16 000 en 2023. Les immigrés européens constituent aujourd'hui la principale communauté étrangère de la capitale. Cette immigration européenne a entraîné une gentrification rapide de la capitale, et une flambée des prix, qui ont entraîné de nombreux départs des Lisboètes historiques, et une crise du logement dans la capitale. 
| Continent                   | 2000 | 2001 | 2002 | 2003 | 2004 | 2005 | 2006  |
| --------------------------- | ---- | ---- | ---- | ---- | ---- | ---- | ----- |
| Afrique                     | 826  | 439  | 409  | 446  | 853  | 777  | 973   |
| Amérique du Nord            | 12   | 4    | 19   | 17   | 9    | 6    | 4     |
| Amérique centrale et du Sud | 119  | 99   | 171  | 187  | 241  | 306  | 732   |
| Asie                        | 211  | 242  | 324  | 132  | 175  | 125  | 837   |
| Europe                      | 563  | 938  | 604  | 495  | 557  | 509  | 1 254 |
| Océanie                     | 1    | 1    | 0    | 0    | 0    | 1    | 3     |
| Inconnu                     | 1    | 2    | 0    | 0    | 0    | 1    | 0     |

## Politique
|                             | PSD | PS | PCP | BE | CDS-PP | PEV |
| Câmara Municipal            | 8   | 5  | 2   | 1  | 1      | 0   |
| Assemblée municipale        | 56  | 28 | 13  | 5  | 3      | 2   |
| desquels : élus directement | 23  | 16 | 5   | 5  | 3      | 2   |

|                  | PS | Lisboa com Carmona | PSD | Cidadãos por Lisboa | PCP | BE |
| Câmara Municipal | 6  | 3                  | 3   | 2                   | 2   | 1  |

|                      | PS | PSD-CDS-PP-PPM-MPT | PCP | BE |
| Câmara Municipal     | 9  | 7                  | 1   | 0  |
| Assemblée municipale | 23 | 23                 | 5   | 3  |

|                      | PS | PSD-CDS-PP-MPT | PCP | BE |
| Câmara Municipal     | 11 | 4              | 2   | 0  |
| Assemblée municipale | 25 | 14             | 7   | 4  |

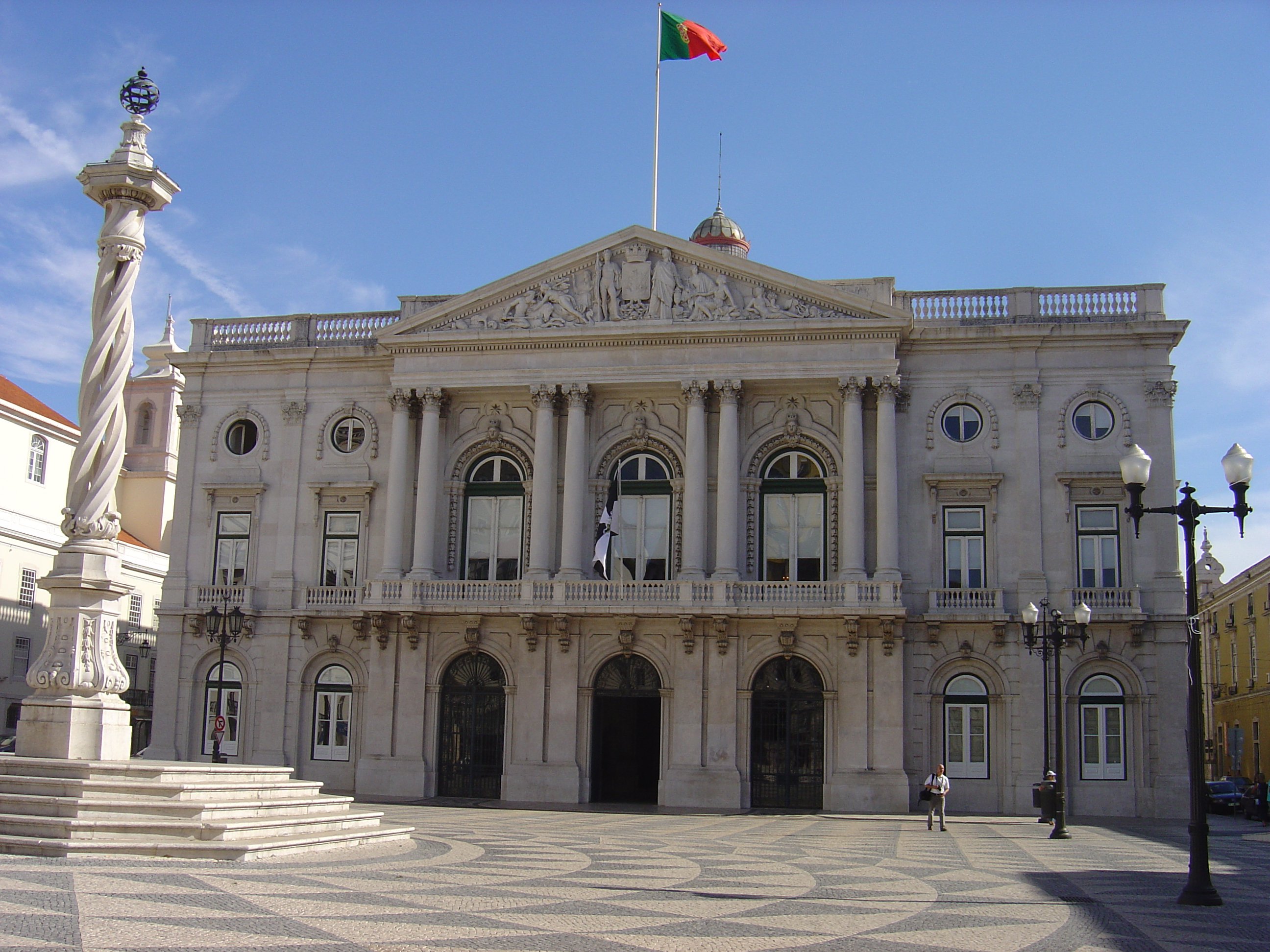
Camâra Municipal.
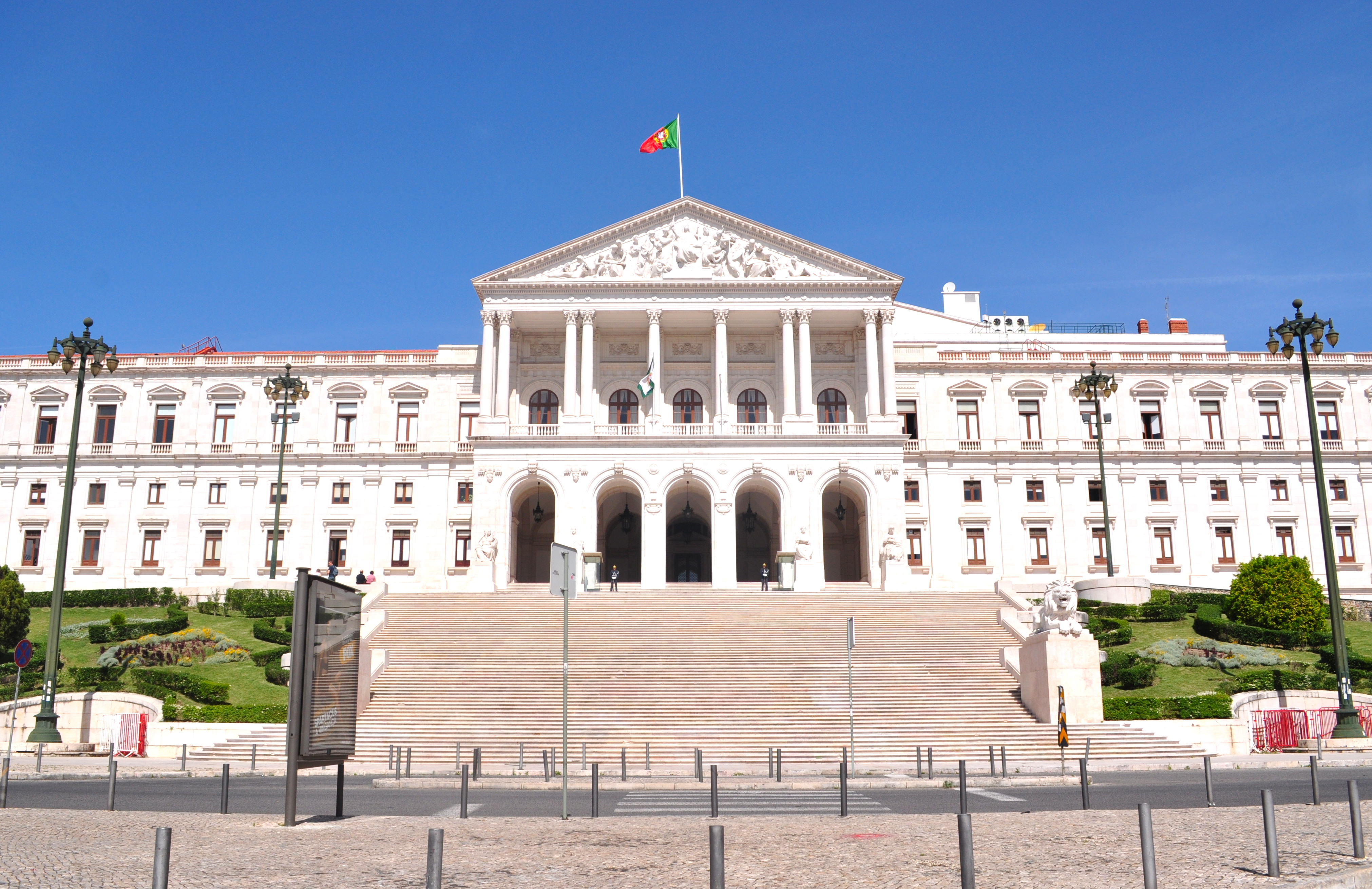
Assemblée de la République.

Lisbonne est la capitale du Portugal depuis 1255. Avant que Lisbonne soit la capitale du royaume de Portugal, c'est la ville de Coimbra qui porte pour la première fois le titre de capitale du royaume. Pendant la période de l'Union ibérique, Philippe II d'Espagne et son fils Philippe III proposent même de déplacer la capitale royale espagnole, Madrid, pour nommer Lisbonne capitale du royaume d'Espagne, mais Valladolid est nommée capitale.
En 1755, lors du tremblement de terre de Lisbonne, alors que la famille royale a quitté Lisbonne, le secrétaire d'État portugais décide de faire ramener l'ordre, assainir la ville, conserver les habitants sur place et raser une grande partie de Lisbonne. Il entreprend la reconstruction du quartier de la Baixa avec les normes parasismiques. Il entreprend également la construction de façades en Azulejos pour protéger les immeubles des incendies.
En 1807, en raison de l'invasion du Portugal par les troupes de Napoléon, la famille royale portugaise (composée de la reine Marie I, du prince Jean et leur fils Pierre) et la plupart des nobles de Lisbonne fuient au Brésil et s'installent à Rio de Janeiro.
La capitale du royaume portugais est donc transférée de Lisbonne à Rio de Janeiro, qui devient ainsi, dans toute l'histoire, l'unique capitale européenne située à l'extérieur du continent. Rio de Janeiro est capitale du Portugal de 1808 jusqu'en 1821, année où Lisbonne redevient capitale.
C'est à Lisbonne que se localisent les principaux points politiques du pays (l'Assemblée de la République, les ministères, les tribunaux et autres). Mais la capitale portugaise est aussi le siège de deux agences européennes, l'Agence de l'Union européenne sur les drogues et l'Agence européenne pour la sécurité maritime.
La municipalité de Lisbonne est administrée par une Câmara Municipal composée de 17 conseillers municipaux. Il existe une assemblée municipale qui est l'organe législatif de la municipalité, constituée par 107 députés.
Le maire de Lisbonne est le social-démocrate Carlos Moedas, depuis le 18 octobre 2021.

### Jumelages
La capitale portugaise a mis en place des jumelages, des pactes de coopération et d'amitié avec plusieurs villes dans le monde.
| Ville | Ville           | Pays | Pays                 | Période                   |
| ----- | --------------- | ---- | -------------------- | ------------------------- |
|       | Bethléem        |      | Palestine            | depuis 1995               |
|       | Bissau          |      | Guinée-Bissau        | depuis 1983               |
|       | Brasilia        |      | Brésil               | depuis 1985               |
|       | Budapest        |      | Hongrie              | depuis 1992               |
|       | Buenos Aires    |      | Argentine            | depuis 1992               |
|       | Cacheu          |      | Guinée-Bissau        | depuis 1988               |
|       | Dili            |      | Timor oriental       |                           |
|       | Kiev,           |      | Ukraine              | depuis le 26 octobre 2000 |
|       | Luanda          |      | Angola               | depuis 1988               |
|       | Macao           |      | Chine                | depuis 1982               |
|       | Madrid          |      | Espagne              | depuis 1979               |
|       | Malacca,        |      | Malaisie             | depuis 1984               |
|       | Malacca         |      | Malaisie             | depuis 1984               |
|       | Maputo          |      | Mozambique           | depuis 1982               |
|       | Miami           |      | États-Unis           | depuis 1987               |
|       | Montevideo      |      | Uruguay              | depuis 1993               |
|       | Panaji          |      | Inde                 | depuis 1989               |
|       | Praia           |      | Cap-Vert             | depuis 1983               |
|       | Pékin           |      | Chine                | depuis 2007               |
|       | Rabat           |      | Maroc                | depuis 1988               |
|       | Rio de Janeiro, |      | Brésil               | depuis 1981               |
|       | Salvador        |      | Brésil               | depuis 1995               |
|       | San Francisco   |      | États-Unis           |                           |
|       | São Paulo,      |      | Brésil               | depuis le 4 novembre 2022 |
|       | São Tomé        |      | Sao Tomé-et-Principe | depuis 1985               |
|       | Tunis           |      | Tunisie              | depuis 1993               |
|       | Zagreb          |      | Croatie              | depuis 1977               |

## Économie

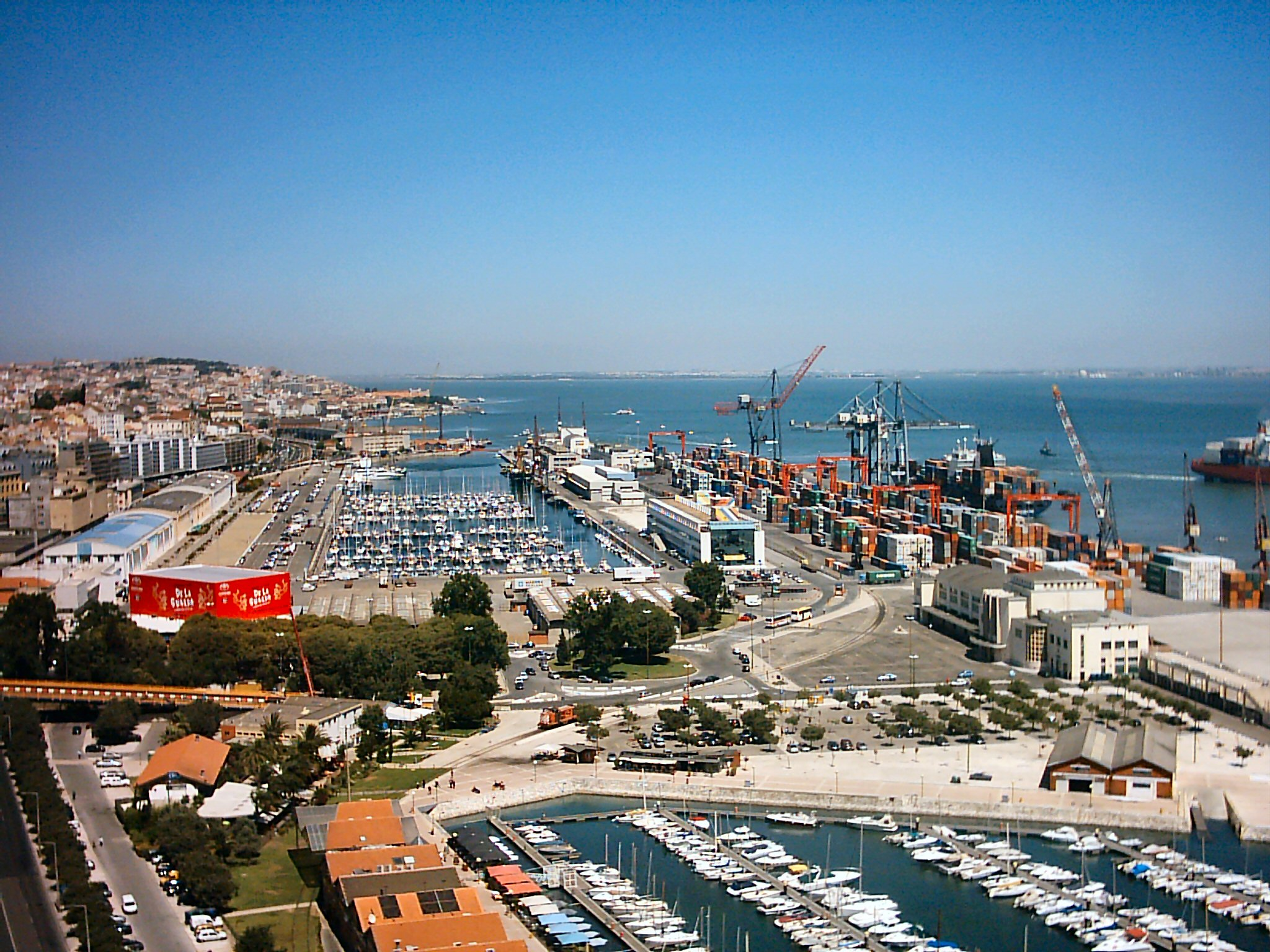
Port de Lisbonne.

Lisbonne est la ville la plus riche du Portugal avec un PIB par habitant supérieur à la moyenne européenne. Le Port de Lisbonne est le port le plus actif de la côte atlantique européenne. Il est équipé de trois quais pour les bateaux de croisière : Alcântara, Rocha Comte Obidos et Santa Apolónia. D'autre part, la ville a plusieurs ports secondaires, comme à Belém, Santo Amaro, Bom Sucesso, Alcântara et Olivais.
De plus, la capitale portugaise comporte la 35e rue commerçante la plus chère au niveau mondial : il s'agit de l'Avenida da Liberdade, la principale artère de Lisbonne. Lisbonne, par son statut de capitale du Portugal, a une économie fondée sur les services. La majorité des sièges des multinationales représentées dans le pays sont situés à Lisbonne.
Le secteur métropolitain de Lisbonne est hautement industrialisé, spécialement dans les secteurs du raffinage de pétrole, l'industrie textile, les chantiers navals, la sidérurgie et la pêche.
Lisbonne et son aire métropolitaine accueille 30 % des hébergements touristiques du pays, dont 72 % venant de l'étranger. La région accueille 27,6 % des touristes allemands au Portugal, 50,6 % des touristes brésiliens, 29,1 % des touristes espagnols, 54 % des touristes américains, 36,9 % des touristes français, 16,4 % des touristes britanniques (qui lui préfèrent l'Algarve).
Pour la décennie de 2010, Lisbonne prépare de nombreux investissements, y compris la construction d'un nouvel aéroport, un nouveau pont sur le Tage, la construction d'un hôpital central, la restauration de la partie principale de la ville (entre Marquês de Pombal et le Terreiro de Paço), la création de nouvelles pistes cyclables et d'autres. Après l'abandon de la ligne de LGV entre Madrid et Lisbonne, on privilégie désormais deux lignes de fret ferroviaire à partir des ports de Sines (sud) et Aveiro (centre) vers l'Espagne et le réseau trans-européen pour favoriser les exportations portugaises.
Les inégalités sociales sont marquées à Lisbonne, traduisant une économie à deux vitesses. D’un côté, la capitale portugaise s’est hissée de la 20e à la 8e place du Barnes City Index 2024 des villes qui attirent le plus d’ultrariches désireux d’investir dans l’immobilier de luxe. De l’autre, trois familles sur quatre ont eu des difficultés à payer leurs factures en 2023, selon le baromètre annuel de l’organisme de défense des consommateurs, Deco Proteste.

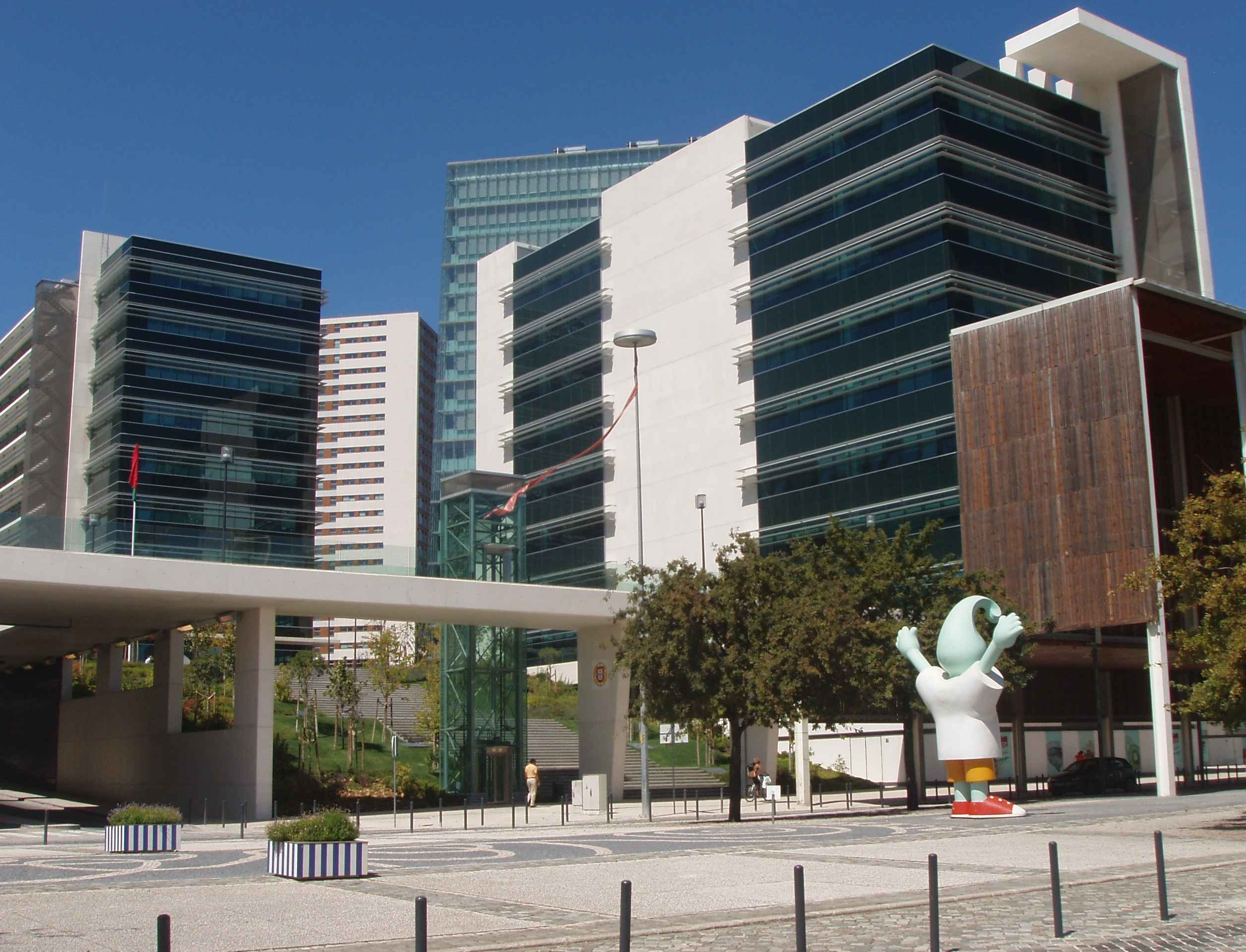
Aire commerciale de Oriente.
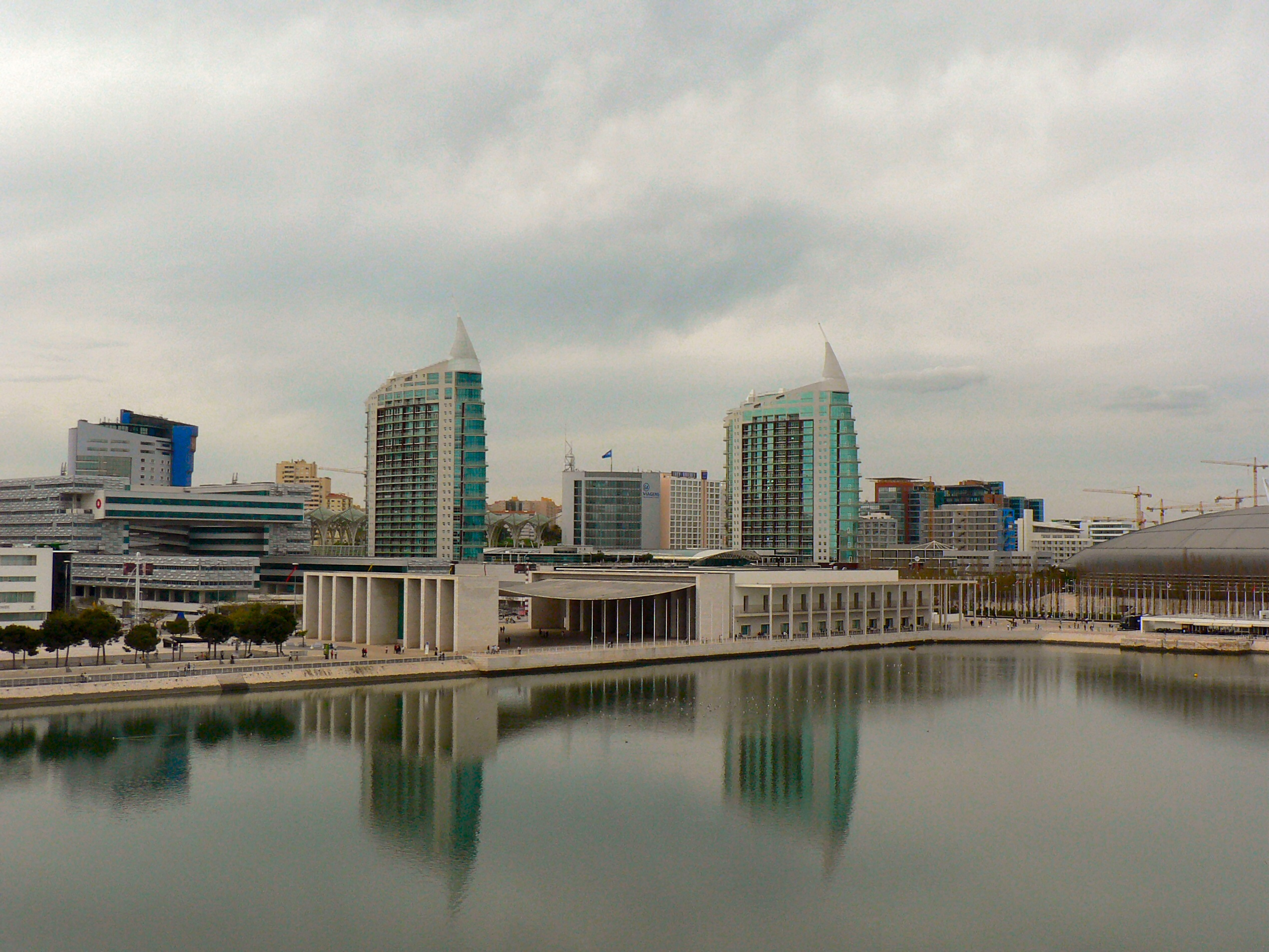
Centre commercial du parc des nations.
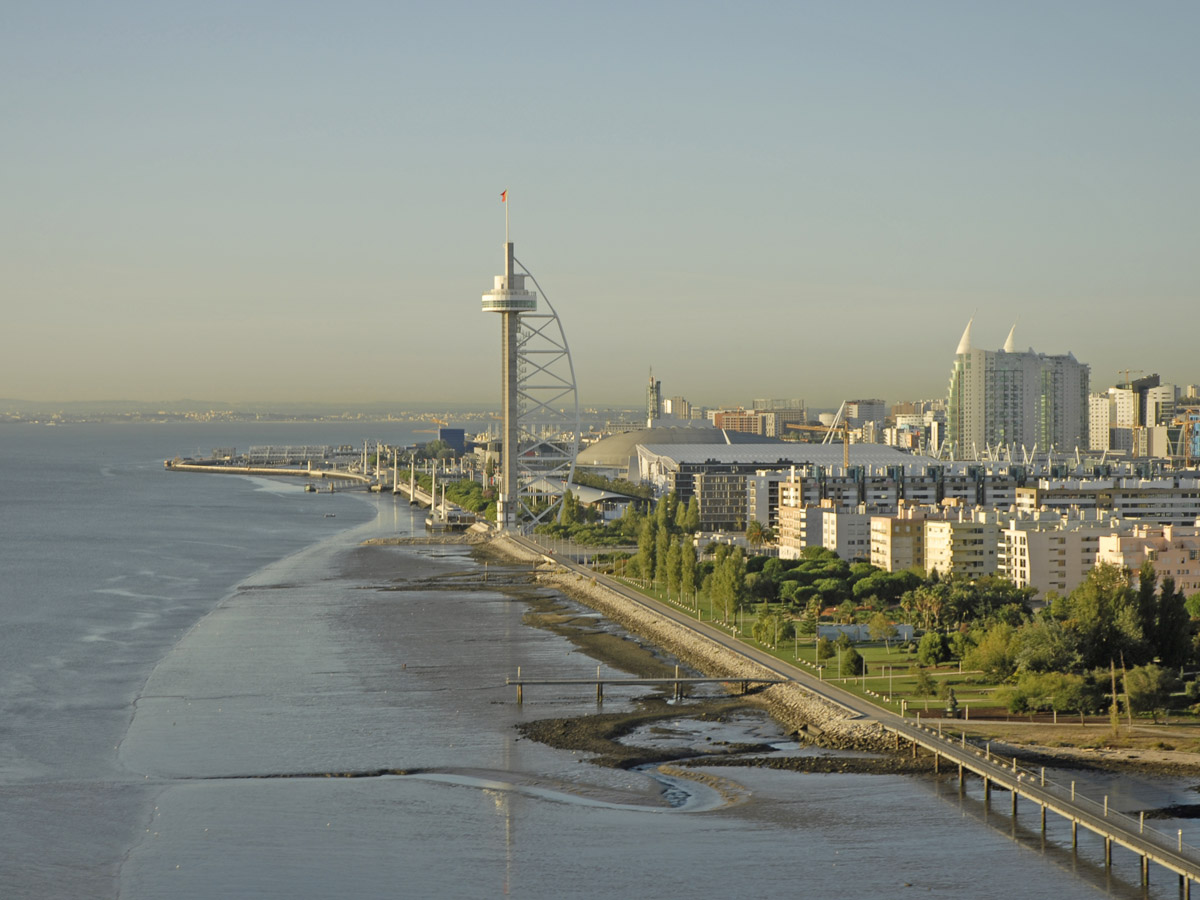
Vue de Lisbonne depuis le Parc des nations.

## Logement et tourisme
Les habitants ne peuvent plus se loger dans le centre, du fait du nombre de résidences mises en location de courte durée de type Airbnb et de l'augmentation des loyers, ce qui a soulevé des aspirations au tourisme durable commune à de nombreux pays. Depuis fin 2018, Lisbonne est la ville européenne qui compte le plus de résidences Airbnb par habitant. Cette libéralisation du marché locatif a cependant conduit à une augmentation du nombre d'expulsions. Des bâtiments historiques, tels que le palais Santa Helena, ont été vendus à des groupes privés afin d'être transformés en appartements de luxe.
La politique de la municipalité social-démocrate en matière d'urbanisme a été contestée par d'autres partis de gauche, comme le Parti communiste portugais selon lequel celle-ci a conduit « une stratégie d'aménagement urbain néolibérale dont le seul objectif est de faire de Lisbonne un terreau favorable pour les investissements financiers ».
Le montant des loyers a bondi de 65 % entre 2015 et 2023 et de 37 % sur la seule année 2022. Dans un pays où la moitié des travailleurs gagne moins de 1 000 euros mensuels, le loyer moyen pour un appartement avec une chambre à Lisbonne est de 1 350 euros selon le portail Imovirtual.

## Infrastructures

### Éducation
La ville comporte plusieurs écoles secondaires privées et publiques, écoles primaires aussi bien que maternelles. Dans le Grand Lisbonne, composée de six municipalités, il y a également des écoles internationales.
Dans la ville, il y a trois universités publiques et un institut universitaire. L’Université de Lisbonne est la plus grande université du Portugal. La Nouvelle Université de Lisbonne, fondée en 1973, est une autre université publique et est connue internationalement par sa Nova School of Business and Economics (Nova SBE), sa faculté d’économie et de gestion. La troisième université publique est l’Universidade Aberta.
Les principaux établissements privés d’enseignement supérieur comprennent l’Université catholique portugaise, spécialisée dans le droit et la gestion, ainsi que l’Université Lusíada, l’Université Lusofona et l’Université autonome de Lisbonne, entre autres.
Le nombre total d’étudiants inscrits dans l’enseignement supérieur à Lisbonne était, pour l’année scolaire 2007-2008, de 125 867 étudiants, dont 81 507 dans les établissements publics de Lisbonne.

### Santé

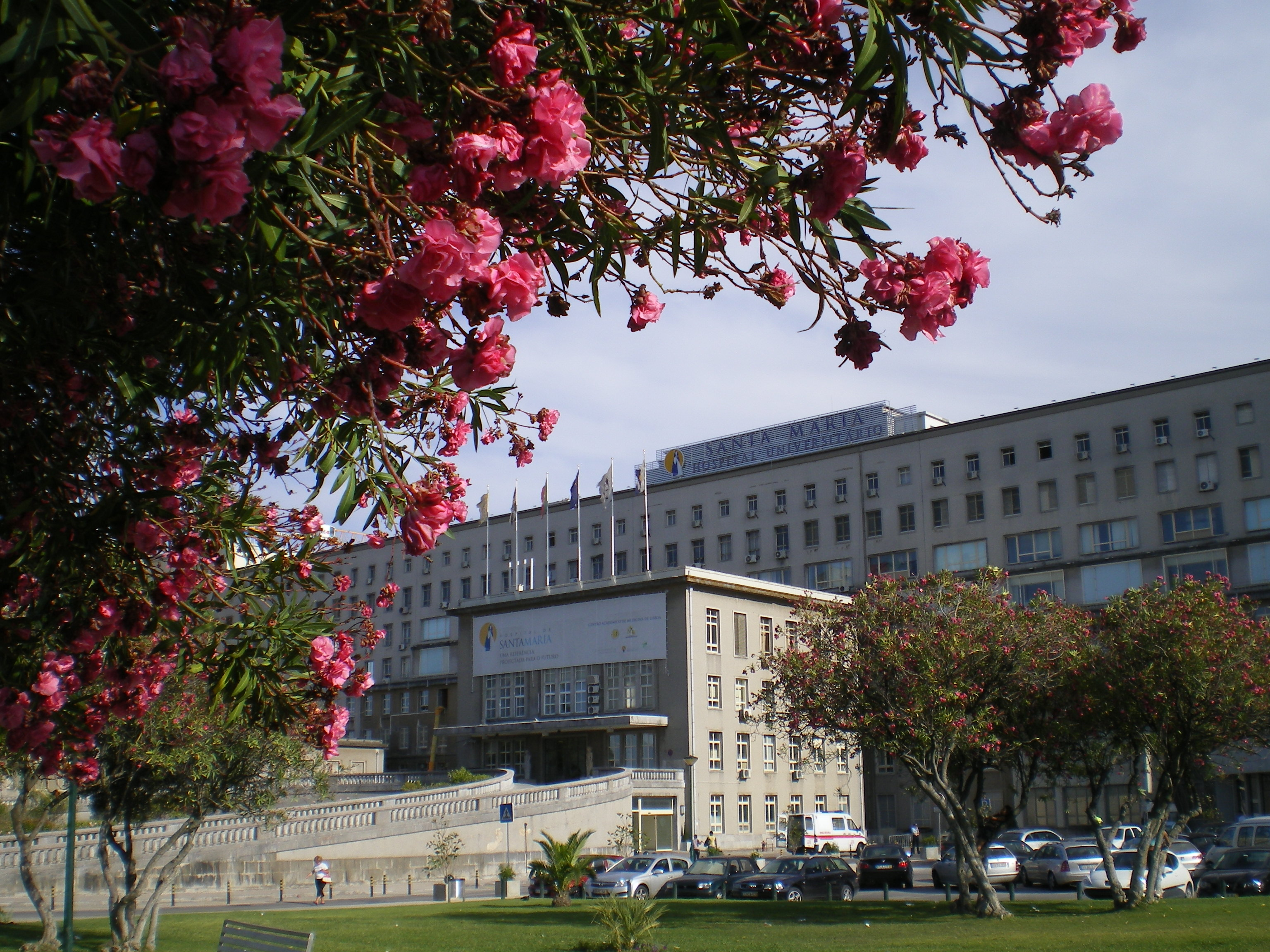
CHU Santa Maria de Lisbonne.

La ville possède plusieurs hôpitaux publics et privés, cliniques, centres de santé et autres. Actuellement, il y a un projet de construction d'un grand centre hospitalier, dans le parc de Bela Vista. L'hôpital devrait porter le nom d'un ancien hôpital de Lisbonne qui fut détruit lors du tremblement de terre en 1755, l'Hospital de Todos os Santos. Cet hôpital va englober quelques hôpitaux du centre de la capitale comme l'Hospital de Dona Estefânia, l'Hospital de Santa Marta et autres. L'inauguration de l'hôpital est prévu pour l'année 2011-2012.
Les hôpitaux public de la capitale portugaise sont regroupés en centres, il y a le Centro Hospitalar Lisboa Norte, le Centro Hospitalar Lisboa Central, le Centro Hospitalar Lisboa Ocidental, les Centros Especializados et les Centres militaires.
D'autres hôpitaux sont situés dans Lisbonne, tels que : l'Hospital Curry Cabral, Hospital de São José, l'Hospital de Santa Maria, l'Hospital Militar Principal ou encore le British Hospital.

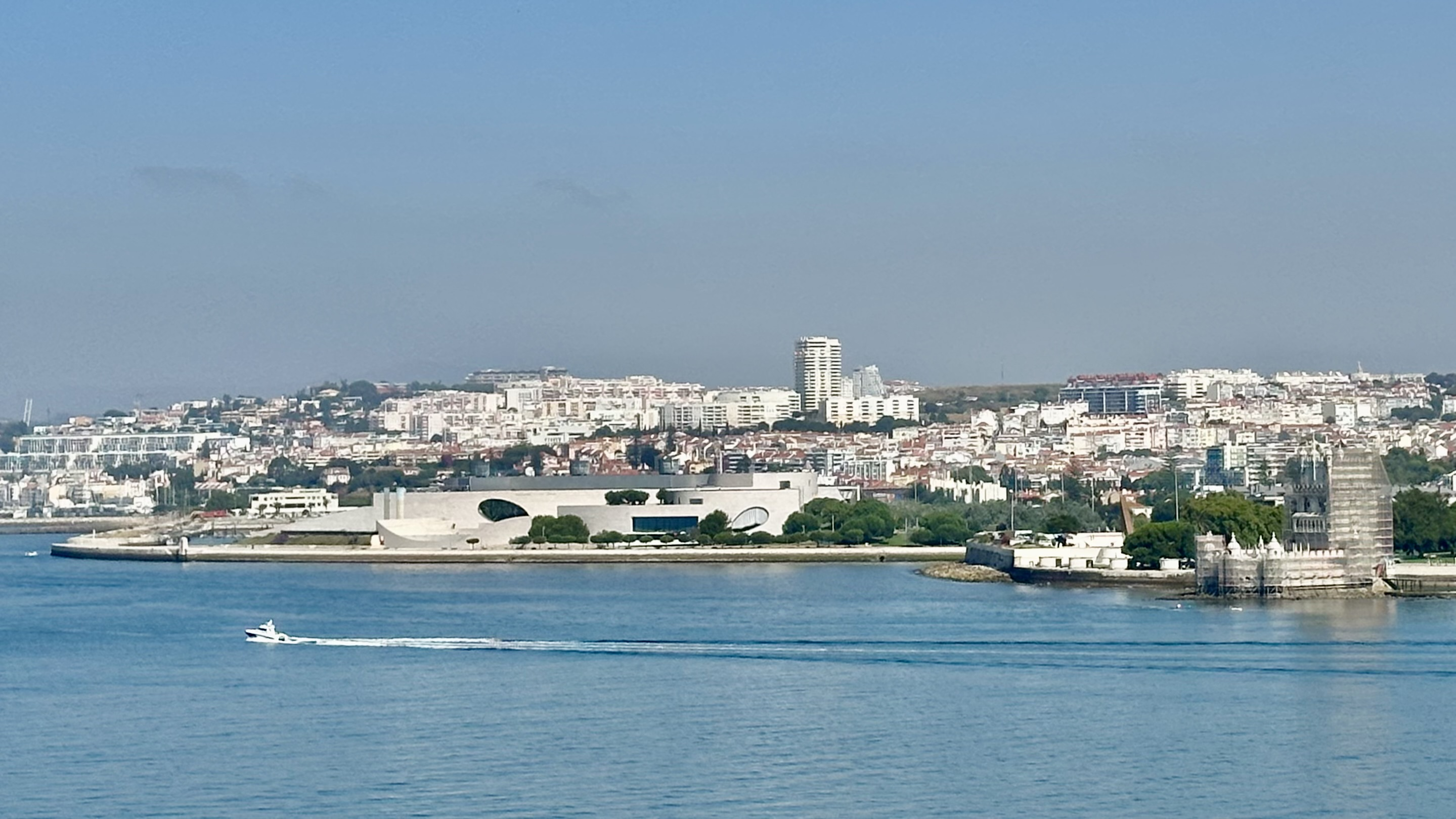
Fundação Champalimaud

Sur les rives du Tage, la Fondation Champalimaud (en portugais : Fundação Champalimaud) est la plus importante fondation scientifique privée du Portugal. Ses principaux axes de recherche sont les neurosciences et la lutte contre le cancer.

### Sports
Les clubs sportifs du Benfica Lisbonne et du Sporting Clube de Portugal tiennent un rôle important dans le championnat portugais et sur la scène européenne. Le Belenenses est un autre club sportif important de la capitale, avec une grande tradition nationale. Le football est le sport le plus populaire à Lisbonne.
Le Sport Lisboa e Benfica siège dans l'Estádio da Luz, avec cinq étoiles de l'UEFA, qui possède plus de 65 000 places. Le Benfica a gagné deux fois la Ligue des champions de l'UEFA, le titre de football le plus prestigieux en Europe, et est allé en finale à plusieurs reprises. Les couleurs de l'équipe sont le rouge et le blanc. Ses joueurs les plus célèbres sont Eusebio, Rui Costa, Nuno Gomes et autres.
Le Sporting Clube de Portugal siège dans l'Estádio José Alvalade XXI, aussi un stade cinq étoiles, qui possède plus de 50 000 places. Le Sporting a gagné la Coupe d'Europe des vainqueurs de coupe de football une fois et a été finaliste de la Ligue Europa, finale perdue en 2005 alors qu'elle se déroulait dans son propre stade. Les couleurs de l'équipe sont le vert et le blanc. De nombreux joueurs ont porté le maillot du club, dont Luís Figo, Cristiano Ronaldo, Nani ou Ricardo Quaresma.
Le Clube de Futebol Os Belenenses siège dans l'Estádio do Restelo, qui possède 25 000 places. Le stade est situé dans la freguesia de Santa Maria de Belém. La ville possède d'autres équipes de football : deux en deuxième division, l'Atlético Clube de Portugal et le Clube Oriental de Lisbonne, et d'autres à des niveaux moins élevés qui sont le Casa Pia AC, le Clube Futebol Benfica (à ne pas confondre avec le Sport Lisboa e Benfica) et le CD Olivais e Moscavide.
Le football en salle est le second sport le plus populaire à Lisbonne, qui a quatre équipes en première ligue. Les trois grandes équipes sportives, le CF Belenenses, Benfica Lisbonne et le Sporting Portugal mais aussi l'Atlético Clube de Portugal sont des équipes professionnelles, tandis que le SL Olivais est une équipe amateur.
Le handball gagne en popularité au Portugal ainsi que dans la capitale. La ville a été le siège du Championnat du monde de handball masculin 2003, lequel fut disputé dans le Pavilhão Atlântico. Le Belenenses, Benfica et le Sporting ont des équipes professionnelles, qui jouent en première division. Le basket-ball professionnel a des partisans à Lisbonne, avec le Benfica et le Belenenses comme équipes représentant la ville.
Le rink hockey, très populaire grâce aux 15 titres mondiaux de la sélection nationale, voit s'illustrer particulièrement l'équipe du Benfica. On pratique également à Lisbonne le nautisme, le golf, le cyclisme, et bien d'autres sports.
Lisbonne a, au début des années 2000, envisagé une candidature à l'organisation des Jeux olympiques d'été de 2016 puis de 2020, mais n'a finalement pas concrétisé ces candidatures.
| Équipe                               | Sport      | Création          | Ligue                                                                                            | Stade                     | Capacité      | Entraîneur (Football) |
| ------------------------------------ | ---------- | ----------------- | ------------------------------------------------------------------------------------------------ | ------------------------- | ------------- | --------------------- |
| Sport Lisboa e Benfica (SLB)         | Omnisports | 28 février 1904   | Championnat Portugais - L1 Championnat du Portugal de rugby à XV                                 | Estádio da Luz            | 65 200 places | Bruno Lage            |
| Sporting Clube de Portugal (SCP)     | Omnisports | 1er juillet 1906  | Championnat Portugais - L1                                                                       | Estádio José Alvalade XXI | 50 076 places | Marcel Keizer         |
| Clube de Futebol Os Belenenses (CFB) | Omnisports | 23 septembre 1919 | Championnat Portugais - L1 Ligue portugaise de basket-ball Championnat du Portugal de rugby à XV | Estádio do Restelo        | 25 000 places | Ricardo Sá Pinto      |
| Atlético Clube de Portugal (ACP)     | Omnisports | 18 septembre 1942 | Championnat Portugais - L2                                                                       | Estádio Tapadinha         | 15 076 places | Pedro Hipólito        |

### Centres commerciaux
Dans la banlieue de Lisbonne, il existe le plus grand centre commercial de la péninsule Ibérique, le Dolce Vita Tejo. Situé dans la municipalité d'Amadora, il fut inauguré le 7 mai 2009. À l'intérieur de la ville, on trouve d'autres grands centres commerciaux de taille européenne tels que le centre commercial Colombo, l'Amoreiras Shopping Center, le centre commercial Vasco de Gama, le Dolce Vita Monumental, Atrium Saldanha, Saldanha Residence, entre autres.
Les centres historiques de Lisbonne possèdent eux aussi de grandes avenues commerçantes, comme l'Avenida da Liberdade (boutiques de luxe), Rua Castilho et les principales rues du Bairro Alto, Baixa et du Chiado.
Dans la périphérie de la capitale, il existe plusieurs centres commerciaux : l'Almada Forum (Almada), Oeiras Shopping (Oeiras), Rio Sul Shopping (Seixal), le Freeport Alcochete (Alcochete) et encore d'autres dans le Montijo, à Cascais, à Loures ou encore à Odivelas.

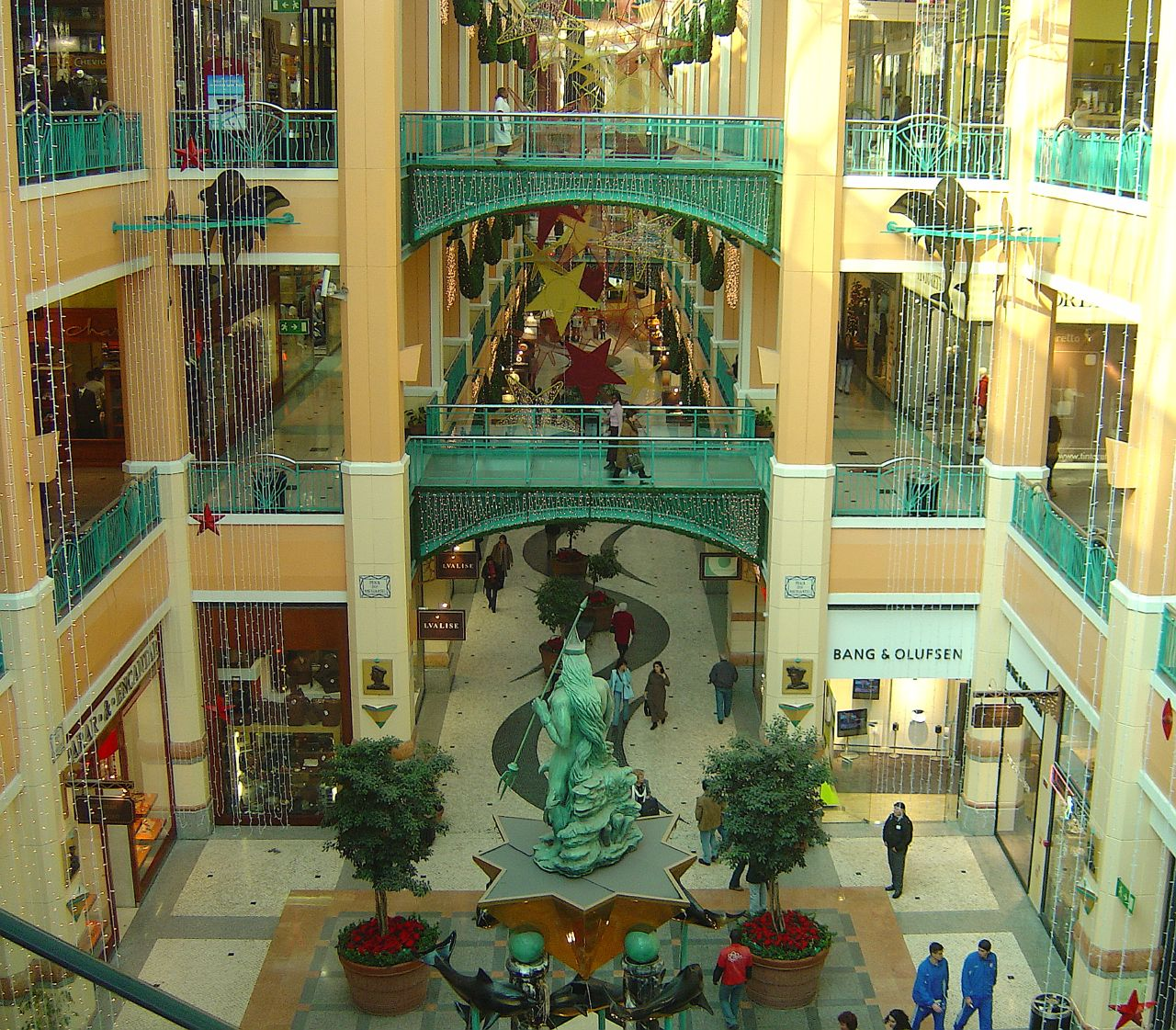
Galerie marchande du centre commercial Colombo.
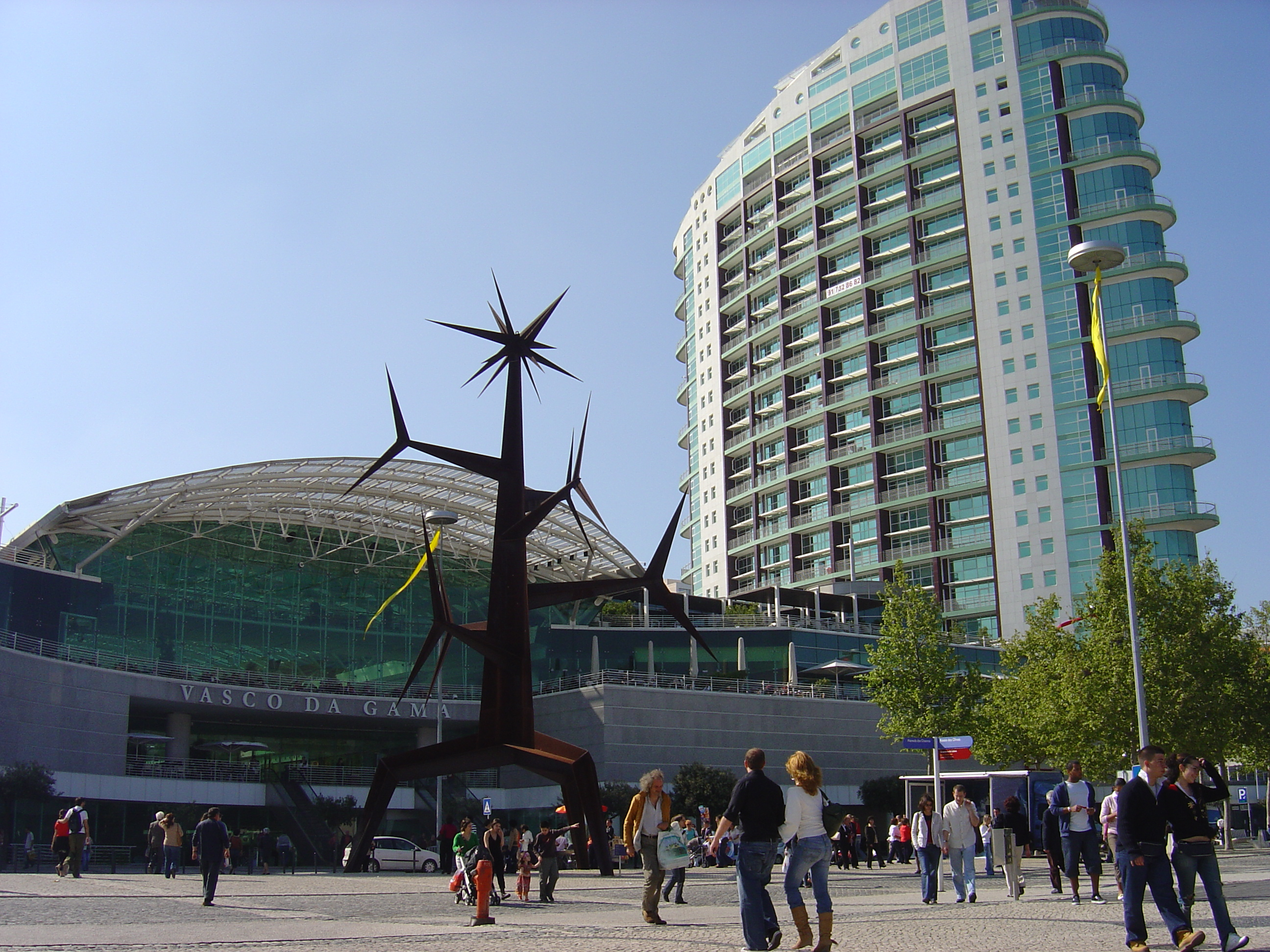
Centre commercial Vasco de Gama
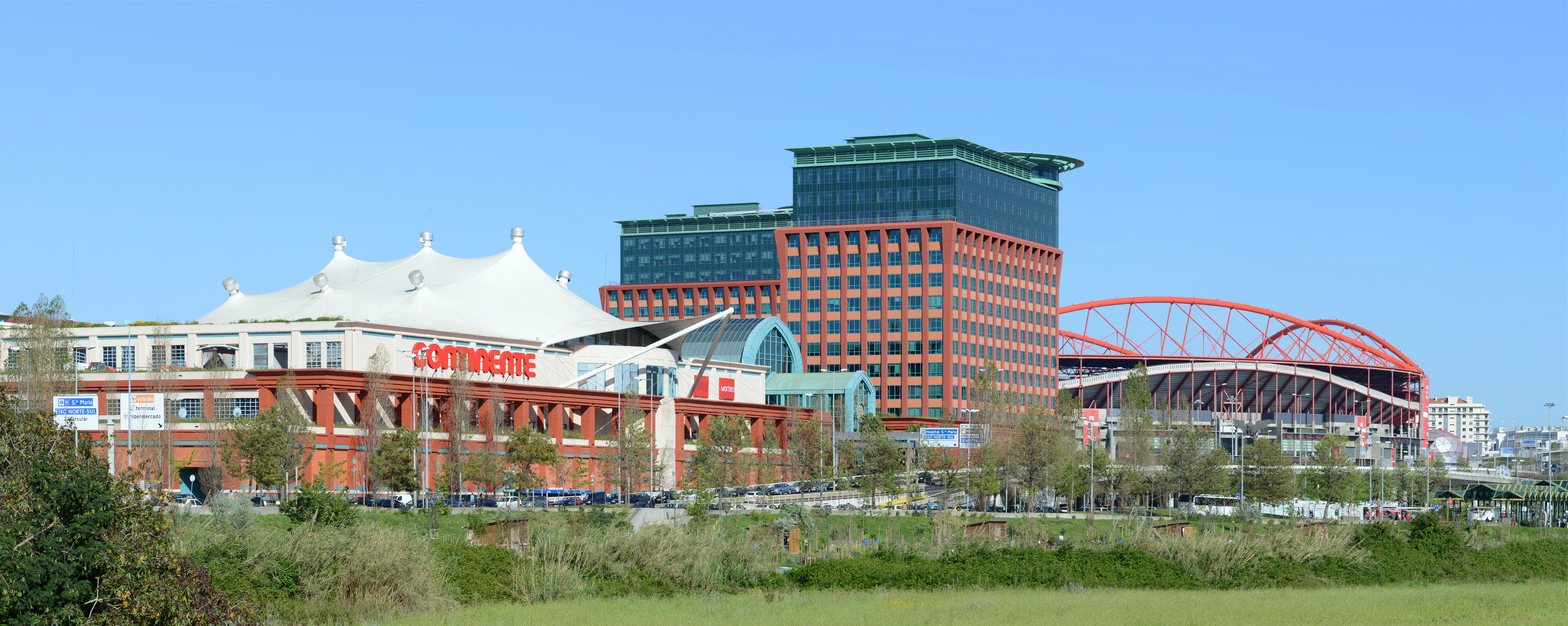
Centre commercial Colombo, comprenant un parc d'attraction
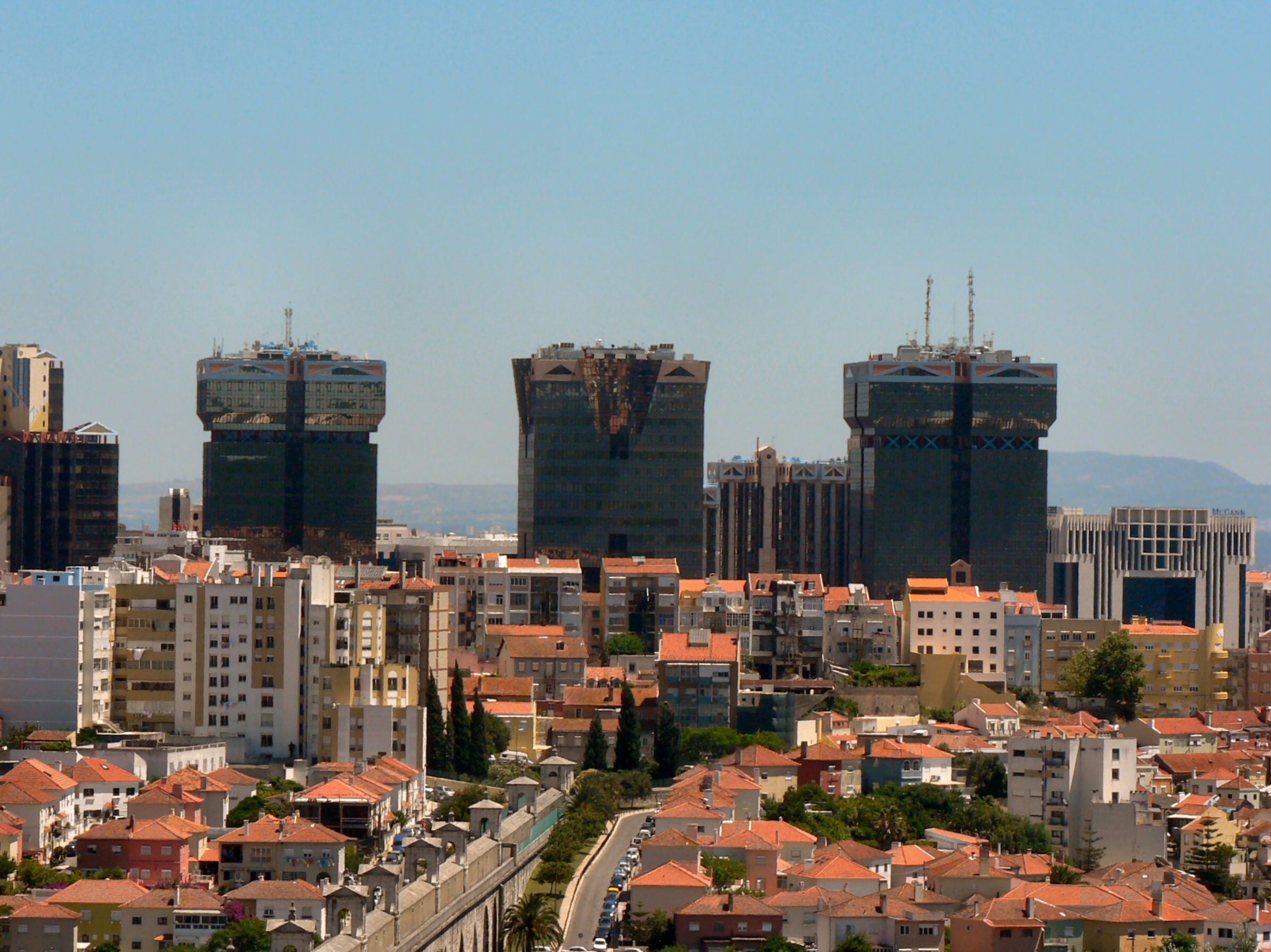
Amoreiras Shopping Center
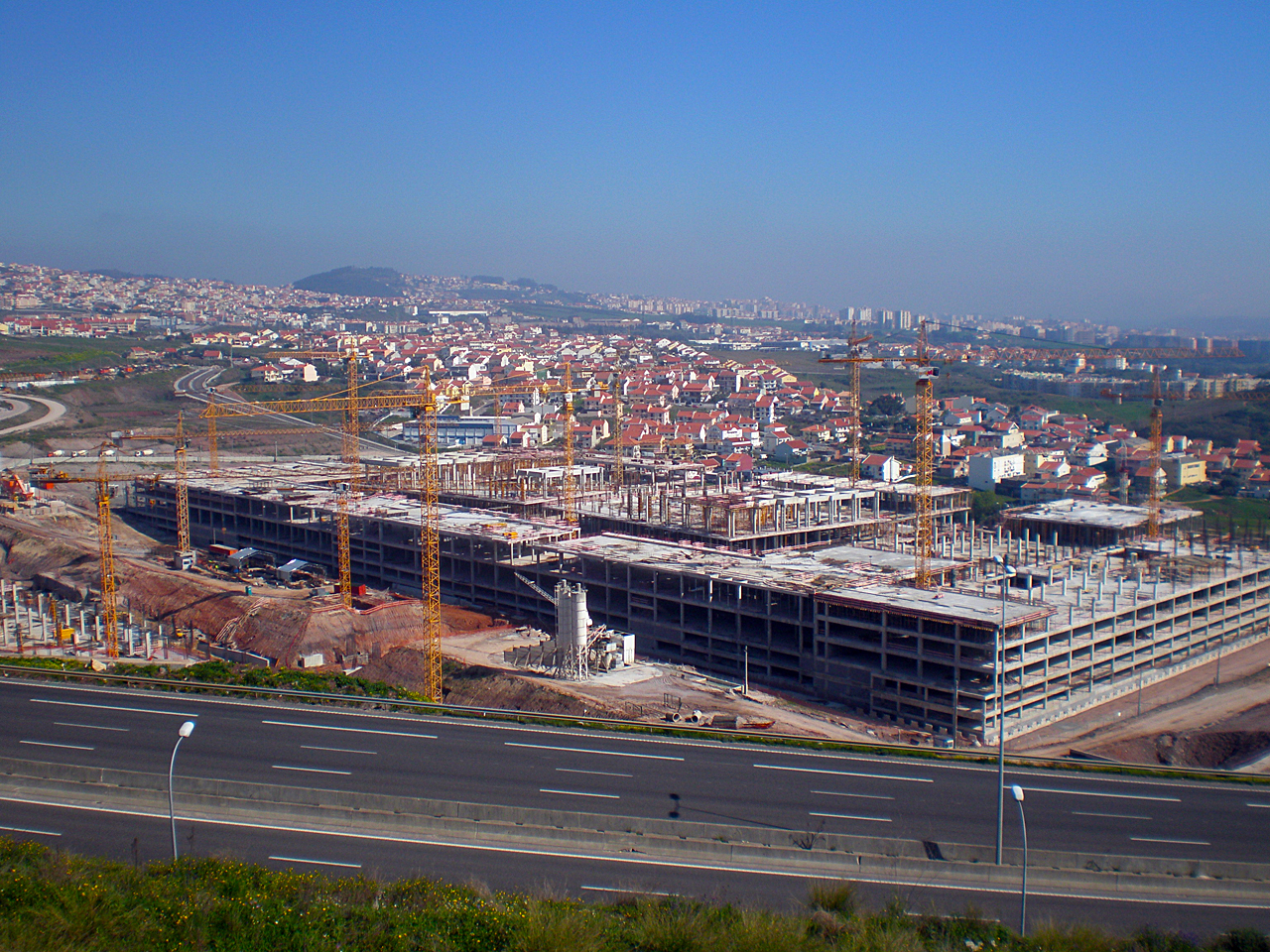
Construction du Centre commercial Dolce Vita Tejo

## Voies de communication et transports

### Transports routiers
Lisbonne est reliée à l'autre rive de la mer de Paille par deux ponts :
- le pont du 25 Avril, anciennement pont Salazar, dans la partie sud (pont suspendu de 2 277,64 m), inauguré le 6 août 1966, qui unit la freguesia d'Alcântara à la municipalité d'Almada,
- le pont Vasco de Gama inauguré en mai 1998, qui relie la ville de Loures (Sacavém) au nord-est de la capitale à celle de Montijo (pont à haubans de 17 185 m). C'est le plus long pont d'Europe.

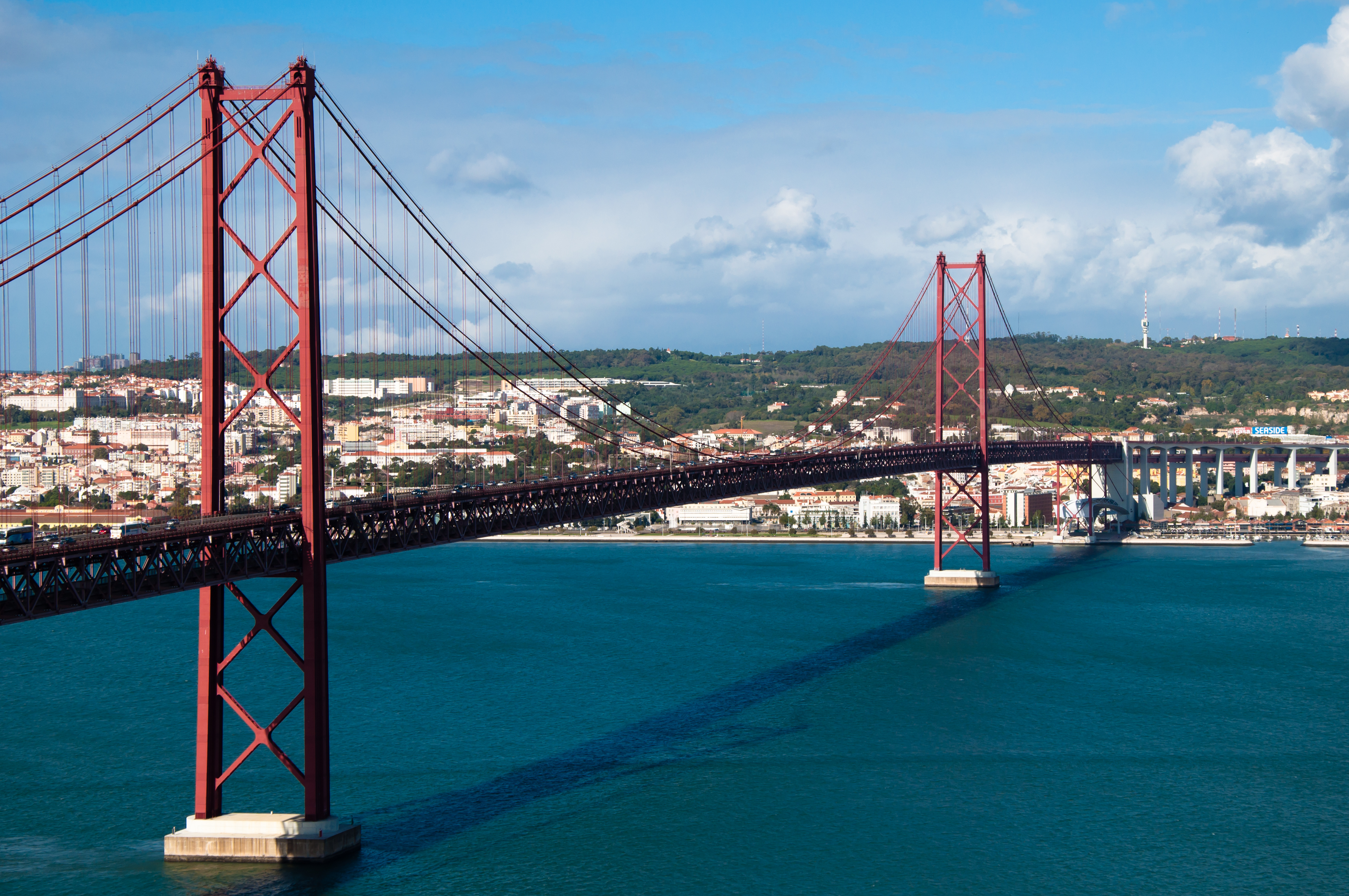
Pont du 25 avril
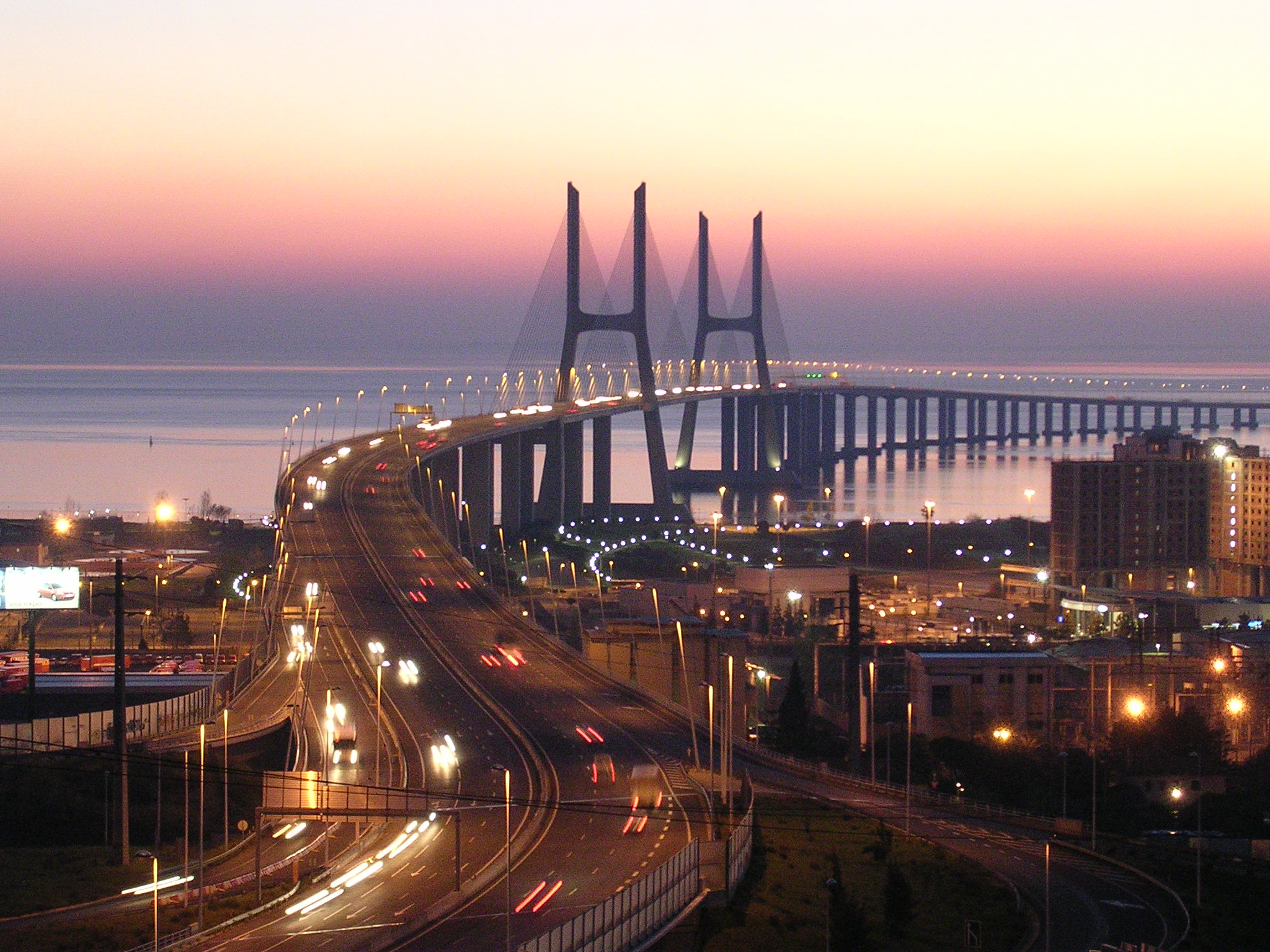
Pont Vasco da Gama

### Transports maritimes
Un réseau de transport fluvial, le Transtejo, unit les deux rives du Tage avec les gares de Cais do Sodré, Belém, Terreiro do Paço et Parque das Nações sur la rive nord, et Cacilhas, Barreiro, Montijo, Trafaria, Porto Brandão et Seixal sur la rive sud.
Le port de Lisbonne est l'un des principaux ports européens de passagers, notamment pour les paquebots de croisière.

### Transports aériens
L'aéroport Humberto Delgado de Lisbonne est le plus grand du Portugal. Il est situé à sept kilomètres du centre dans la zone nord-est de la ville. Il est relié au centre-ville par la ligne rouge du métro. Cet aéroport a atteint plus de 33 millions de passagers en 2023.
Il est prévu de construire une deuxième infrastructure aéroportuaire sur l'actuelle base aérienne de Montijo, sur l'autre rive du Tage. Le début des travaux pourrait intervenir en 2021, avec un objectif de mise en service du nouvel aéroport en 2023.

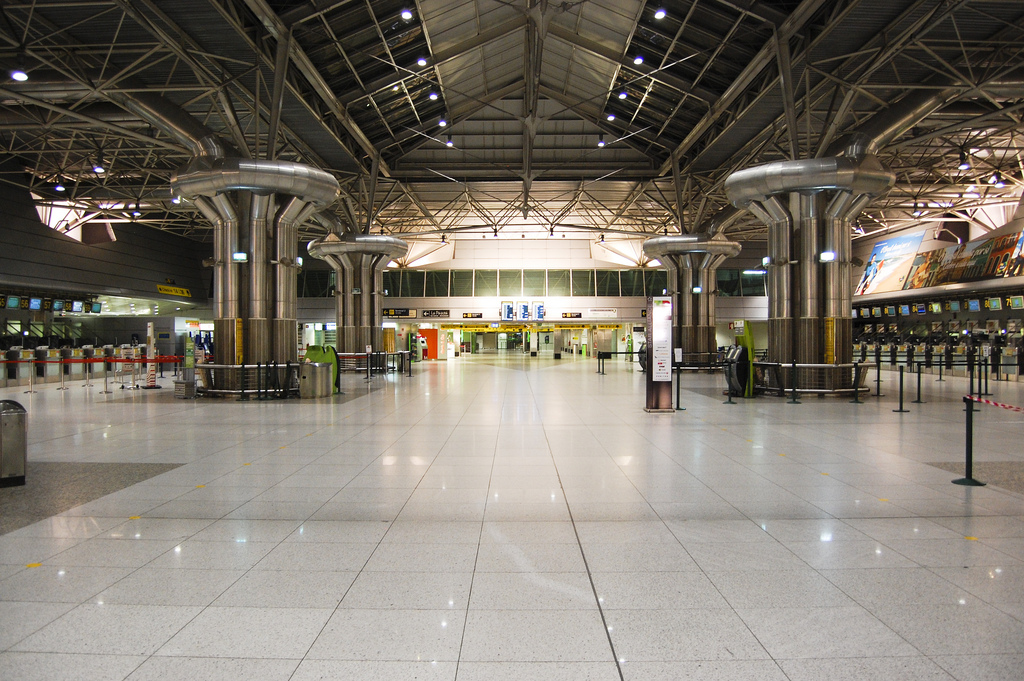
Aéroport de Lisbonne.
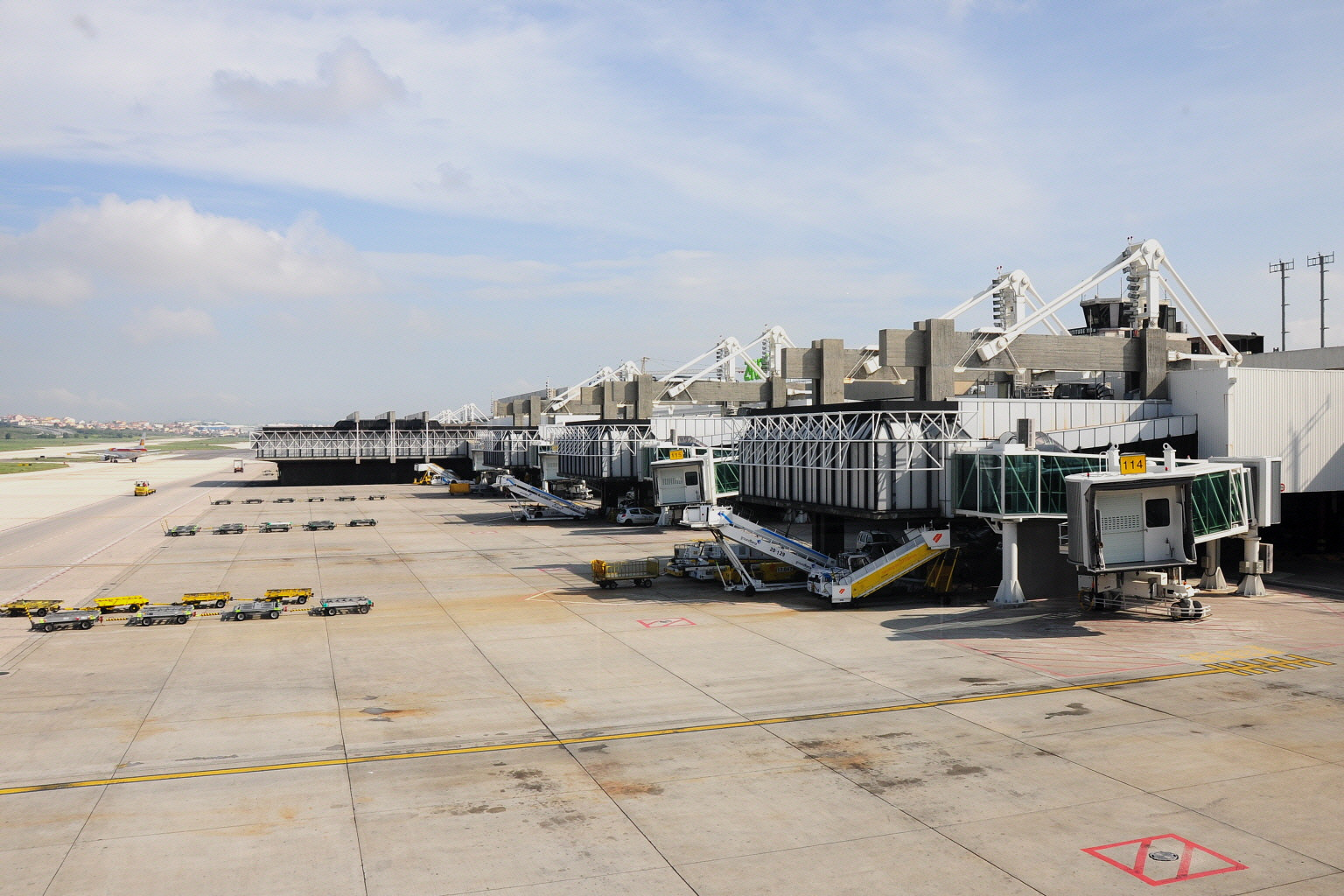
Quai d'embarquement.
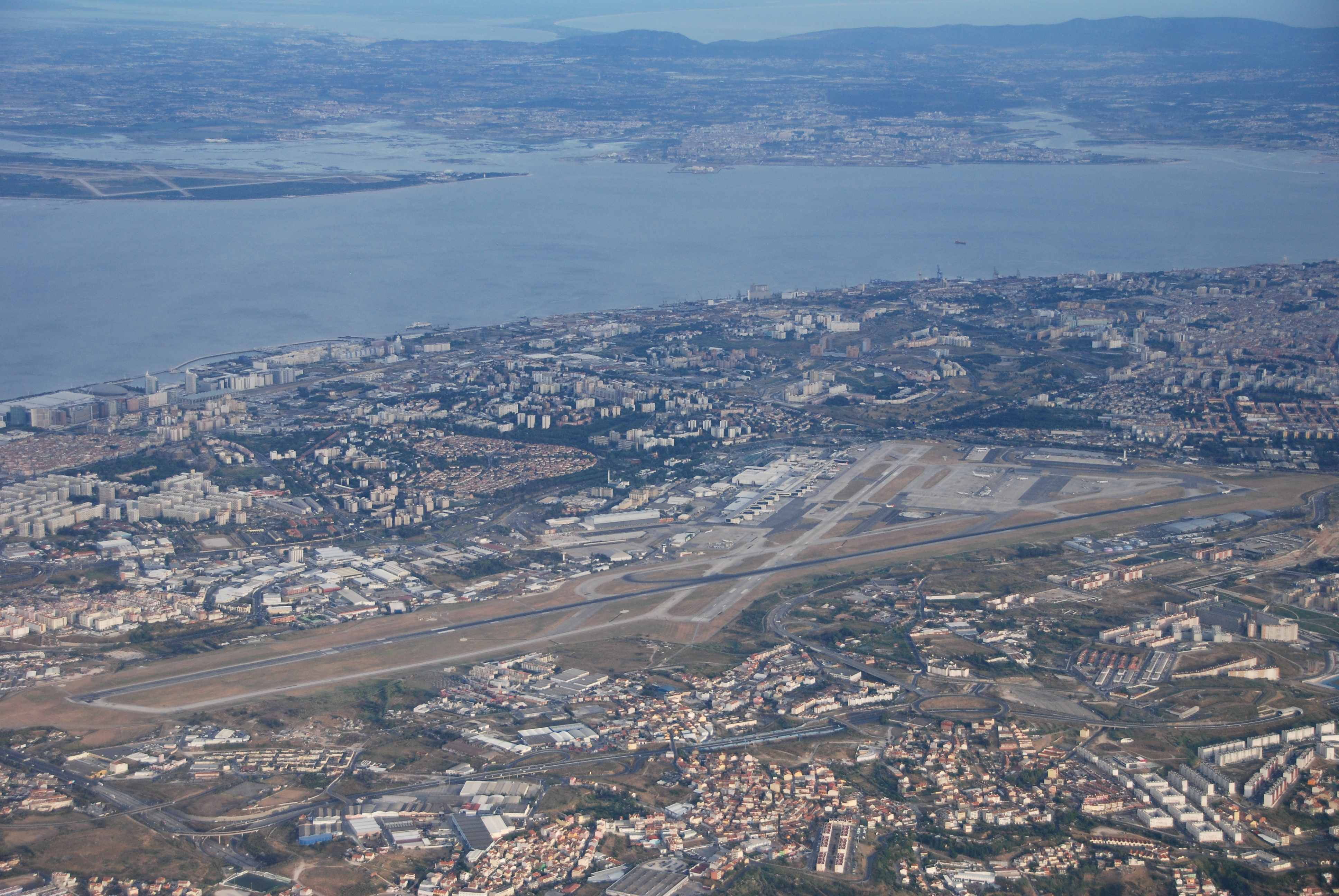
Aéroport vu du ciel.

### Transports ferroviaires
Lisbonne possède trois gares ferroviaires de grandes lignes : Entrecampos, Oriente et Santa Apolónia, toutes desservies par le métro.
La gare d'Entrecampos est desservie par la ligne jaune et sert de halte aux trains de banlieue et aux Alfa Pendular faisant la liaison entre le nord et le sud du Pays.
La gare d'Oriente est la plus récente gare de Lisbonne. Construite pour l'exposition internationale de 1998 par l'architecte Santiago Calatrava, elle sert également de halte et même de terminus à certaines lignes de banlieue, ainsi que de haltes aux Alfa Pendular venant du nord (à destination de Lisbonne ou du sud). Elle est desservie par la ligne rouge.
La gare de Santa Apolónia, desservie par la ligne bleue, est la plus ancienne gare de Lisbonne. Inaugurée en 1865, elle sert de terminus aux trains en direction du nord (banlieue, intercités et Alfa Pendular). Elle est également la tête de ligne du Sud-Express reliant le Portugal à la France par Hendaye, ainsi que du Lusitania-Express vers Madrid.

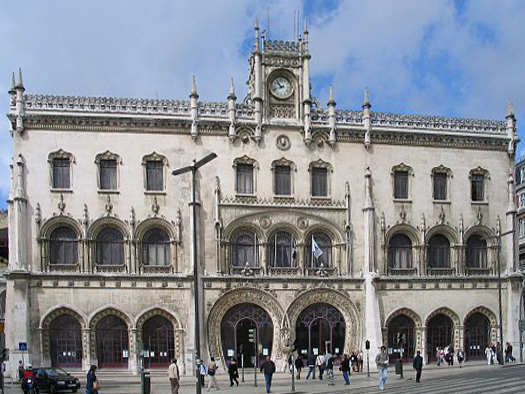
gare du Rossio.
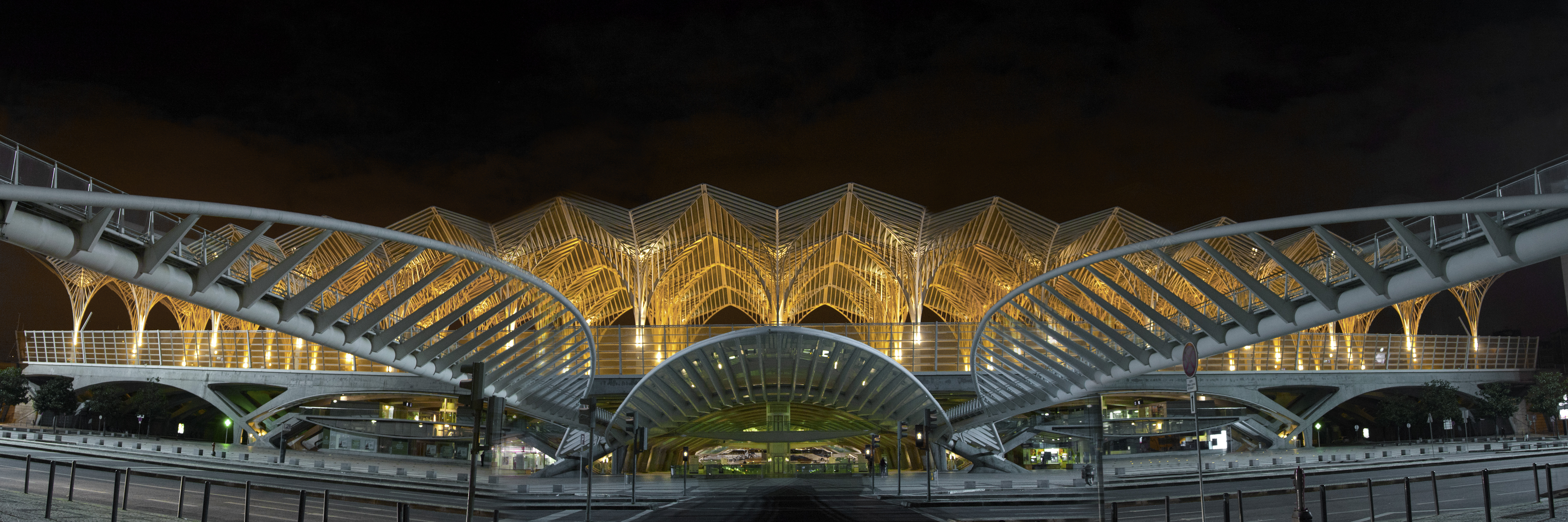
Gare de Lisbonne-Oriente.
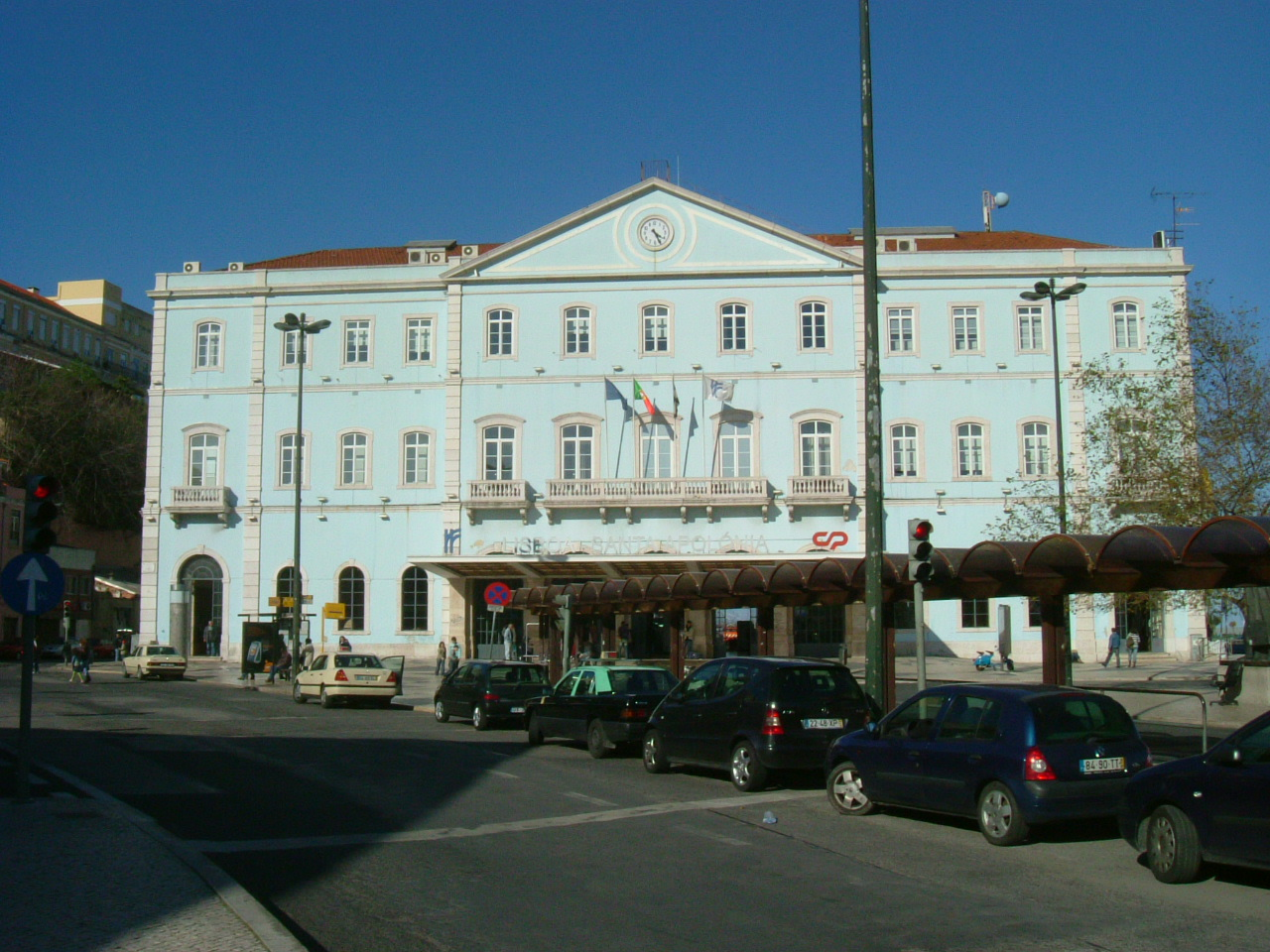
La gare de Santa-Apolónia.

### Transports urbains
La ville dispose d'un réseau ferroviaire urbain et suburbain avec huit lignes (quatre pour le métropolitain et quatre pour le train suburbain) et 118 gares (48 pour le métropolitain et 70 pour le train suburbain). Les gares d'Oriente, de Cais do Sodré, de Santa Apolónia et de Rossio sont les principales gares de Lisbonne desservies par les trains de banlieue.
Le métro de Lisbonne est un des plus intéressants et des plus beaux d'Europe (avec ceux de Paris, de Moscou et de Stockholm) par la décoration et l'exposition d'art contemporain de ses gares.
Son exploitation a démarré en 1959 avec une ligne et aujourd'hui il comporte quatre lignes, 46 stations et 39,6 kilomètres de voies. Le métro de Lisbonne se caractérise par la décoration soignée de ses stations les plus récentes. Il a transporté 165,8 millions de passagers en 2008.
La privatisation du réseau, décidée en septembre 2015 par le gouvernement de Pedro Passos Coelho, est suspendue en décembre par le gouvernement d'António Costa.

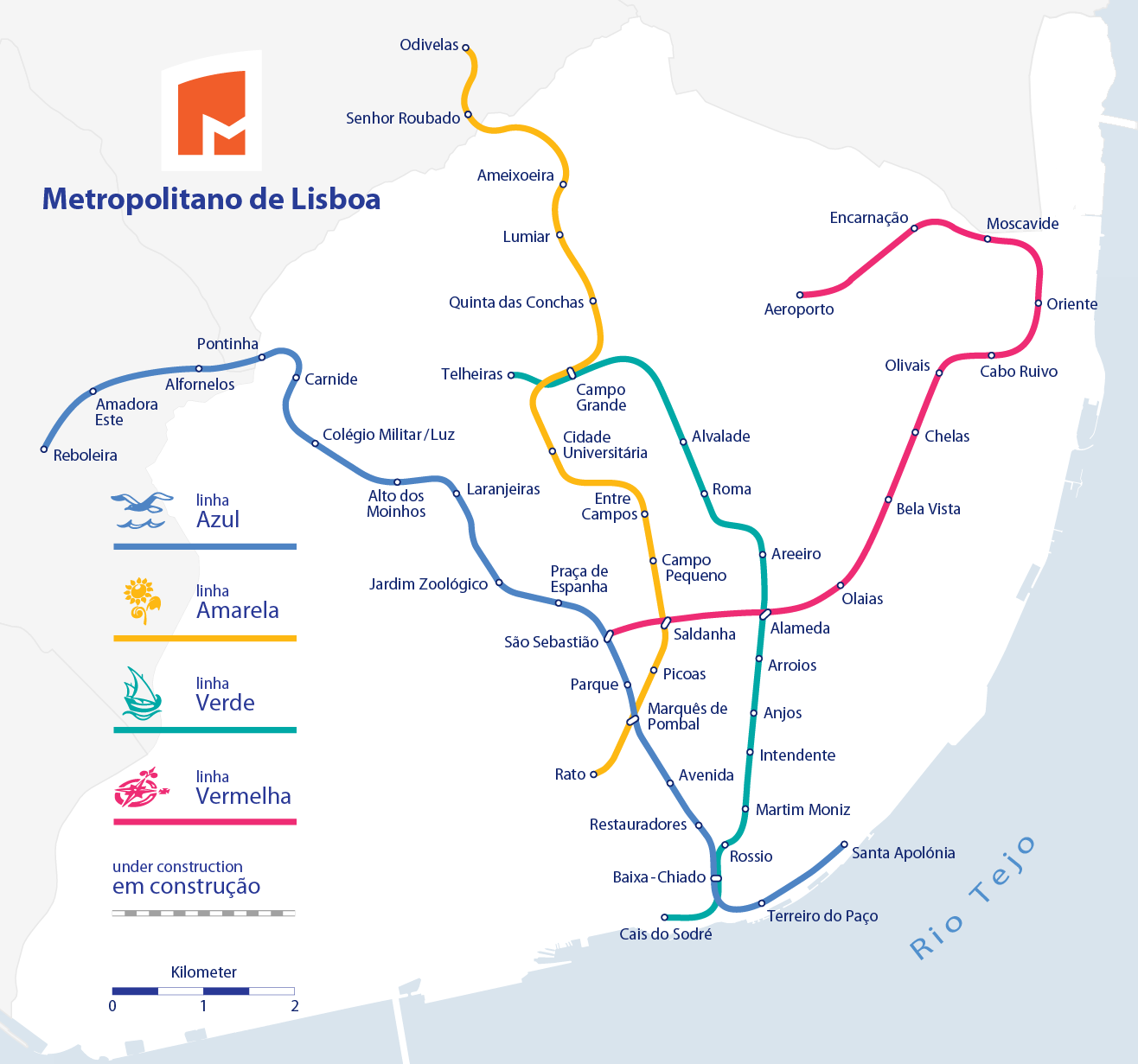
Plan du métro de Lisbonne depuis 2012.

| Ligne | Logo | Nom                                     | Tronçon                    | Ouverture            | Longueur | Stations |
| ----- | ---- | --------------------------------------- | -------------------------- | -------------------- | -------- | -------- |
| Bleue |      | Ligne de la Mouette Linha da Gaivota    | Reboleira ↔ Santa Apolónia | 1959                 | 13,7 km  | 18       |
| Jaune |      | Ligne du Tournesol Linha do Girassol    | Odivelas ↔ Rato            | 1959 scindée en 1995 | 11 km    | 13       |
| Verte |      | Ligne de la Caravelle Linha da Caravela | Telheiras ↔ Cais do Sodré  | 1963 scindée en 1998 | 9 km     | 13       |
| Rouge |      | Ligne de l'Orient Linha do Oriente      | Aeroporto ↔ São Sebastião  | 1998                 | 12,8 km  | 12       |

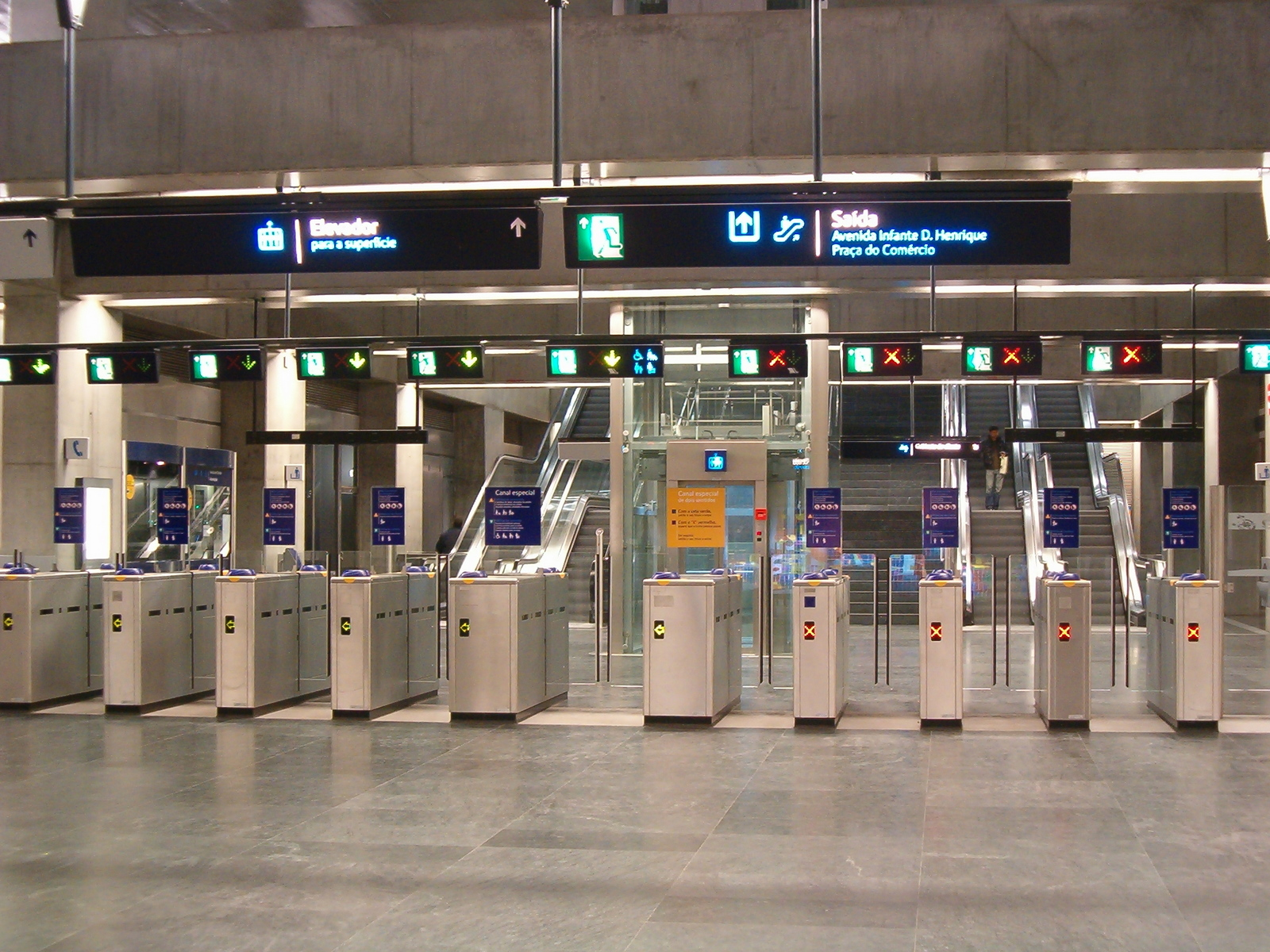
Sortie de la station Terreiro do Paço
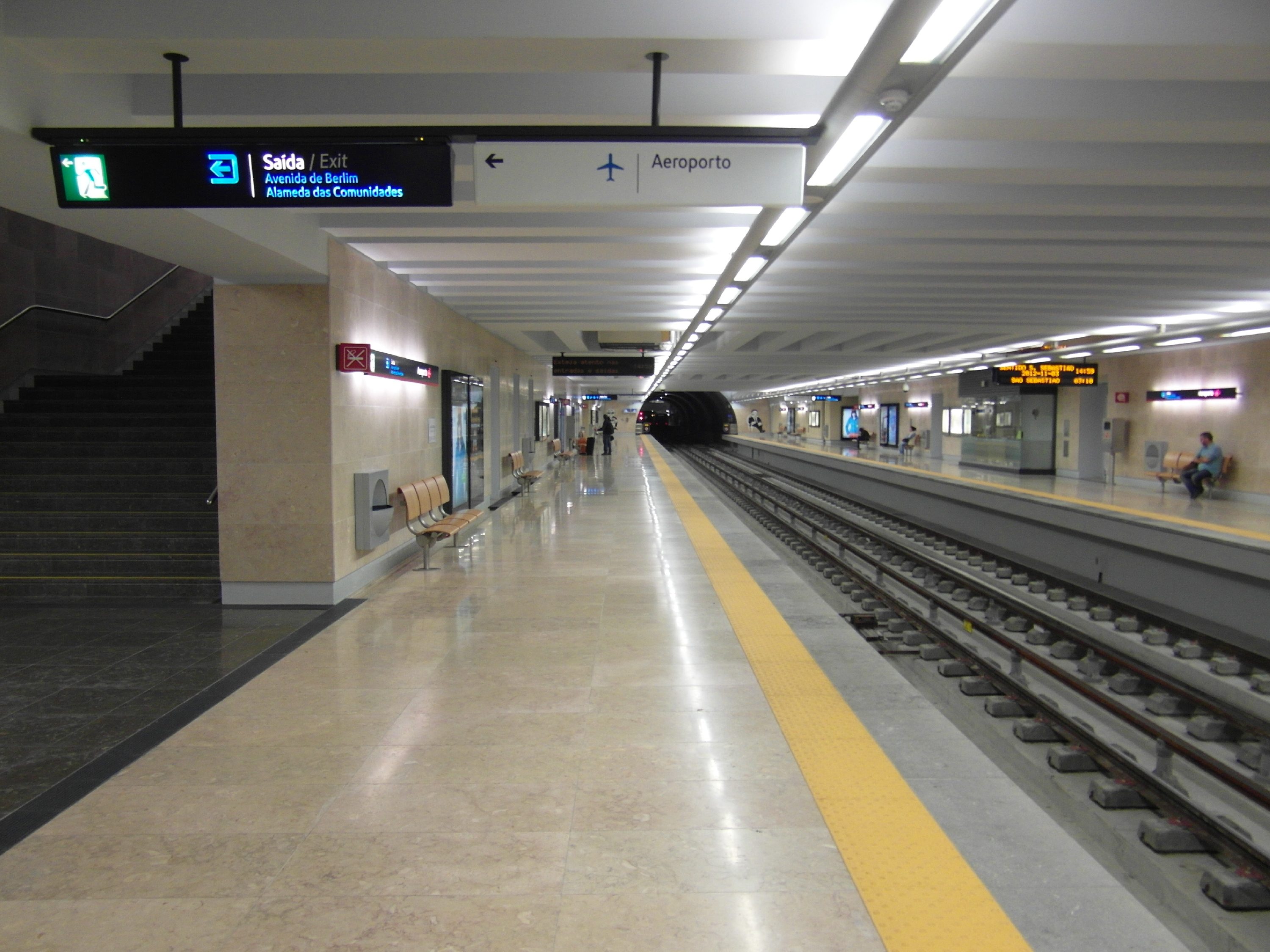
Station Aeroporto
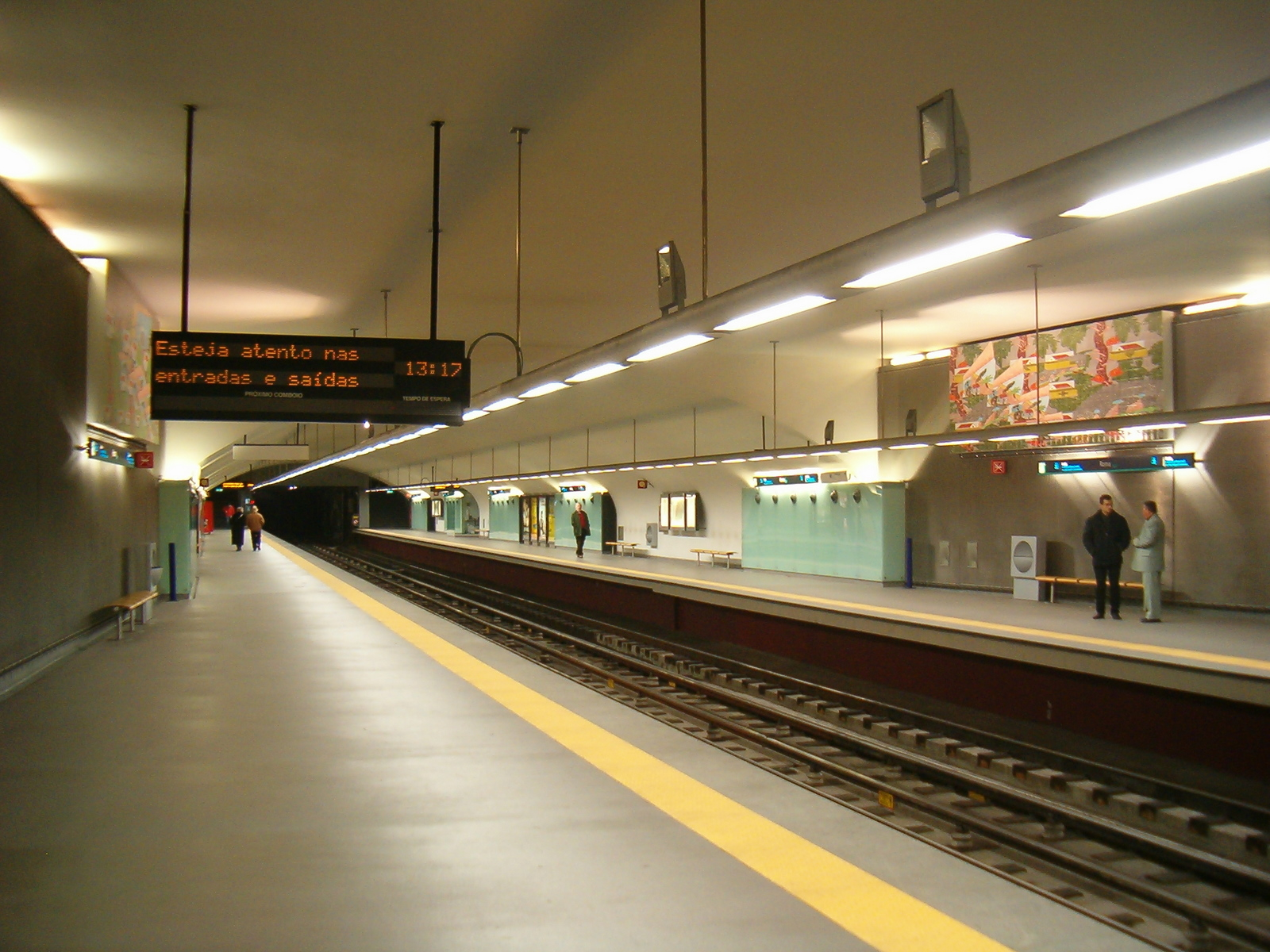
Station Roma
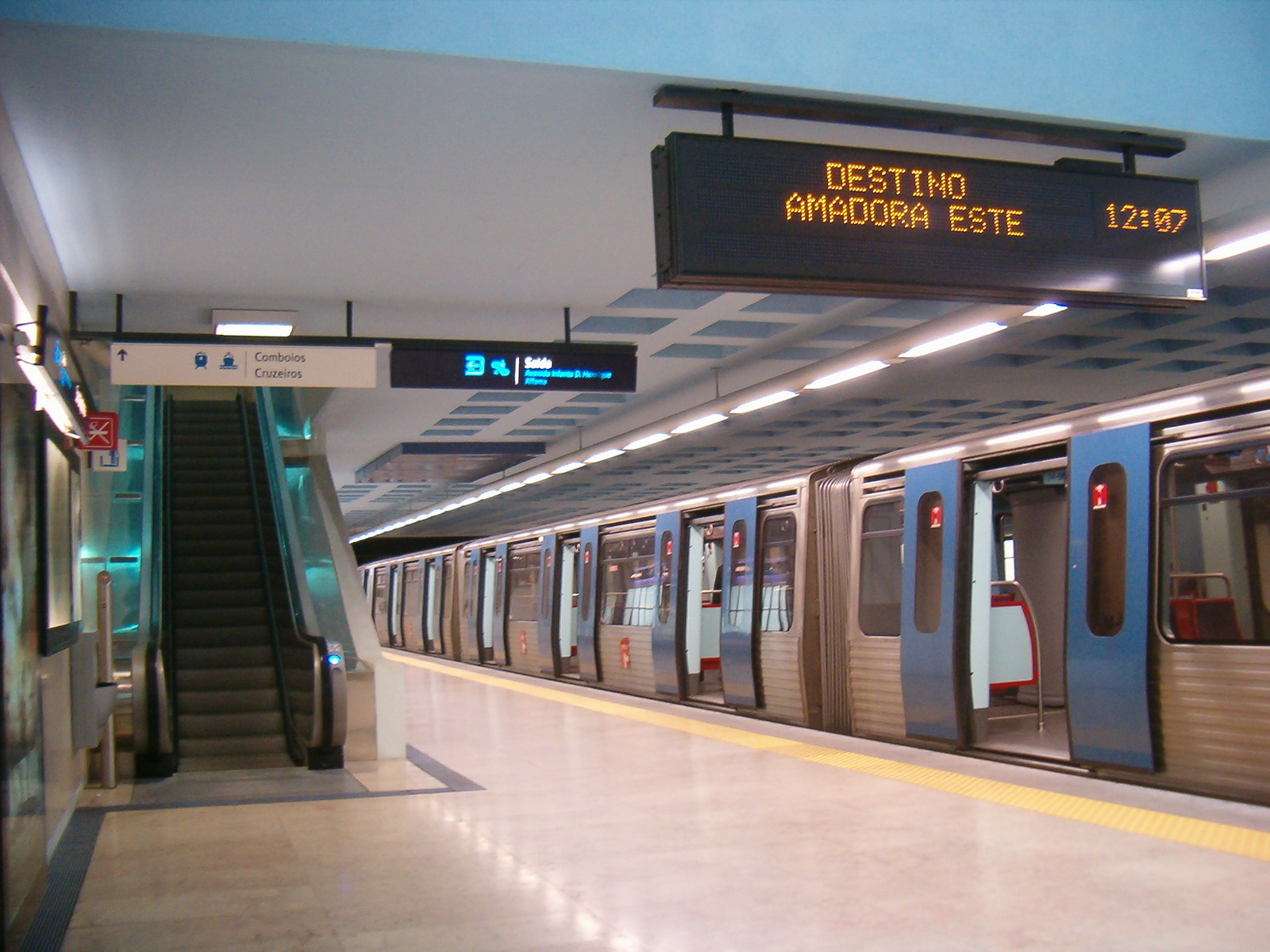
Station Santa Apolónia

L'exploitation des autobus et des trams est gérée par l'entreprise Carris. La capitale portugaise maintient cinq lignes d'elétrico, témoignage d'un réseau qui fut beaucoup plus étendu, L'elétrico reste le moyen de transport le plus traditionnel du centre de la ville. Quatre d'entre elles fonctionnent encore avec d'anciens véhicules modernisés, dites remodelados. Les trams jaunes assurent le service public, les trams rouges le service touristique. La ligne 15, qui relie la Praça da Figueira à Algés, utilise des trams modernes composés de plusieurs voitures avec des planchers bas.

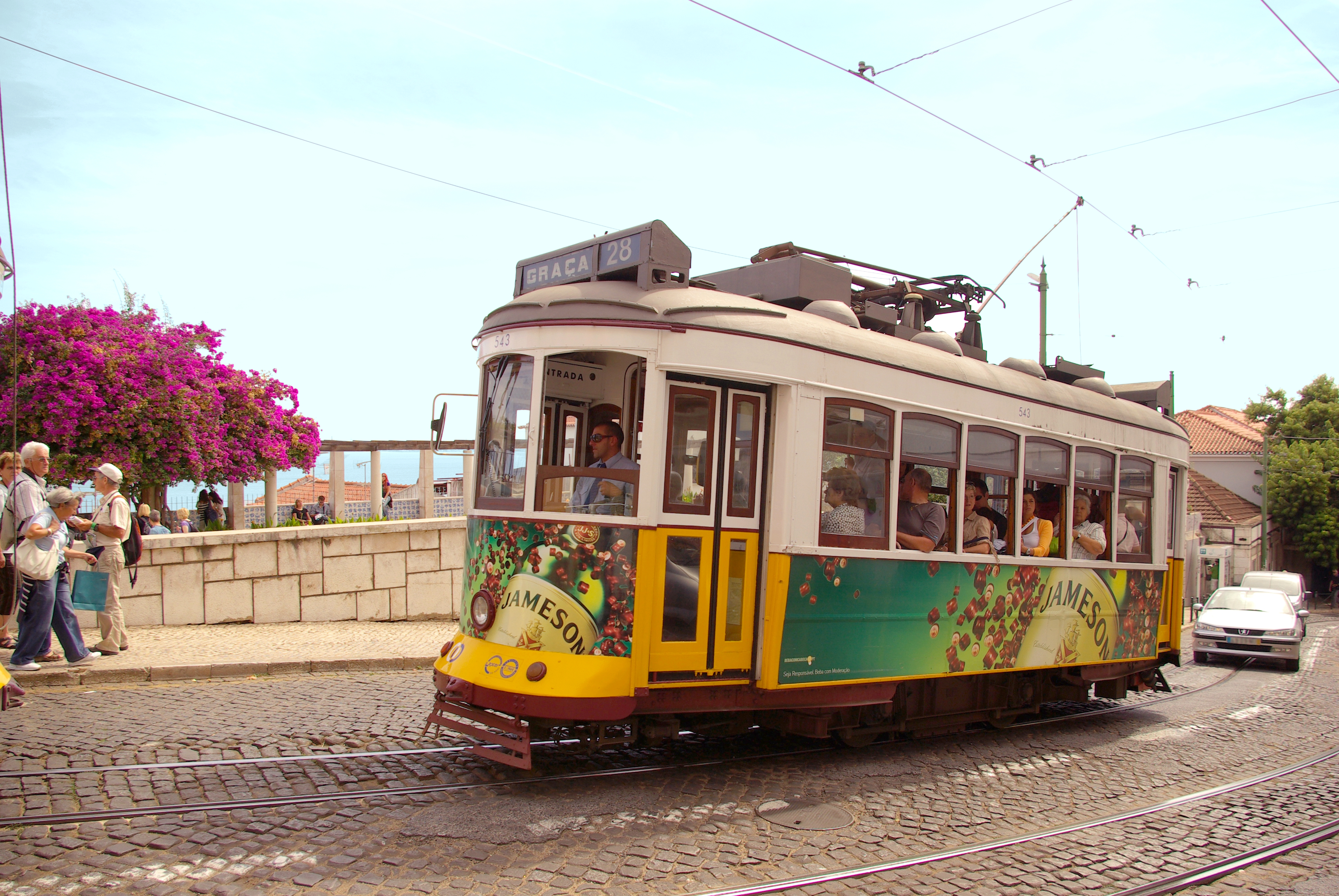
Un tramway de la ligne 28

| N° | Tronçon                                    | Correspondances Métro |
| -- | ------------------------------------------ | --------------------- |
| 12 | Praça da Figueira ↔ Praça da Figueira      |                       |
| 15 | Praça da Figueira ↔ Algés                  |                       |
| 18 | Cais do Sodré ↔ Ajuda                      |                       |
| 24 | Camões ↔ Campolide                         |                       |
| 25 | Rua da Alfândega (Sul e Sueste) ↔ Prazeres |                       |
| 28 | Martim Moniz ↔ Prazeres                    |                       |

### Pistes cyclables

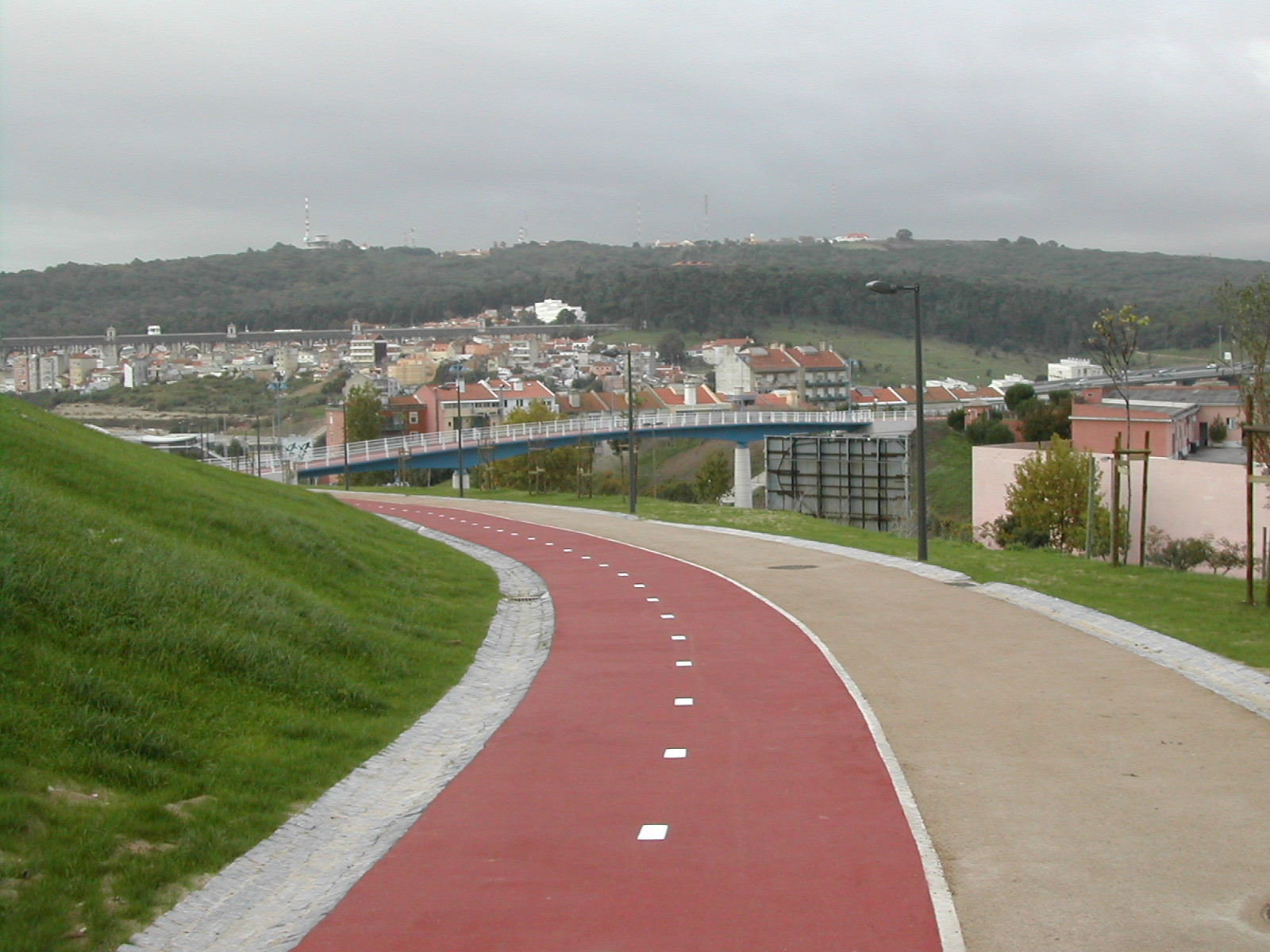
Piste cyclable à Lisbonne.

Selon les données de la municipalité de Lisbonne, datant de 2000, existent ou sont en projet 84 kilomètres de pistes de bicyclettes, 50 kilomètres de voies cyclables, 73 kilomètres de bandes cyclables et 74 kilomètres de coexistence entre les cyclistes avec les véhicules.
En 2008, la mairie a pour projet d'investir 5 millions d'euros, le projet, présenté pendant la journée européenne sans voiture, est d'agrandir le réseau cyclable de 40 kilomètres de plus et de rénover les pistes déjà existantes. Ce projet comporte aussi l'implantation de 2 500 bicyclettes, 250 bornes pour les bicyclettes et 65 emplacements de stationnement d'ici 2012.
Le 5 juin 2009, la piste Pista Ribeirinha fut inaugurée au bord du Tage, ce nouveau tronçon de sept kilomètres permet de circuler à vélo et à pied sur une piste cyclable et piétonne, entre la Tour de Belém (freguesia de Santa Maria de Belém) et la station Cais do Sodré (freguesia de Campolide), cette piste est composée de poèmes et de phrases, de Alberto Caeiro et Fernando Pessoa, à même le sol,. En septembre de la même année, le tronçon entre Telheiras et le Parque das Nações était en cours de réalisation.
À la suite de la pandémie de Covid-19, Lisbonne a connu une augmentation significative du cyclisme et prévoit d’étendre le système actuel de location de vélos Gira de 1 600 vélos à 2 600 d’ici la fin de 2023. Beaucoup de ces vélos sont électriques pour faire face aux collines de Lisbonne. La ville prévoit également d’augmenter le nombre de stations de recharge pour vélos, qui s’élève actuellement à 146.

## Culture

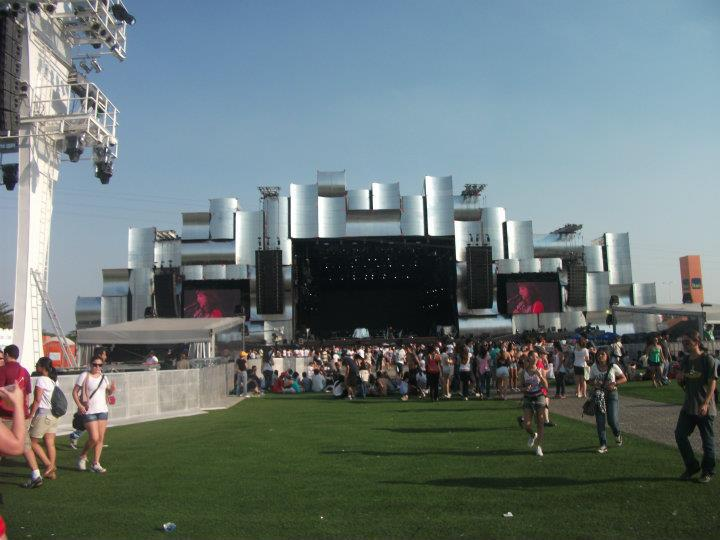
Scène du Rock In Rio Lisbonne.

Épicentre des découvertes, et capitale d'un vaste empire depuis le XVe siècle, la ville a depuis longtemps été le point de rencontre de diverses cultures. En maintenant des relations étroites avec les anciennes colonies portugaises désormais indépendantes, Lisbonne est une ville cosmopolite.

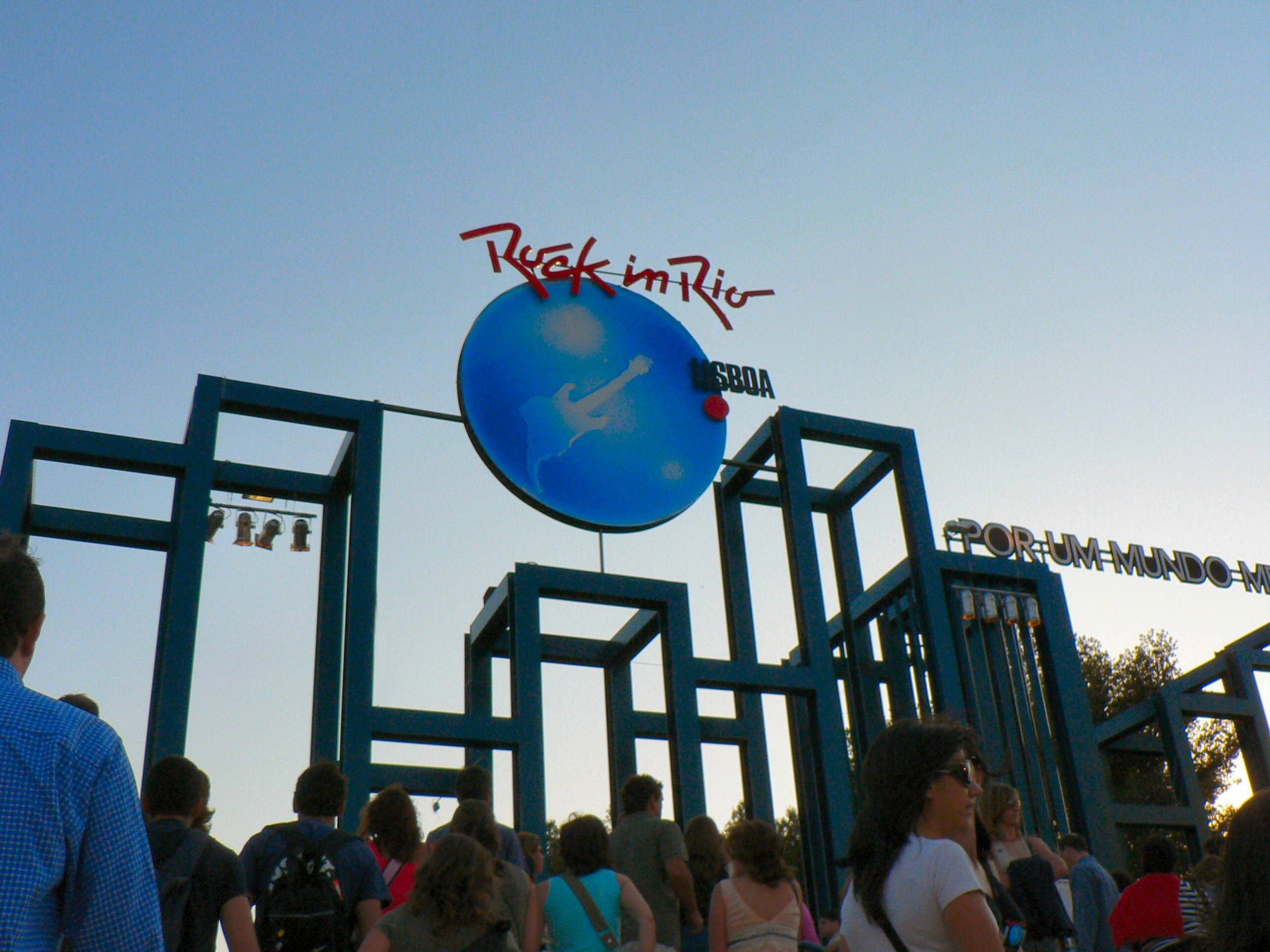
Entrée du Festival Rock In Rio Lisbonne.

Depuis qu'elle a été capitale européenne de la culture en 1994, Lisbonne a accueilli une série d'événements internationaux, comme l'Expo 1998 ou encore l'Euro 2004, qui ont eu un fort impact dans le développement des activités culturelles et de leurs infrastructures. Plusieurs grandes manifestations comme la Gymnaestrada, les MTV Europe Music Awards, le Rallye Dakar ou le 50e anniversaire de la Tall Ships' Races sont passées par Lisbonne.
Ainsi, le passage au XXIe siècle a vu les salles de théâtre et de cinéma se multiplier tout comme les constructions de pavillons d'exposition, de musées, d'équipements sportifs, et autres. Le développement de l'économie lisboète a entraîné conséquemment une explosion de marketing et de mécénat. Les grandes salles de spectacle, les musées et d'autres institutions exhibent aujourd'hui les logos des plus grandes entreprises du pays et de multinationales.
Tous les deux ans, en alternance avec Rio de Janeiro, Lisbonne accueille le plus grand festival du monde Rock in Rio. L’événement se tient au Parque da Bela Vista, avec la présence de 70 artistes sur quatre scènes au cours des cinq jours du festival, qui réunissent 385 000 spectateurs. Lors de l'édition 2014 célébrant les dix ans du festival, de grands artistes se sont produits sur la grande scène lisboète tels que The Rolling Stones, Justin Timberlake, Robbie Williams, Linkin Park, Ed Sheeran, Jessie J, Lorde.
Depuis sa mise en place en 2004, de nombreuses personnalités ont participé à ce grand festival, notamment Paul McCartney, Peter Gabriel, Gilberto Gil, Evanescence, Kings of Leon, Metallica, Slipknot, The Black Eyed Peas, Britney Spears, Sting, Alicia Keys, Ivete Sangalo, Shakira, Jamiroquai, Carlos Santana, Red Hot Chili Peppers, Anastacia, Lenny Kravitz, Amy Winehouse, Bon Jovi, John Mayer, Mariza, Elton John Leona Lewis, Miley Cyrus, Amy Macdonald, Maroon 5 et Stevie Wonder.

### Événements

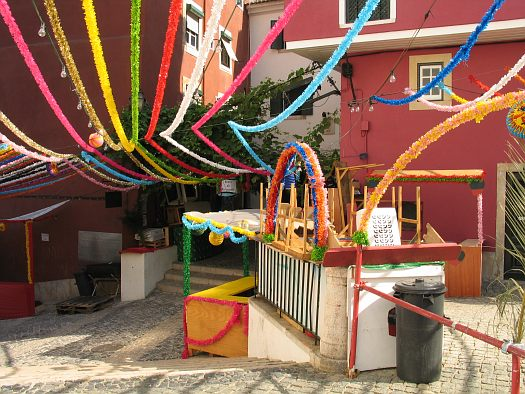
Alfama, décoré pour la Saint-Antoine.

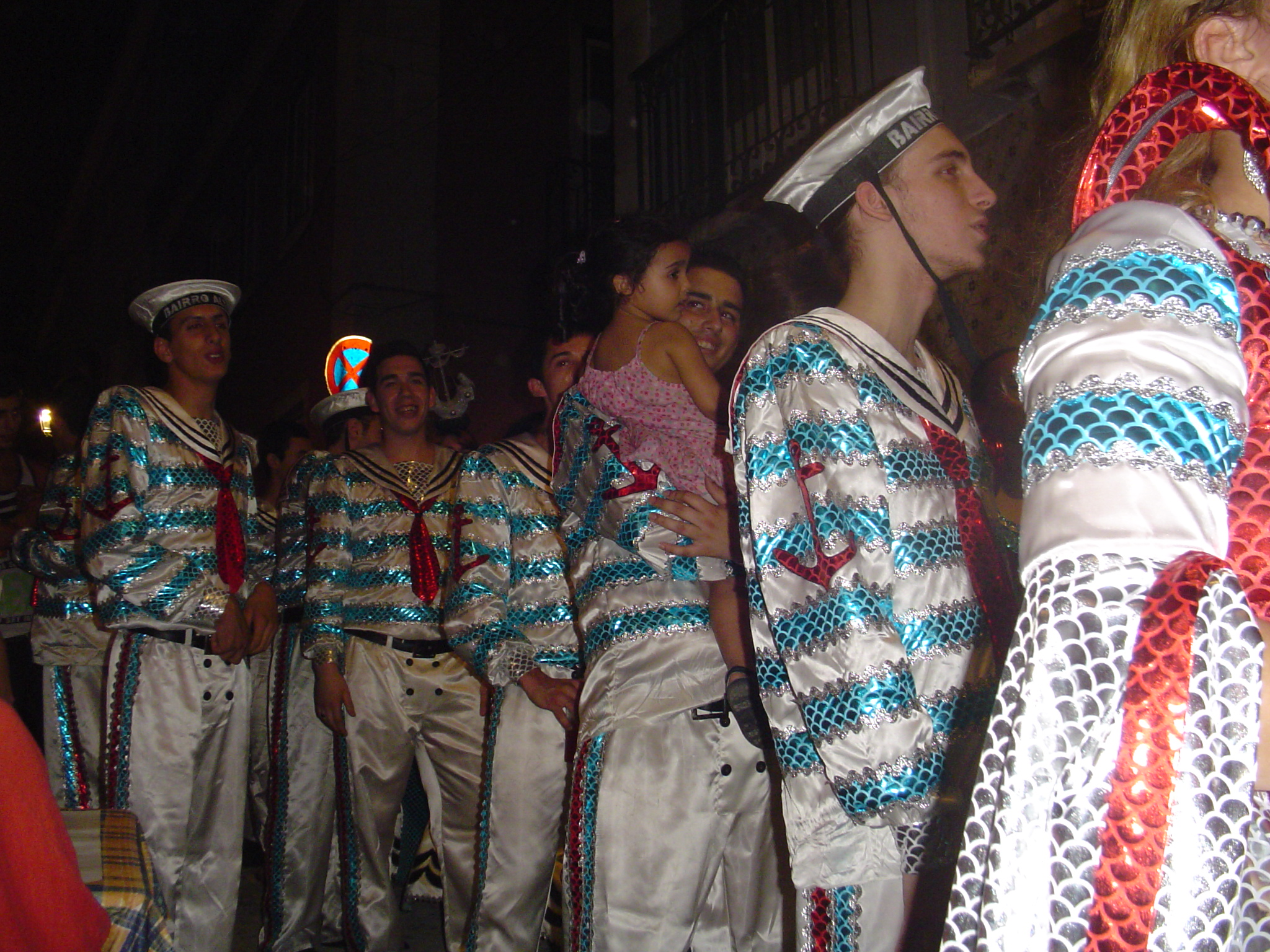
Marches populaires de Lisbonne.

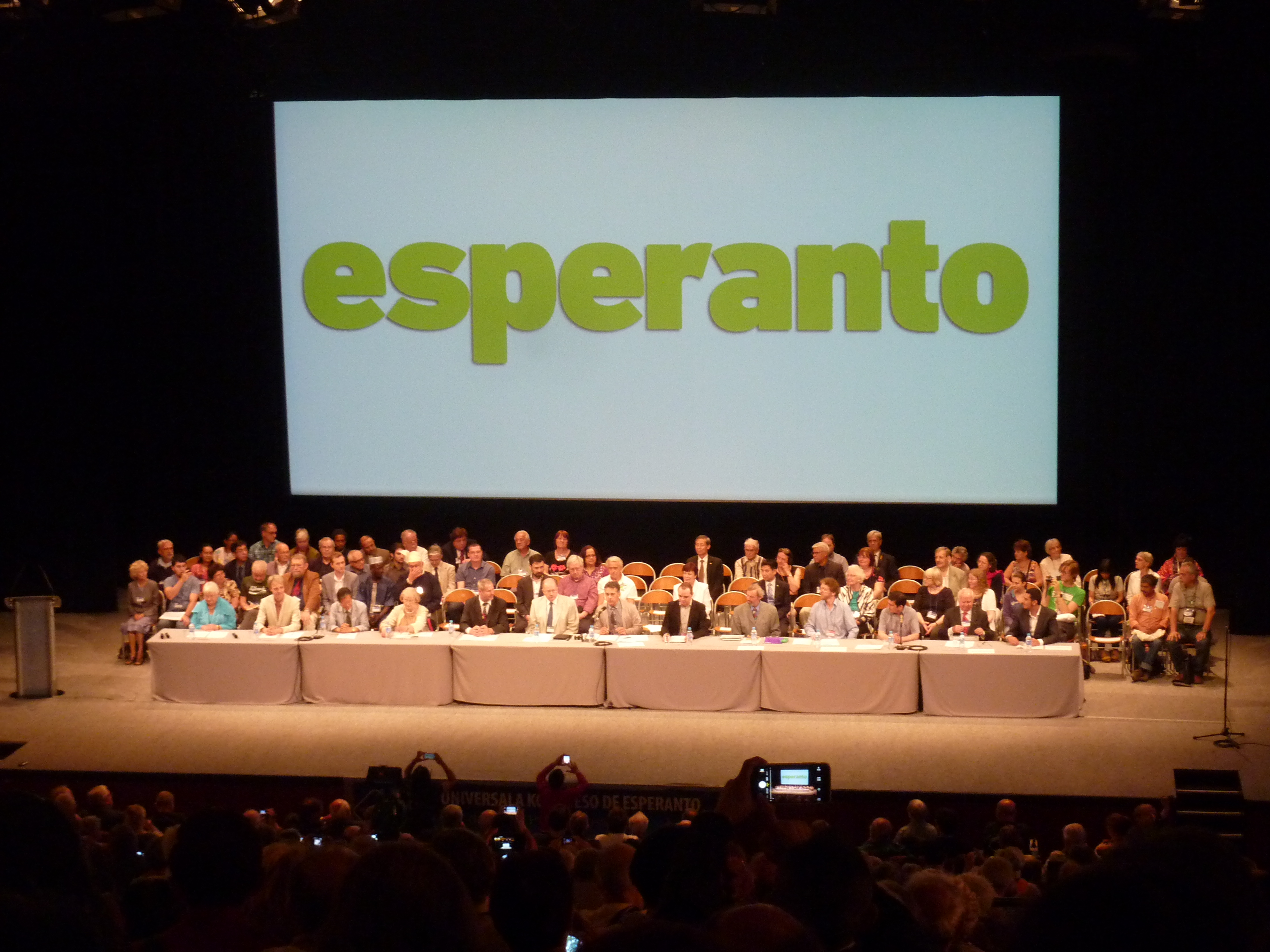
Congrès mondial d'espéranto.

À Lisbonne, les saisons sont marquées par différents événements culturels. Le carnaval a lieu dans les écoles et pour les enfants en bas âge, dans les centres de loisirs et dans le Bairro Alto. En mars, des athlètes de tous les pays et des dizaines de milliers de participants traversent le pont du 25 Avril lors du semi-marathon de Lisbonne.
Durant le mois de juin, se déroulent les festivités populaires des vieux quartiers de Lisbonne tels que l'Alfama, Madragoa, Mouraria, Castelo et autres, qui sont décorés avec des arches de fleurs. Sur chaque place, dans chaque rue, des groupes de voisins et des associations récréatives improvisent des stands dans lesquels ils vendent des sardines grillées, des sucreries traditionnelles, du vin et d'autres spécialités. Toutes les nuits, pendant les fêtes, on entend de la musique populaire mais aussi de la musique Pimba qui incarne le personnage traditionnel qui symbolise le Portugais par excellence, avec ses défauts et aspirations.
La nuit de « Santo António », le soir du 12 juin, est l'apogée des festivités. Des centaines de milliers de personnes se pressent dans les rues et font de ce jour la plus grande fête du Portugal, surpassant les fêtes de réveillon de fin d'année. En début de soirée, des groupes traditionnels défilent dans l'Avenida da Liberdade où chaque quartier rivalise pour gagner le prix de la meilleure chorégraphie. Après cela, la foule se dirige vers les vieux quartiers pour manger, boire et danser au son de musiques populaires et modernes jusqu'au lever du jour.
L'été venu, il y a des festivals pour tous les goûts et de toutes dimensions. Il existe tous les deux ans, le Rock in Rio Lisboa et l'Optimus Alive. En septembre a lieu le semi–marathon de Lisbonne, au cours duquel des dizaines de milliers de personnes traversent le pont Vasco de Gama. En automne a lieu le festival DocLisboa et le Festival de Cinéma gay et lesbien de Lisbonne. En 2006, 2007 et 2008, l'année a commencé avec le départ du rallye Dakar depuis Belém.
En 2018, la ville de Lisbonne a accueilli le congrès mondial d'espéranto, ainsi que la 63e édition du Concours Eurovision de la chanson.

### Arts de la scène
L’Opéra de Lisbonne, le Teatro Nacional de São Carlos, accueille un agenda culturel relativement actif, principalement en automne et en hiver. D’autres théâtres et maisons musicales importants sont le Teatro Nacional D. Maria II, la Fondation Gulbenkian et le Teatro Camões.
Le centre culturel de Belém, ouvert en 1992, est un important lieu de création et de représentation des arts de la scène (théâtre, danse, musique).

### Gastronomie

Les sardines grillées.

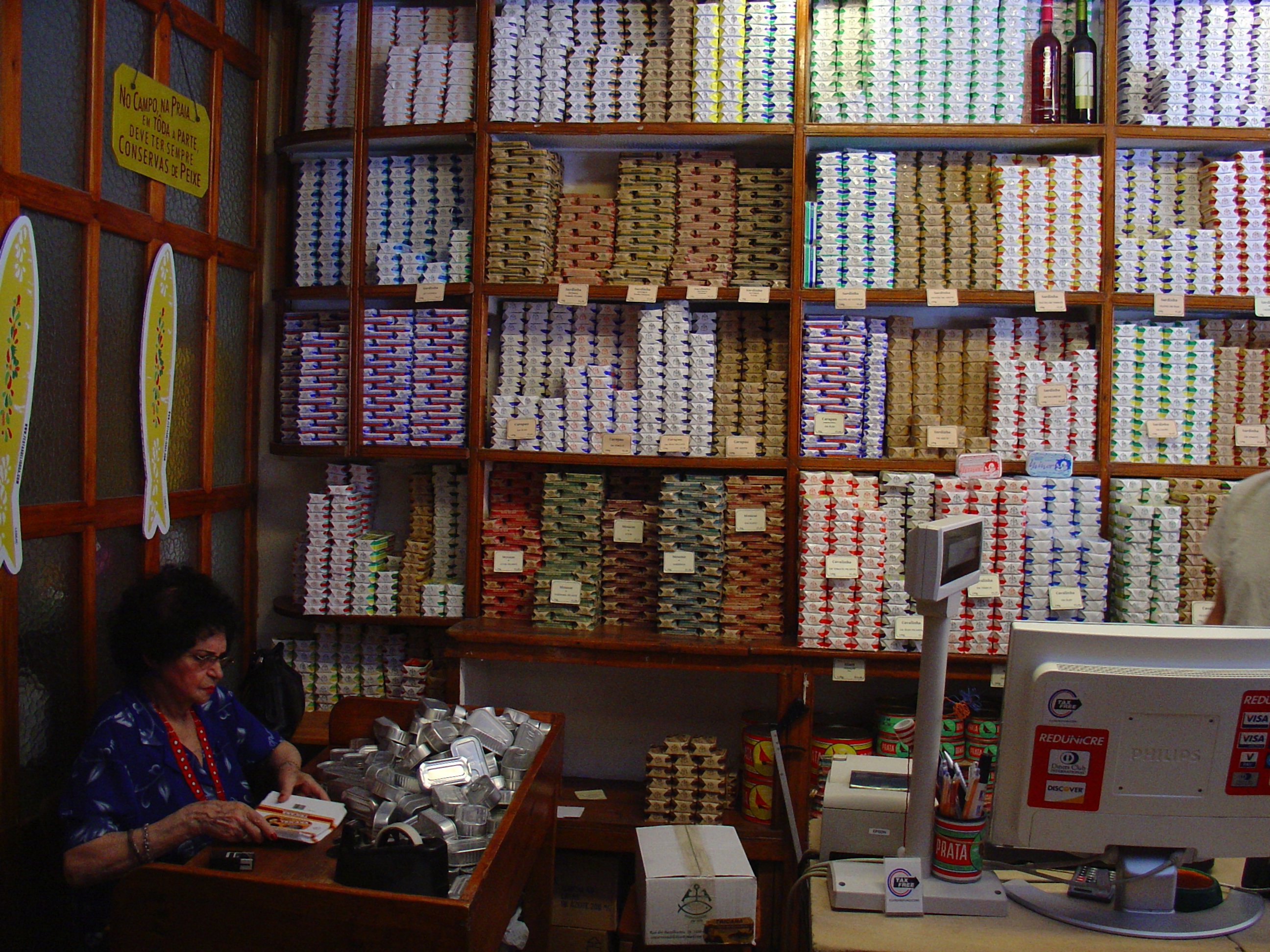
Conserveira de Lisboa, 34 rua dos Bacalhoeiros.

La gastronomie de Lisbonne est influencée par sa proximité avec l'océan. Les spécialités typiques sont les pataniscas de bacalhau et les peixinhos da horta. Dans le sud, on peut déguster des sardines grillées au barbecue. Le dessert le plus renommé de Lisbonne est le pastel de nata dont l'usine la plus ancienne se trouve dans le quartier de Belém, près du monastère des Hiéronymites.

### Autres événements
Le plus important marché aux puces de Lisbonne, la Feira da Ladra, se tient le mardi et le samedi dans les rues du Campo de Santa Clara, à l'est de l'Alfama.

### Espaces publics et musées
Lisbonne abrite de nombreux musées et collections d’art de premier plan, du monde entier. Le Musée national d’art ancien, qui possède l’une des plus grandes collections d’art d'Europe, et le Musée national des carrosses, qui possède la plus grande collection au monde de carrosses royaux, sont les deux musées les plus visités de la ville. Parmi les autres musées nationaux notables, citons le Musée national d’archéologie, le Musée de Lisbonne, le Musée national de l’Azulejo, le Musée de l'électricité dans une ancienne station électrique, le Musée d'Art, Architecture et Technologie (MAAT) et le Musée de l'Orient. Parmi les musées et galeries privés de premier plan, citons le musée Calouste-Gulbenkian (géré par la Fondation Calouste Gulbenkian, l’une des fondations les plus riches au monde), qui abrite l’une des plus grandes collections privées d’antiquités et d’art au monde, et le Musée Colecção Berardo d'art contemporain.
Parmi les sites les plus visités, on trouve l'Oceanarium de Lisbonne et le Musée Aquarium Vasco de Gama.

#### Parcs et jardins
- Parc Eduardo VII
- Jardin de São Pedro de Alcântara

#### Salles de spectacles
- Teatro Maria Vitória
- Teatro da Trindade
- Teatro Nacional Dona Maria II
- Teatro Nacional São Carlos
- Teatro Nacional São Luiz
- Teatro Politeama

### Quartiers historiques et monuments

#### Édifices religieux
Le principal édifice religieux de Lisbonne est la Cathédrale Santa Maria Maior.

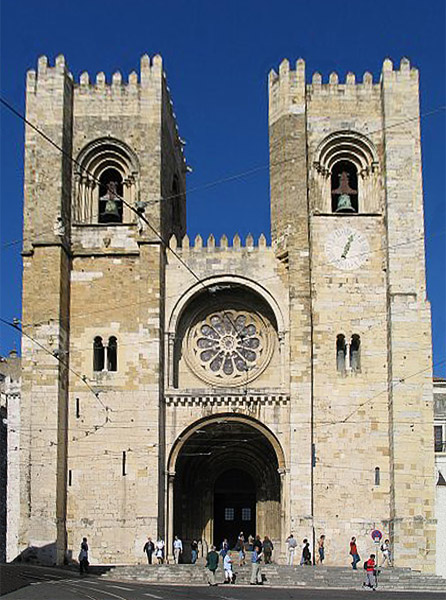
Cathédrale Santa Maria Maior.

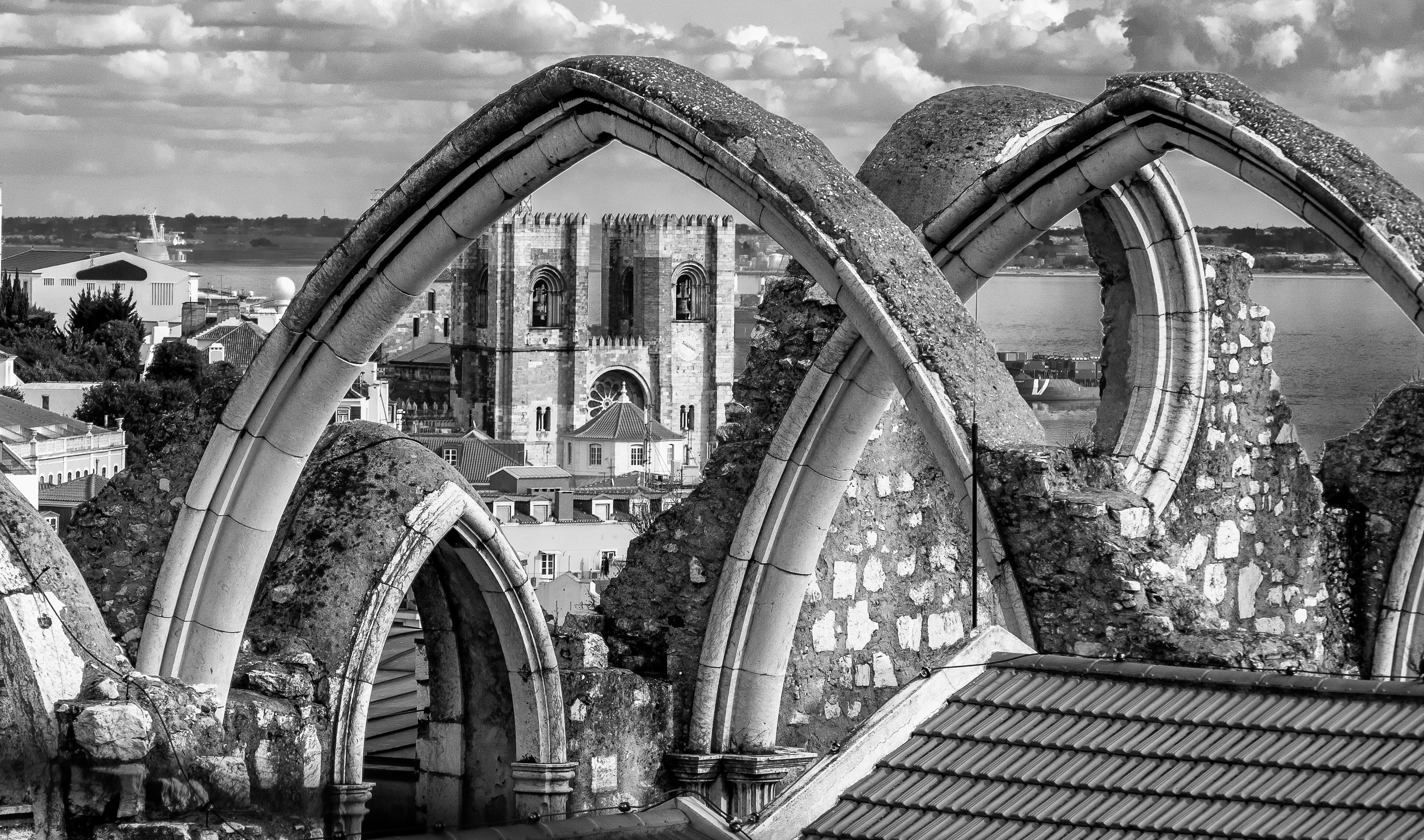
La cathédrale de Lisbonne vue depuis le couvent des Carmes.

Parmi les autres édifices religieux de la ville, on note le Monastère de Saint-Vincent de Fora, l'Église São Domingos de Lisbonne, l'Église Sainte-Isabelle de Lisbonne

#### Baixa

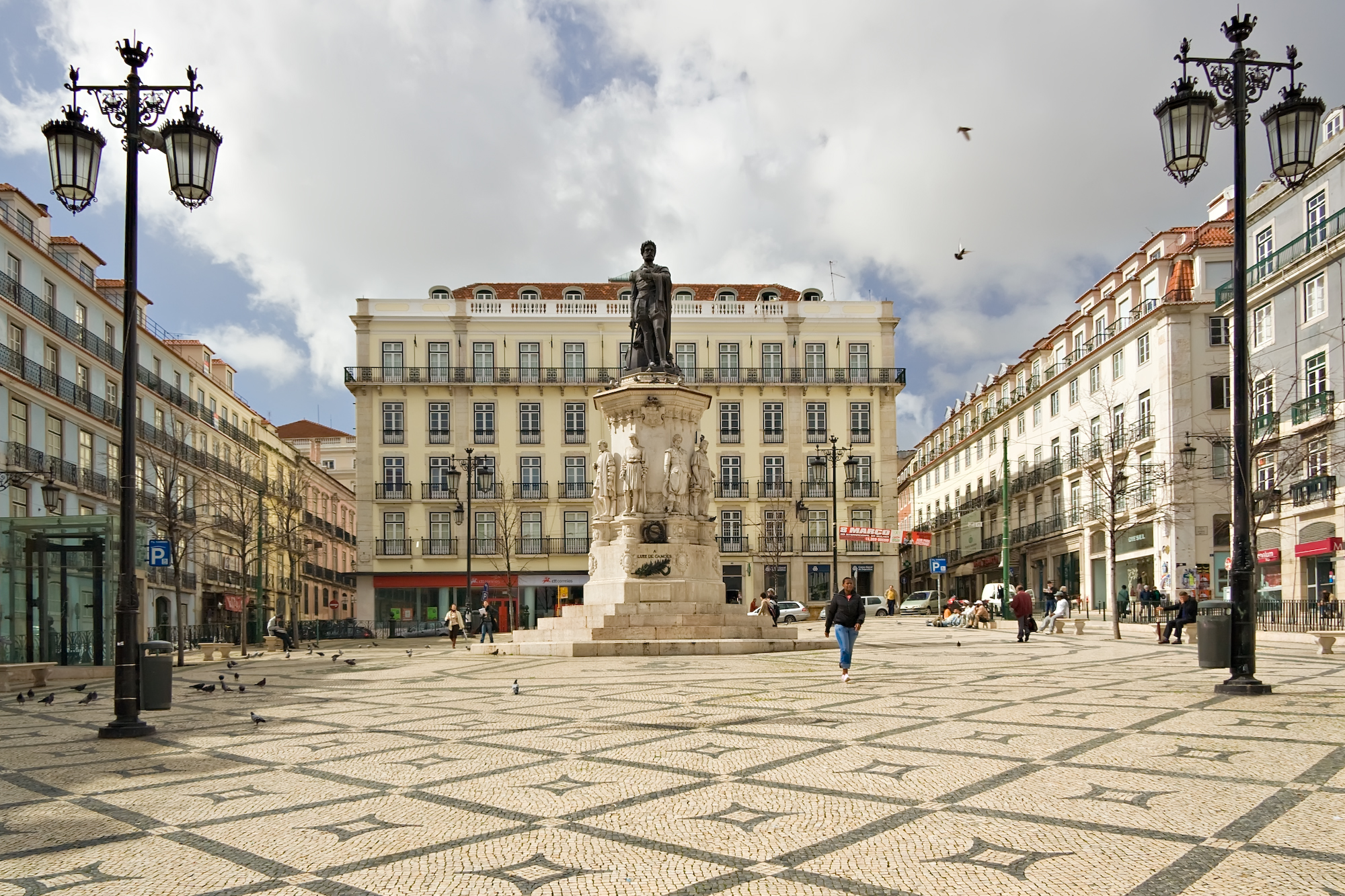
Praça Luís de Camões, Chiado.

La Baixa pombalina est le cœur de la ville. Elle occupe la partie de l'ancienne ville qui a été détruite par le tremblement de terre de 1755. Sa planification urbaine, un quadrillage de rues et des bâtiments semblables dans un style pombalin, est due au marquis de Pombal. Le quartier est en pleine réhabilitation urbaine, c'est aussi le plus grand quartier commercial de Lisbonne. L'un des monuments les plus visités de la Baixa est l'Ascenseur de Santa Justa.
On y trouve les plus belles places de la ville comme la Praça dos Restauradores, la Praça Dom Pedro IV avec le théâtre national Dona Maria II, la Praça da Figueira et, la plus célèbre, la Praça do Comércio.

#### Chiado
Le Chiado est le quartier chic du vieux Lisbonne, il est situé entre la Baixa pombalina et le Bairro Alto. Un grand incendie l'a partiellement ravagé le 25 août 1988, Alvaro Siza fut architecte pour la reconstruction.
Dans ce deuxième quartier, se situent le célèbre café A Brasileira, fréquenté jadis par Fernando Pessoa dont la statue en bronze décore la terrasse, la salle d'opéra Teatro Nacional de São Carlos ainsi que le couvent des Carmes, l'église la plus grande de Lisbonne avant le tremblement de terre de 1755.

#### Alfama
L'Alfama est un quartier aux rues étroites, qui a survécu au séisme de Lisbonne. C'est le berceau d'un style musical portugais : le fado. Dans l'Alfama se trouvent la majorité des cafés-concerts de fado, où l'on peut écouter les chansons autour d'un verre ou d'un dîner. Comparé au Bairro Alto, l'Alfama est un quartier beaucoup plus tranquille. On y trouve aussi la cathédrale ainsi que le château Saint-Georges. Ce quartier est considéré comme l'âme de la ville.

#### Bairro Alto

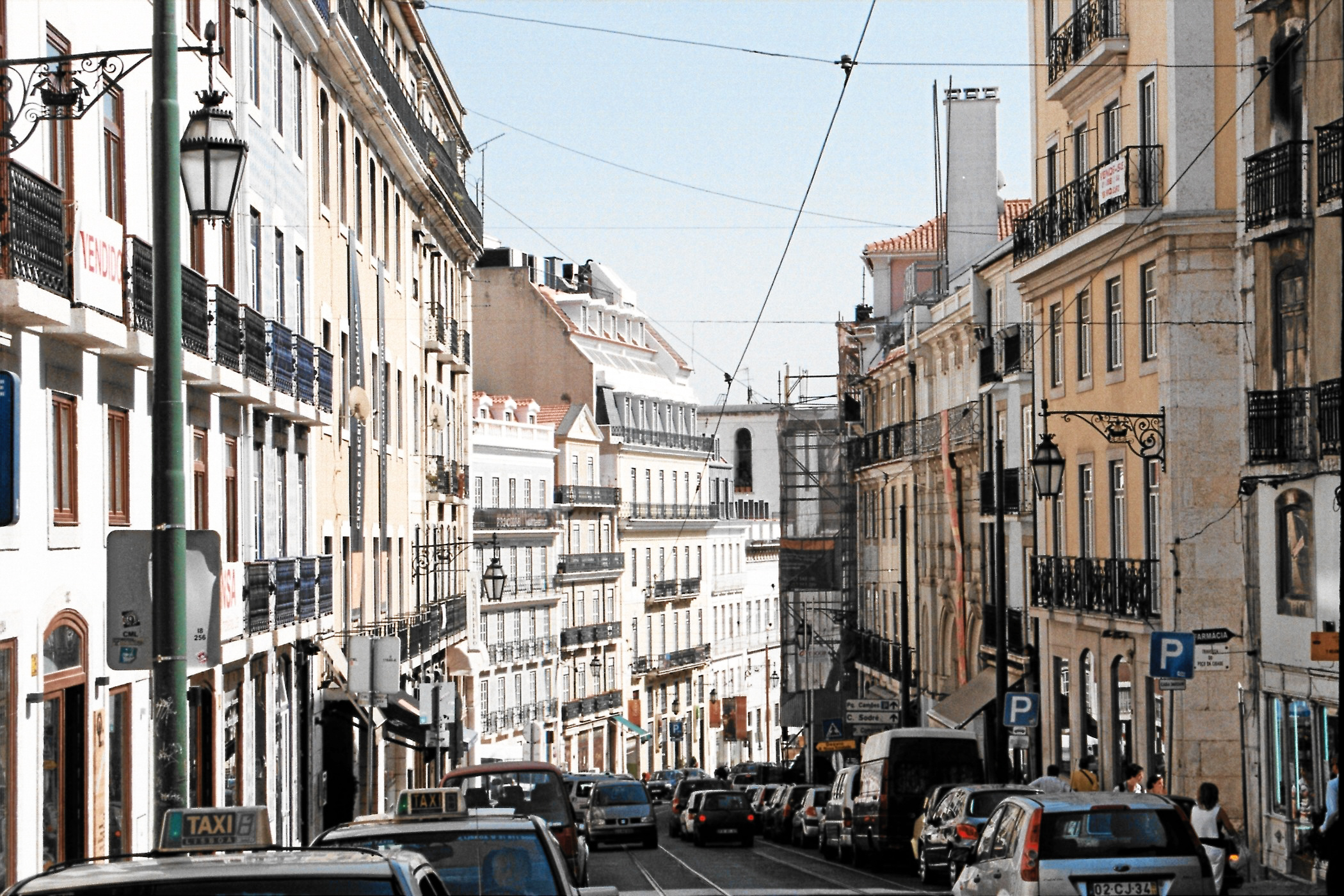
Bairro Alto.

Le Bairro Alto est l'un des quartiers du centre de Lisbonne, à proximité des quartiers du Carmo et du Chiado. Il était autrefois appelé Vila Nova dos Andrades. C'est un secteur commercial, de divertissement et résidentiel.
Construit à la fin du XVIe siècle suivant un plan plus ou moins octogonal, le Bairro Alto est un des quartiers les plus pittoresques de la ville. Actuellement, le Bairro Alto est le lieu de réunion des jeunes de la ville et l'une des principales zones de loisirs nocturnes.

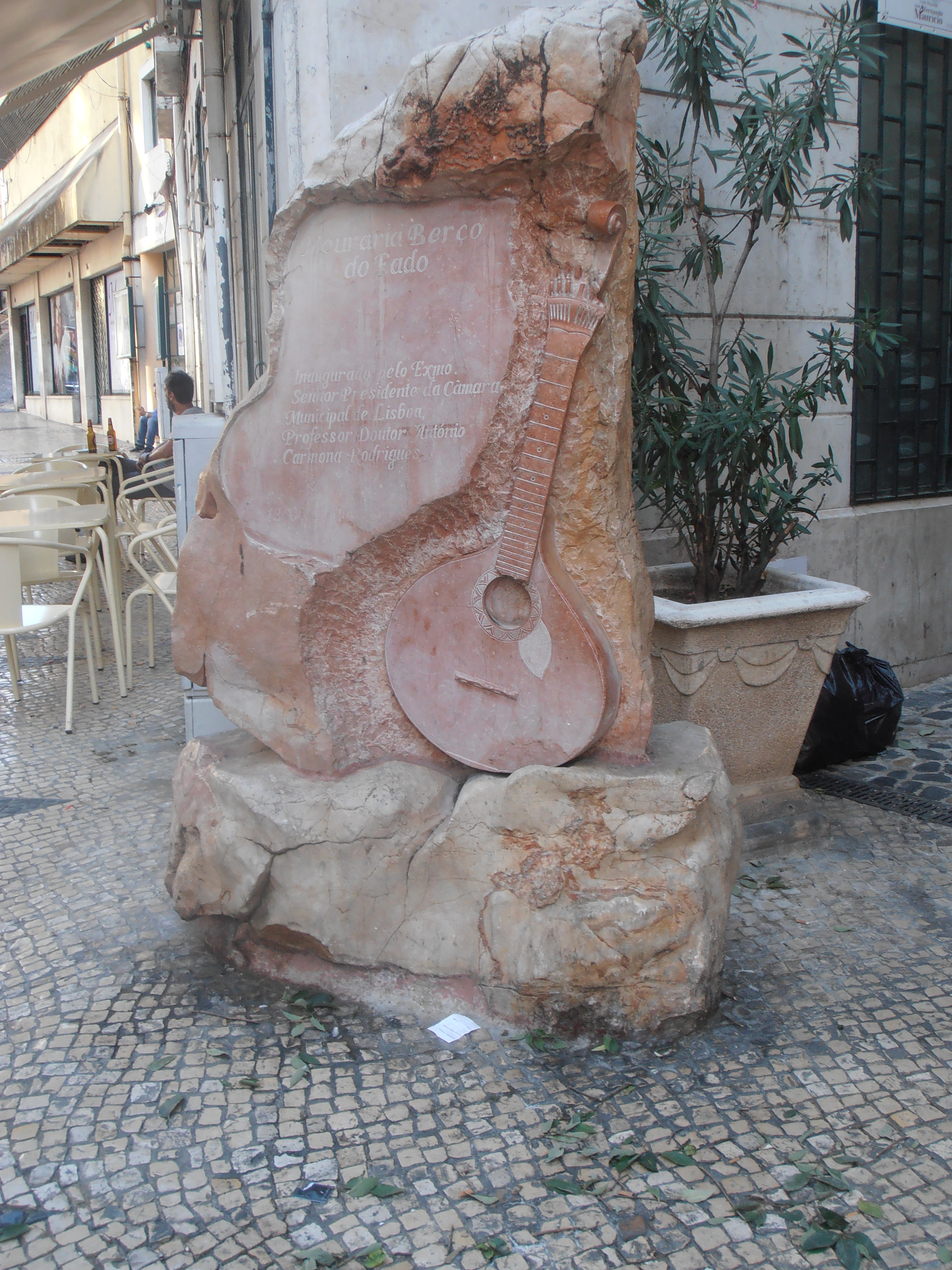
Lisbonne du Fado.

Dans ce quartier se concentrent généralement les groupes de tribus urbaines, qui possèdent des établissements et des lieux de réunion propres. Le fado y survit encore. Les gens qui fréquentent le Bairro Alto de nuit sont un mélange de locaux et de touristes.
On y trouve également une partie de la population gay, qui se partage entre bars gays et bars traditionnels.

#### Belém
Quartier ouest de Lisbonne, Belém est connu pour ses nombreux monuments anciens, dont la tour de Belém, le  Padrão dos Descobrimentos (« Monument aux Découvertes ») et le monastère des Hiéronymites. Situé au bout de l'estuaire du Tage, de ses quais partaient les navigateurs-explorateurs du XVe au XVIIe siècle. Environ 10 000 personnes habitent ce quartier.

#### Beato
Le quartier de Beato se distingue par la nouvelle dynamique culturelle qu'il connaît depuis 2018. Les zones de production et les installations industrielles se transforment en galeries d'art contemporain, lieux de vie nocturne, marchés, restaurants. Dans ce quartier se trouve notamment le Musée national de l'Azulejo et le Palacio do Grilo,,.

#### Parque das Nações

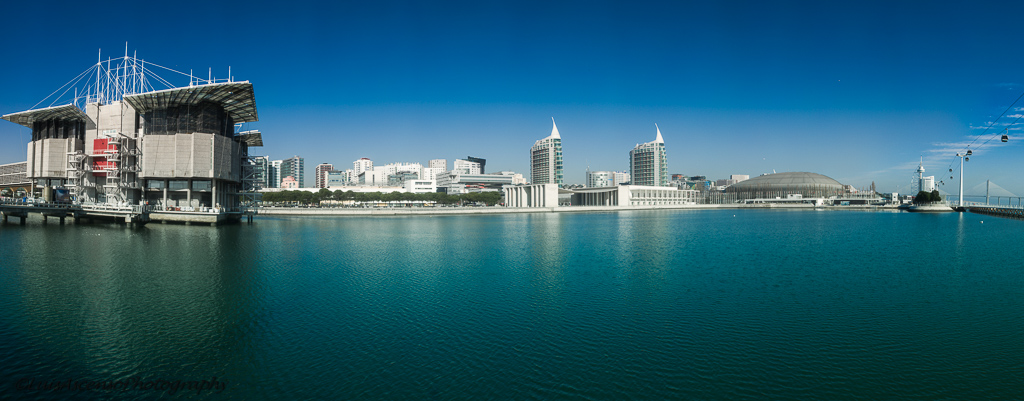
Parc des Nations, Oriente.

### Pèlerinage de Compostelle
Lisbonne, à 610 km de Saint-Jacques-de-Compostelle, est située sur le Camino portugués, un des chemins du pèlerinage de Saint-Jacques-de-Compostelle au Portugal. En 2018, 2518 personnes ont commencé leur pèlerinage ici (0,77% de tous les pèlerins en cette année, selon le Bureau d'Accueil des Pèlerins de la Cathédrale de Saint-Jacques-de-Compostelle).

### Héraldique, logotype et devise
| Blason de Lisbonne | Le blason de Lisbonne se blasonne ainsi : « Écu d'or, avec un bateau extérieurement noir amélioré d'argent et intérieurement d'argent amélioré de noir, mastreado e encordoado de negro, com uma vela ferrada de cinco bolsas de prata. A popa e a proa rematadas por dois corvos de negro, afrontados. Leme de negro realçado de prata. Le bateau est posé sur une mer composée de 7 bandes de vagues, quatre vertes et trois d'argent. Une couronne murale d'or de cinq tours. Colar da Ordem Torre e Espada. Listel blanc, avec les inscriptions MUI NOBRE E SEMPRE LEAL CIDADE DE LISBOA, en noir. » Devise : « Lisboa cidade da tolerância », ce qui signifie « Lisbonne ville de la tolérance ». La devise de Lisbonne fut donnée en avril 2008 par le maire de Lisbonne, António Costa, à la suite de l'inauguration d'un monument à la mémoire du massacre des juifs à Lisbonne en 1506. Le saint patron de la ville est saint Vincent, dont les restes se trouveraient dans la Sé de Lisbonne. Le logotype reprend le bateau du blason, l'inscription lisboa et au-dessus le L de Lisbonne et les cinq points de couleurs représentent les lettres de isboa. Les cinq points sont en forme de " X " car l'abréviation de Lisbonne au Portugal est LX. | Drapeau de Lisbonne |

## Lisboètes renommés
Classés par date de naissance.
- Saint Antoine de Padoue (1195)
- Gracia Nasi, ou Béatrice de Luna (1510-1568)
- Luís de Camões (1525-1580), poète
- Catherine de Bragance (1638-1705), reine consort du roi Charles II d'Angleterre
- Pedro Antonio Correia Garção (1724-1772), poète portugais, né et mort à Lisbonne
- Lucinda Simões (1850-1928), actrice, metteure en scène et directrice de théâtre, née et morte à Lisbonne
- Wenceslau de Moraes (1854-1929), officier de la marine, consul et écrivain
- Alfredo da Silva (1871-1942), homme d'affaires et premier grand industriel du Portugal.
- Fernando Pessoa (né en 1888-mort également à Lisbonne en 1935), poète
- Maria Elena Vieira da Silva (1908-1992), peintre
- Amália Rodrigues (1920-1999), fadiste
- Maria Judite de Carvalho (1921-1998), écrivain
- José Saramago (1922-2010), écrivain, prix Nobel de littérature en 1998
- Jaime Montestrela (1925-1975), écrivain et poète
- Maria do Carmo Medina (1925-2014), défenseuse des droits de l'homme angolaise d'origine portugaise, universitaire et juge.
- Ana Daniel, (1928-2011), poète
- Paula Rego (née en 1935), peintre, illustratrice
- Gonçalo Byrne, architecte (né en 1941)
- António Lobo Antunes (né en 1942), écrivain
- Luis Rego (né en 1943), réalisateur, acteur, scénariste, compositeur
- Maria João Pires (née en 1944), pianiste
- Jean-Jacques Mounier (né en 1949), judoka français, triple champion d'Europe
- Jorge Palma (né en 1950), chanteur
- Júlia Ventura (née en 1952), artiste peintre et photographe d'art contemporain
- Rui Veloso (né en 1957), chanteur fondateur du rock portugais
- Maria Ramos (née en 1959) femme d'affaires sud-africaine
- Pedro Costa (né en 1959), cinéaste
- Rui Costa (né en 1972), ancien footballeur de l'équipe du Portugal, du SL Benfica et AC Milan
- Fernando Ribeiro (né en 1974), chanteur du groupe portugais de metal gothique Moonspell
- Maniche (né en 1977), footballeur évoluant au Sporting Portugal
- Tatiana Salem Levy (née en 1979), traductrice et femme de lettres brésilienne
- Monica Sintra (1978-), chanteuse née à Lisbonne
- Soraia Chaves (née en 1982), actrice et mannequin
- Salvador Sobral (né en 1989), chanteur, gagnant du Concours Eurovision de la chanson 2017
- Lon3r Johny (né en 1994), rappeur
- Bernardo Silva (né en 1994), joueur de football

## Dans la culture

### Films
- 1982 : Dans la ville blanche d'Alain Tanner
- 1990 : La Maison Russie de Fred Schepisi avec Sean Connery et Michelle Pfeiffer
- 1994 : Lisbon Story de Wim Wenders
- 2013 : Train de nuit pour Lisbonne de Bille August avec Jeremy Irons
- 2023 : Pauvres Créatures de Yórgos Lánthimos avec Emma Stone et Mark Ruffalo

### Livres
- Les passants de Lisbonne de Philippe Besson
- Les héritiers de Lisbonne de Gabriel Blancard (éditions Maison Pop)